# Крымско-ногайские набеги на Русь
Крымско-ногайские набеги на Русь — регулярные нападения крымцев и ногайцев на земли Руси, начавшиеся в конце XV века после обособления Крымского ханства, в котором большое значение приобрели набеговое хозяйство и работорговля. Наибольшую интенсивность набеги приобрели на протяжении XVI—XVII веков, когда совершались почти каждое лето, и продолжались с несколько меньшей остротой вплоть до присоединения Крымского ханства к Российской империи в конце XVIII века.
Основной целью набегов на русские земли, политически разделённые в этот период между Российским государством и Речью Посполитой (до 1569 года — Великим княжеством Литовским), являлся захват ясыря — невольников, которые продавались в рабство в Османскую империю и прилегающие средиземноморские (в том числе, христианские) государства, либо оставались в качестве рабов в пределах самого Крымского ханства. Иногда государствам происхождения или родственникам невольников предоставлялась возможность их выкупа из плена. Для этого в Русском государстве собирались специальные налоги. Также крымскому хану обоими государствами периодически выплачивались так называемые поминки — откуп от будущих набегов.
Набеги были серьёзным фактором истощения как людских, так и материальных ресурсов России и Речи Посполитой. Для защиты от них в Русском государстве предпринимались масштабные и дорогостоящие меры, заключающиеся в постройке системы засечных черт и поддержании пограничной службы. Угроза набегов со стороны крымских татар и ногайцев в значительной степени препятствовала освоению плодородных степных пространств Дикого поля, полномасштабное заселение которых становилось возможным лишь по мере её устранения. Многовековые набеги также сыграли значительную роль в становлении запорожского и донского казачества.

## Людские потери от набегов
Основываясь на подборке частичной статистики и обрывочных оценок, количество угнанных крымскими татарами в рабство русских, украинцев и поляков оценивается в чуть меньше 2 миллионов человек, с 1468 по 1694 годы (требуется подписка). Советский историк А. А. Новосельский утверждает, что только за первую половину XVII века с территории Московского государства в рабство было угнано от 150 до 200 тысяч человек. Для сравнения, установленное в переписи 1678 года общее население центрально-чернозёмных районов, на которые и приходилась основная часть набегов, составляло 850 тысяч человек. Турецкий историк-османист Халил Иналджик пришёл к выводу, что в среднем за год угонялось 10 000 человек (то есть те же 2 000 000 человек за 200 лет), а население всего Русского государства в XVII веке составляло 7—11 миллионов человек.
Крупномасштабные захваты невольников производились на территории Поднепровья, Подолья, Волыни и Галиции. Совокупное количество угнанных с этих земель людей за период между 1500 и 1644 годами оценивается в более чем миллион человек. На протяжении второй половины XVII века они являлись ареной многочисленных войн с татарским участием (восстание Хмельницкого, русско-польская война, гражданская война в Гетманщине, две польско-турецкие и две русско-турецкие войны), что позволяет предположить крайне высокую численность захваченного ясыря за этот период. В одном лишь 1676 году на Волыни, в Подолье и Галиции было угнано 40 тысяч человек. Все эти цифры не учитывают погибших при крымскотатарских нападениях.
После Азовских походов Петра I, в XVIII веке по большей части это уже были мелкие набеги, осуществляемые в Приднепровье, Приазовье и на Дону, как татарами, так и казаками в обоих направлениях.

## Причины

### Экономические причины
Основной экономической целью набегов, в которых участвовала значительная часть мужского татарского населения, был грабёж материальных ценностей и, прежде всего, добыча ясыря — людей на продажу, которые большей частью поставлялись на рынки Османской империи, часть поставлялась на крымские невольничьи рынки. Согласно исследованиям современных историков, работорговля была основной статьёй доходов знати Крымского ханства и ногайских орд, что объяснялось неразвитостью промыслов и иных видов торговли у кочевого населения. Крымский хан также получал десятую долю добычи. Главным невольничьим рынком Крыма был Кефе, сегодняшняя Феодосия. Второй по значению целью набегов был угон лошадей и крупного рогатого скота.
Набеговое хозяйство приобрело для крымских татар и ногайцев незаменимый характер, после того как в конце XV века Османская империя, вассалами которой признали себя крымские ханы, взяла под прямой контроль прибрежные крымские города. До этого благосостояние хана зиждилось на взимании с генуэзских колоний и греческих городов платы за разрешение и охрану их торговли, а значительная часть татарского населения специализировалась на сельскохозяйственном производстве для них. С приходом осман сложившееся распределение ролей было нарушено, торговля зерном угасла, хан и его подданные лишились традиционных доходов. Как следствие, им пришлось искать новые источники обогащения. Выходом стал переход к кочевому грабительскому образу жизни, позволявшему вновь интегрироваться в черноморскую торговлю, заняв выгодную нишу торговцев очень востребованным в Османской империи живым товаром.
По мнению Марии Иванич, из-за частых засух и эпидемий часть кочевых ногайских татар, живших в степи под сюзеренитетом крымского хана, занималась торговлей рабами в качестве единственного надёжного средства к существованию.

### Политические причины
Как отдельная политическая единица Крымское ханство выступает с момента распада Золотой Орды. Впоследствии, крымские ханы играли на противоречиях Русского государства и Великого княжества Литовского (с 1569 года Речи Посполитой), заключая союзы то с одной стороной, то с другой, получая при этом от союзника значительные выгоды и официальный повод для совершения грабительских набегов на вражескую территорию. Во время Русско-литовской войны 1500—1503 крымские татары поддерживали союзнические отношения с Иваном III, проникая вглубь Литовского княжества. В конце его правления русско-крымские отношения стали ухудшаться. Постоянные набеги крымских татар на Русские княжества начались с 1507 года.
Удобное пространство для политического манёвра крымским ханам предоставлял принцип «правдоподобного отрицания», благодаря которому они даже в периоды официального мира всегда могли ссылаться на самоуправство своих влиятельных беев и мурз, совершавших набеги более мелкими отрядами, которых насчитывалось десятки, а иногда и сотни в год, и которые не предотвращались никакими договорами. На деле ханы по внутриполитическим и экономическим причинам должны были предоставлять своей клановой аристократии, владевшей сельскохозяйственными землями и рабочей силой, регулярные возможности для захвата невольников, а зачастую лично направляли их чамбулы (летучие отряды) на земли того или иного государства, в зависимости от существующих тайных договорённостей с его противником.

## Осуществление

### Театр военных действий
Территория между Крымским ханством и Русским государством в XVI веке представляла собой безлюдное Дикое поле. Ока была одновременно главным и последним рубежом на пути татар к Москве. Рубеж Оки защищала береговая служба, которая существовала даже после строительства Белгородской засечной черты далеко на юге. Более того, полки береговой службы практически не пересекали рубеж Оки, даже в годы массовых татарских атак южных русских укреплений (XVI век).
От границы Русского государства с Крымским ханством шли по речным водоразделам в общем направлении на север три основные степные дороги (называемые шляхами):
- Муравский шлях: западная дорога, которая начиналась у верховьев Самары, притока Днепра и дугой огибала притоки Северского Донца. Далее проходила по водоразделу Ворскла — Северский Донец, оставляя к востоку крайние русские сёла и деревни Белгородского уезда. Севернее Белгорода, в степи, у истоков Северского Донца, Псла и Донецкой Сеймицы находился Думчий курган (ныне (Прохоровский район). Здесь была развилка степных дорог. Главная отходила на восток, где у верховьев Сейма Муравский шлях соединялся с Изюмским. На запад от Думчего кургана поворачивал между Пслом и Сеймом Бакаев шлях, в северо-западном направлении к верховьям Оки шёл Пахнутцев шлях[21].
- Изюмский шлях: начинался, как и Муравский, в верховьях реки Самары, но шёл прямо на север, где у Изюм-кургана татары переправлялись через Северский Донец. Затем Изюмская дорога проходила западнее Оскола, причём у верховьев Волчьих вод и реки Нежеголи существовало ответвление на восток, через переправу на Осколе к соседней Кальмиусской дороге. Проходя далее между рекой Корочей и верховьями правых притоков Оскола, Изюмский шлях у истоков Сейма соединялся с Муравским. Сёла и деревни Белгородского уезда оставались западнее Изюмского шляха, Оскольский уезд — восточнее. Дальнейший путь татар к северу от места соединения Муравским и Изюмским шляхами лежал к переправам через реку Быструю Сосну. Преодолев эту реку татары могли повернуть к реке Зуше — притоку Оки, где располагались Новосильский, Мценский и Чернский уезды, либо пройти у верховьев реки Мечи к тульским сёлам.
- Кальмиусский шлях: пролегал восточнее первых двух дорог, у истоков реки Кальмиуса. Татары переправлялись через Северский Донец западнее реки Айдара и устремлялись на север, между реками Осколом и Айдаром, оставляя слева Валуйки. Через Тихую Сосну татары обычно переправлялись Каменным бродом, но существовали и другие переправы. Далее к северу Кальмиусская дорога шла к бродам на реке Быстрой Сосне[21].

Кроме трёх названных степных дорог, были ещё некоторые, обычно соединявшиеся с главными. Так, выше Изюм-кургана пересекала Северский Донец Савинская дорога, соединявшаяся севернее с Изюмским шляхом. И, наконец, восточнее Дона шла через верховья Битюга между Польным Воронежем и Цной Ногайская дорога, по которой вторгались в Россию ногайские татары из прикаспийских и прикубанских степей. Все дороги татарских вторжений проходили главным образом по возвышенностям, по сухим водоразделам рек. Татары старались избегать переправ через реки, заболоченных мест, лесов. В татарских отрядах всегда были проводники, изучившие степные просторы России, знавшие броды через реки, места удобных стоянок.

### Тактика
Английский посланник Джильс Флетчер сообщает, что способ татар вести войну заключается в том, что они разделяются на несколько отрядов и, стараясь привлечь русских к одному или двум местам на границе, сами нападают на какое-либо другое место, оставленное без защиты. Нападая небольшими подразделениями, татары сажали на лошадей чучела в виде людей, чтобы их казалось больше. По сообщению Жака Маржерета, пока 20-30 тысяч татарских всадников отвлекали на себя внимание основных сил русских, другие отряды опустошали русские пределы и возвращались без большого урона. Через нарочно подосланных языков ханы пытались сообщить в Москву ложные сведения о своих намерениях и силах.
Тактику татар во время набегов довольно подробно описал французский инженер Гийом Ле Вассер де Боплан, находившийся в 30— 40-х годах XVII в. на территории Украины (тогда она входила в состав Речи Посполитой). Боплан пишет, что «татары вооружены саблею, луком и колчаном с 18 или 20 стрелами; на поясе висит нож, огниво для добывания огня, шило и 5 или 6 сажен ремённых верёвок для вязания пленных… Стрелы их летят дугою, вдвое далее ружейной пули». Татары были умелыми наездниками, с каждым всадником обычно шли ещё две свободные лошади. Переправа татар через реки проходила сразу на большом участке реки с пологими берегами. Татары складывали снаряжение и одежду на лёгкий плот, привязывали его к лошади и преодолевали реку вплавь, держась за гриву лошади. По словам Г. Боплана, татары переплывали реки «все вдруг строем».
Летом татары совершали набеги и крупными, и мелкими силами, зимние набеги были редким явлением, причём в зимний поход обязательно шло очень много татар. Во время крупных набегов в походах участвовали десятки тысяч татар. Придя в район, заселённый русскими, татарское войско разделялось на отряды по нескольку сот человек, которые отделялись от главных сил поочерёдно. Эти отряды «рассыпаются по деревням, окружают селения со всех четырёх сторон и, чтобы не ускользнули жители, раскладывают по ночам большие огни; потом грабят, жгут, режут сопротивляющихся, уводят не только мужчин, женщин с грудными младенцами, но и быков, коров, лошадей, овец, коз».
Также Боплан сообщает, что отряды татар, направлявшихся за ясырём, старались избегать стычек с регулярными войсками. По его свидетельству, татары решались атаковать только при десятикратном численном преимуществе над вооружённым противником. В основном татары полагались на скорость и выносливость своих лошадей, рассыпаясь по степи в случае преследования.
Степняки не стремились штурмовать города. Одним из их тактических приемов был «приступ» к городу, который не подразумевал штурм. Татары окружали город, блокировали его, изолируя гарнизон и не давая уездным жителям укрыться в городе. Таким образом, они обеспечивали себе свободу действий в уезде и значительно упрощали захват полона. Уходя из войны, они снова блокировали города, чтобы беспрепятственно вывести захваченную добычу — полон и стада.

На Юго-Востоке:
Зато на азиатской стороне шла изнурительная непрерывная борьба. Здесь не было ни миров, ни перемирий, ни правильных войн, а шло вечное обоюдостороннее подсиживание. Флетчер, нам уже известный, пишет, что война с татарами крымскими, ногаями и другими восточными инородцами бывает у Москвы каждый год. Золотая Орда в XV веке уже распадалась и окончательно разрушилась в начале XVI века. Из её развалин образовались новые татарские гнёзда, царства Казанское и Астраханское, ханство Крымское и орды Ногайские за Волгой и по берегам морей Азовского и Чёрного, между Кубанью и Днепром. По завоевании Казани и Астрахани наиболее беспокойств причинял Москве Крым по своей связи с турками, которые завоевали его в 1475 году и положили здесь конец господству генуэзцев, владевших Кафой-Феодосией, Судаком-Сурожем и другими колониями по берегам Крыма. Прикрытый широкими пустынными степями, отрезанный от материка перекопью — широким и глубоким шестивёрстным рвом, прорезывавшим узкий перешеек с высоким укреплённым валом, Крым образовал неприступную с суши разбойничью берлогу. Литвин Михалон, писавший о татарах, литовцах и москвитянах в половине XVI в., насчитывает в Крыму не более 30 тысяч конных ратников, но к ним всегда готовы были присоединиться бесчисленные татарские улусы, кочевавшие по обширным припонтийским и прикаспийским степям от Урала до нижнего Дуная. В 1571 и 1572 годах хан крымский дважды нападал на Москву с полчищами в 120 тысяч человек. Крымское ханство представляло огромную шайку разбойников, хорошо приспособленную для набегов на Польшу, Литву и Московию. Эти набеги были её главным жизненным промыслом. Тот же Флетчер пишет, что татары крымские обыкновенно нападают на пределы Русского государства раз или дважды в год, иногда около троицына дня, чаще во время жатвы, когда легче было ловить людей, рассеянных по полям. Но нередки были и зимние набеги, когда мороз облегчал переправу через реки и топи. В начале XVI века южная степь, лежавшая между Московским государством и Крымом, начиналась скоро за Старой Рязанью на Оке и за Ельцом на Быстрой Сосне, притоке Дона. Татары, кое-как вооружённые луками, кривыми саблями и ножами, редко пиками, на своих малорослых, но сильных и выносливых степных лошадях, без обоза, питаясь небольшим запасом сушёного пшена или сыра да кобылиной, легко переносились через эту необъятную степь, пробегая чуть не тысячу вёрст пустынного пути. Частыми набегами они прекрасно изучили эту степь, приспособились к её особенностям, высмотрели удобнейшие дороги, сакмы, или шляхи, и выработали превосходную тактику степных набегов; избегая речных переправ, они выбирали пути по водоразделам; главным из их путей к Москве был Муравский шлях, шедший от Перекопа до Тулы между верховьями рек двух бассейнов, Днепра и Северного Донца. Скрывая своё движение от московских степных разъездов, татары крались по лощинам и оврагам, ночью не разводили огней и во все стороны рассылали ловких разведчиков. Так им удавалось незаметно подкрадываться к русским границам и делать страшные опустошения. Углубившись густой массой в населённую страну вёрст на 100, они поворачивали назад и, развернув от главного корпуса широкие крылья, сметали всё на пути, сопровождая своё движение грабежом и пожарами, захватывая людей, скот, всякое ценное и удобопереносное имущество. Это были обычные ежегодные набеги, когда татары налетали на Русь внезапно, отдельными стаями в несколько сотен или тысяч человек, кружась около границ, подобно диким гусям, по выражению Флетчера, бросаясь туда, где чуялась добыча. Полон — главная добыча, которой они искали, особенно мальчики и девочки. Для этого они брали с собой ремённые верёвки, чтобы связывать пленников, и даже большие корзины, в которые сажали забранных детей. Пленники продавались в Турцию и другие страны. Кафа была главным невольничьим рынком, где всегда можно было найти десятки тысяч пленников и пленниц из Польши, Литвы и Московии. Здесь их грузили на корабли и развозили в Константинополь, Анатолию и в другие края Европы, Азии и Африки. В XVI веке в городах по берегам морей Чёрного и Средиземного можно было встретить немало рабынь, которые укачивали хозяйских ребят польской или русской колыбельной песней. Во всём Крыму не было другой прислуги, кроме пленников. Московские полоняники за своё уменье бегать ценились на крымских рынках дешевле польских и литовских; выводя живой товар на рынок гуськом, целыми десятками, скованными за шею, продавцы громко кричали, что это рабы, самые свежие, простые, нехитрые, только что приведённые из народа королевского, польского, а не московского. Пленные прибывали в Крым в таком количестве, что один еврей-меняла, по рассказу Михалона, сидя у единственных ворот Перекопи, которые вели в Крым, и видя нескончаемые вереницы пленных, туда проводимых из Польши, Литвы и Московии, спрашивал у Михалона, есть ли ещё люди в тех странах, или уж не осталось никого.

## Центры работорговли
Главным местом торговли невольниками был крымский город Кафа (ныне Феодосия), с 1475 года непосредственно принадлежавшая Османской империи, имевшая артиллерию и сильный гарнизон из янычар. Кроме Кафы, невольники продавались в Карасубазаре, Тузлере, Бахчисарае и Кезлеве[страница не указана 1622 дня]. Работорговлей здесь занимались перекупщики разного происхождения — турки, арабы, евреи, греки, армяне и другие. За право торговли они платили дань крымскому хану и турецкому паше в Кафе. В Кафе иногда одновременно находилось до 30 тысяч русских невольников, преимущественно из юго-восточных польских и московских земель.

## Судьба невольников

### В степи
Положение невольников в пути, пока их вели в Крым, было крайне тяжёлым. Захваченных в неволю расставляли в ряды по нескольку человек, связывали им назад руки сыромятными ремнями, сквозь ремни продевали деревянные шесты, а на шеи набрасывали верёвки; потом, держа за концы верёвок, окружали всех связанных цепью верховых и, подхлёстывая нагайками, безостановочно гнали по степи. Опасаясь погони, слабым и немощным, как правило перерезали горло, прежде чем позволяли им задерживать шествие. Питание для пленников состояло из сырой или дохлой конины. Достигнув относительно безопасных от казаков земель в низовьях Днепра, татары пускали своих лошадей в степь на вольный выпас, а сами приступали к дележу ясыря, предварительно помечая каждого невольника раскалённым железом. Получив в неотъемлемую собственность невольника или невольницу, каждый татарин мог обращаться с ними, как с собственною вещью. Девушек и женщин могли насиловать на глазах близких. По словам Сигизмунда Герберштейна, «старики и немощные, за которых невозможно выручить больших денег, отдаются татарами молодёжи, как зайцы щенкам, для первых военных опытов; их либо побивают камнями, либо сбрасывают в море, либо убивают каким-либо иным способом».
Вот так описал обращение с пленными герцог Антуан де Грамон, находившийся в польско-татарской армии во время похода короля Яна Казимира на Левобережную Украину в 1663—1664 годах, когда по его данным было захвачено около 20 тысяч человек: «Татары перерезали горло всем старикам свыше шестидесяти лет, по возрасту неспособным к работе. Сорокалетние сохранены для галер, молодые мальчики — для их наслаждений, девушки и женщины — для продолжения их рода и продажи затем. Раздел пленных между ними был произведён поровну, и они бросали жребий при различиях возраста, чтобы никто не имел права жаловаться, что ему достались существа старые вместо молодых. К их чести я могу сказать, что они не были скупы в своей добыче, и их крайняя вежливость предлагала её в пользование всем, кто к ним заходил».

### В Крыму и Турции
В Крыму ясырь пригоняли для продажи на невольничьи рынки, где ставили одного за другим гуськом, прикованных друг к другу около шеи. При покупке выведенные невольники тщательно осматривались покупщиками, начиная со внешнего вида и кончая сокровенными частями тела: требовалось, чтобы у раба или рабы зубы не были редки и черны, чтобы на теле не было бородавок, шишек и других недостатков. Особенно высоко ценились у татар красивейшие девушки.
Михалон Литвин, посол Литвы в Крымском ханстве, так описывал процесс продажи невольников: 
Продают их с аукциона десятками под руководством оценщика, который громко выкрикивает похвалы: что это рабы новые, ещё не испорченные, не хитрые, из земли королевской, а не московской (ибо московское племя, как лживое и коварное, низко ценится на невольничьем рынке).
У Михалона Литвина, Кафа, город напрямую контролировавшийся Турцией, описывается как «ненасытная и беззаконная пучина, кровь нашу пьющая». Помимо самого худого содержания пищей, водой, одеждой и жилищем, их предавали изнурительным работам и истязаниям. По словам Михалона Литвина, «более сильных невольников делали кастратами, иным резали ноздри и уши, клеймили на лбу и на щеках, днём мучили на работе скованными, а ночью держали в темнице».
Проданные невольники развозились в отдалённые провинции и государства — Грецию, Турцию, Палестину, Сирию, Анатолию и продавались более отдалённым народам — сарацинам, персам, индийцам, арабам, сирийцам. Во время пути невольникам приходилось испытывать мучения: с одним судном их нередко поднимали такое множество, что от тесноты они не могли ни двигаться, ни прилечь на пол. Стоя принимали пищу и стоя спали. От такой тесноты и изнурительной поездки невольники целыми массами болели и целыми массами умирали; последних сбрасывали в море.
Мужчины, которых клеймили на лбу и щеках и нередко кастрировали, отдавались на общественные работы турецкой столицы и других городов, но не менее часто попадали на турецкие галеры, где до полного истощения служили прикованными к скамьям гребцами. Одним из таких галерных пленников, которому удалось выйти на свободу, стал предводитель казачьего восстания Иван Болотников. По словам греков, в османскую эпоху в Константинополь приставали по три-четыре корабля ежедневно, везущих русских невольников. Значительное число невольников отправлялось в Анатолию на земледельческие работы. Женщины-невольницы поставлялись в богатые дома для плотских утех и гаремов, а менее красивые из них делались домашней прислугой. Венецианский монах Джованни Карраро писал, что потребность в наёмной прислуге в Константинополе отпала, так как он переполнен рабами и рабынями из польской и московской областей. Пожалуй, наиболее знаменитой из подобных невольниц стала поздняя жена султана Роксолана. Как писал Михалон Литвин: «все они, то есть восточные жители, с жадностью ищут себе в жёны славянских пленниц. У нынешнего турецкого султана любимая его супруга, мать его первенца и наследника похищена из нашей земли. Перекопский хан Саиб-Гирей родился от христианки и женат на христианке. Все министры этих тиранов, евнухи, секретари и прочие их чиновники, их особое войско, называемое янычары — все происходят от нашей крови».
Несмотря на отправку большого числа невольников в Малую Азию, не было недостатка в них и в самом Крыму. Торговлей рабами занимались помимо крымских татар также представители многих других народностей: греки, евреи, армяне. Многие рабы использовались для хозяйственных работ: рытья колодцев, добычи соли, собирания в степи навоза. Женщины были наложницами, а также исполняли работу по дому: пряжу, ухаживание за детьми, уход за домашними животными. Принятие ислама, как правило, облегчало долю пленных.

## Сопротивление степным набегам

### Русское государство
С XVI века Русское государство начало строить систему засечных черт, на которых несла службу засечная стража. Так называемая «Большая засечная черта», сооружение которой началось в эпоху Ивана Грозного, простиралась от Брянских лесов на сотни километров до Переяславля-Рязанского, а её юго-восточная часть тянулась от Скопина до Шацка. В 1571 году князь Михаил Воротынский составил первый русский устав о пограничной службе. Долгое время основным оборонительным рубежом оставалась река Ока, из-за чего пограничную службу часто называли береговой службой. Меры по поддержанию оборонительных линий и службы вдоль обширной степной границы, на которой почти отсутствовали какие-либо естественные барьеры, были для государства весьма затратными и обременительными, требуя значительной доли казённых денег, но в то же время неизбежными. В эпоху Смутного времени пограничная служба расстроилась, а укрепления пришли в негодность, открывая крымским татарам возможности для прорывов.
В 1630—1650 годах вновь укрепляющимся Русском государством была построена Белгородская черта, которая пролегла на 300—400 км южнее прежних оборонительных рубежей. В 1679—1681 годах последовала Изюмская черта (на 150—200 км южнее Белгородской), а в 1680-х годах в среднем Поволжье — Сызранская черта. В 1731—1733 годах южнее Изюмской черты пролегла Украинская линия. По мере возведения новых оборонительных линий, результативность крымских набегов падала, так как обойти их и проникнуть вглубь страны крымские всадники, как правило, не могли.
В начале XVII века царские послы платили выкуп татарам от 50 до 200 руб за каждого русского невольника. На эти цели из царской казны ежегодно выделялись многие тысячи рублей, которые собирались с помощью особого налога — полоняничных денег. Выкупали, правда, в основном только «служилых людей». Остальных невольников, если их не удавалось отбить по пути в Крым, татары продавали там в рабство.
В XVII веке, благодаря усилению обороны границ Русского государства, основная часть невольников угонялась татарами уже с территории Правобережной Украины (Речь Посполитая), так как взять (а тем более увести) большой «полон» с территории Русского государства стало значительно труднее.

### Литва и Речь Посполитая
В начале 1550-х годов представитель знатного княжеского рода полководец Дмитрий Вишневецкий начал строительство крепостей в устье Днепра, чтобы закрыть крымским татарам дорогу на Великое Литовское княжество и королевство Польшу. Ещё в конце XV века «на острове Хортица, против Конских Вод, около крымских кочевий» была построена крепость, которая дала начало Запорожской Сечи, составившейся из казаков, живших в низовьях Днепра, за порогами. Польский король Сигизмунд II Август поручил Вишневецкому охрану границ польских и украинских земель от набегов крымских татар.
В 1480 году специально для защиты юго-восточных рубежей от набегов крымских татар сформировано было войско «обороны поточной», просуществовавшее до 1562 года. На протяжении XVI—XVII веков на территории современной Украины была создана система крепостей, охранявшая пределы Речи Посполитой от татарских набегов.

## След в культуре славянских народов
Многочисленные набеги и угон невольников оставили глубокий след в народной культуре. В украинских думах, одной из основных тем являются татарские и турецкие набеги («Дума про Ивана Коновченко», «Дума про Голотуу», турецкая неволя («Невольники», «Плач невольников на турецкой каторге», «Маруся Богуславка», «Иван Богуславець», «Сокол», «Бегство трёх братьев из Азова») либо освобождение из неволи и счастливое возвращение к родному краю («Самойло Кошка», «Алексей Попович», «Атаман Матяш старый», «Разговор Днепра с Дунаем»).
Крымско-ногайские набеги также нашли отражение в украинской литературе, к примеру в творчестве Исидора Воробкевича или Зинаиды Тулуб (масштабная дилогия «Людоловы»).

## Историки о роли и характере крымско-ногайских набегов
Василий Ключевский: «В продолжение XVI века из года в год тысячи пограничного населения пропадали для страны, а десятки тысяч лучшего народа страны выступали на южную границу, чтобы прикрыть от плена и разорения обывателей центральных областей. Если представить себе, сколько времени и сил материальных и духовных гибло в этой однообразной и грубой, мучительной погоне за лукавым степным хищником, едва ли кто спросит, что делали люди Восточной Европы, когда Европа Западная достигала своих успехов в промышленности и торговле, в общежитии, в науках и искусствах».
Сергей Соловьёв: «Крымским татарам выгоднее было брать подарки с обоих государств, Московского и Литовского, обещать свою помощь тому, кто больше даст, обещать, а на самом деле, взяв деньги с обоих, опустошать владения обоих, пользуясь их взаимною враждою. С этих пор сношения обоих государств, и Московского и Литовского, с крымцами принимают характер задаривания разбойников, которые не сдерживаются никаким договором, никакими клятвами».
Алексей Новосельский: «Татары были противником непримиримым, не поддающимся дипломатическому воздействию и не идущим на мирное сожительство. <..> Стимулы к набегам рождались беспрестанно внутри самого Крыма. Сами крымцы, начиная от царей и кончая простыми татарами, многократно заявляли о том, что их нападения на Русь вызывались только их собственными внутренними потребностями и лишь для формы оправдывали их какими-либо поводами, якобы возникавшими со стороны московского правительства».
Анна Хорошкевич: «Добыча рабов с помощью постоянных и мелких набегов или такого грандиозного предприятия, каким был поход 1521 года, имела своей целью экспорт рабов в Османскую империю. Роль поставщика рабочей силы Крымское ханство, ещё в 1475 году ставшее вассалом султаната, выполняло исправно».

## Хронология походов

### XV век
| Год       | Описание |
| --------- | --- |
| 1480      | Набег Менгли-Гирея на Подолье. Этот набег крымского хана был связан со «стоянием на реке Угре». Действия Менгли-Гирея вынудили великого князя литовского и короля польского Казимира Ягеллончика отказаться от соединения с ханом Золотой Орды Ахматом, который выступил в большой карательный поход на Русское государство. Великий князь московский Иван III Васильевич, союзник Менгли-Гирея, собрав большие силы на реке Угра, отразил все попытки ордынцев переправиться и затем вынудил Ахмат-хана отступить в свои кочевья. |
| 1482      | Войска Менгли Гирея захватили и разрушили Киев — сожгли замок, разграбили церкви и взяли большое количество пленных. Среди пленных был воевода киевский Иван Ходкевич с семьёй. |
| 1485—1487 | Крымские татары ежегодно вторгались в южные земли Великого княжества Литовского и опустошали Подолье. |
| 1488      | Зимой орда кочевала в Подолье, откуда летом собиралась совместно с турками выступить в поход на Украину. Польский король Казимир Ягеллон вновь отправил против татар своего сына Яна Ольбрахта вместе с польско-шляхетским войском. Поляки стали на польско-литовской границе и не допустили татар в Галицию. |
| 1489      | В сентябре 1487 года во время нового вторжения татар в польско-литовские владения польский королевич Ян I Ольбрахт разгромил пятитысячный татарский «загон» в бою под селом Коперстин, в Подолье. Татары потеряли убитыми тысячу пятьсот человек, много татар было взято в плен. |
| 1490      | Заволжские и крымские татары совершили новое нападение на польско-литовские пограничные владения. Татары сильно опустошили Волынское и Русское воеводства. Отдельные татарские отряды достигали окрестностей Люблина. Татары страшно разорили Волынь, разграбили и выжгли Владимир-Волынский и многие другие города и местечки, захватив огромное количество пленников. Во время возвращения татарской орды 25 января 1491 года соединённые польско-литовские войска под предводительством каштеляна львовского Николая из Хорча и старосты луцкого Семёна Гольшанского внезапно настигли татар под Заславом, на реке Горынь. В битве польские и волынские войска разгромили девятитысячный татарский «загон», отбив у них весь захваченный полон. В Заславской битве заволжские и крымские татары понесли крупные людские потери. |
| 1493      | Весной крымский хан Менгли-Гирей предпринял военный поход на южные литовские земли. Крымская орда двинулась на Киев, но из-за сильного разлива Днепра хан Менгли-Гирей вынужден был прекратить поход. Отдельные татарские «загоны» осуществляли нападения в пограничные литовские владения, разоряя киевские, брацлавские и черниговские земли. В том же 1493 году крымский хан Менгли-Гирей дважды «садился на коня», собираясь лично возглавить военные походы на Литовское государство. |
| 1494      | Осенью крымская орда сильно опустошила Подолье и Волынь, захватила огромное количество пленных и большую добычу. Соединённые польско-литовские полки стали преследовать отступающую орду. В битве под Вишневцем крымцы разбили польско-литовское войско и вернулись с полоном в степные улусы |
| 1495      | Крымские татары под командованием сына Менгли-Гирея совершили нападение на Волынь. Князь-магнат Семён Юрьевич Гольшанский, староста луцкий и маршал Волынской земли, собрал местное шляхетское ополчение и разбил татарские отряды, осаждавшие город Корец. |
| 1496      | Крымский хан Менгли-Гирей организовал новый военный поход на пограничные литовские владения. Большая татарская орда под руководством сыновей хана Менгли-Гирея сильно разорила Волынь. Староста луцкий и маршалок Волынской земли Гольшанский, наместник владимирский Василий Хрептович и князья Михаил и Константин Ивановичи Острожские с волынскими боярами и дружинами укрылись в Ровно. Крымские царевичи осадили замок. Осаждённые сделали вылазку, но были разбиты превосходящими силами врага. Крымцы захватили, разграбили и выжгли Ровно, но городской замок взять штурмом не смогли. |
| 1497      | Зимой огромная татарская орда под командованием крымского царевича опустошила Волынскую землю. Крымские татары полностью разорили волынские волости, а также некоторые пограничные польские земли. Во время похода крымцы взяли огромное количество пленников и спокойно вернулись в свои степи. Весной следующего года крымские татары продолжали совершать набеги на литовские земли, грабя, убивая и пленяя беззащитных жителей. В марте крымскотатарские «загоны» ворвались на Волынь и разорили окрестности Кременца. Крупный литовский князь-магнат Михаил Иванович Острожский, собрав свою дружину, двинулся в погоню за отступающими татарами. В бою под Полонным Михаил Острожский наголову разбил крупный крымский отряд и освободил всех пленников. Весь татарский отряд был перебит. Другие татарские отряды были разбиты в Киевском Полесье и на Брацлавщине. Летом крымские татары вторглись в южные литовские владения и разорили мозырские и оливские волости, захватив множество пленников. Князья Михаил и Константин Ивановичи Острожские вместе со своими дружинами бросились в погоню за крымцами. В сражении на реке Сороке, на Брацлавщине, братья-князья Острожские разбили крупный татарский «загон», освободив всех захваченных пленников. Триста сорок татар было убито, среди убитых находился крымский царевич Акмала.  |
| 1498      | Весной 100-тысячное турецко-молдавское войско вторглось в южные польско-литовские владения. Молдаване и турки-османы не встретили сопротивления и сильно разорили Галицию. Были взяты приступом и разорены Перемышль, Ярослав и Переворск. Поляки отстояли Львов, предместья которого были разорены и сожжены. Страшная паника охватила всю Польшу. Польский король Ян Ольбрахт сразу объявил о созыве шляхетского ополчения для отражения вражеского нападения. После отступления врагов во Львов прибыло польско-шляхетское ополчение, собранное королём. После роспуска польского ополчения крымская орда вступила в пограничные польско-литовские владения. Крымскотатарские «загоны», не встречая сопротивления, опустошили Подолье и Галицию. |
| 1499      | Крымскотатарские отряды совершали походы на литовские пограничные владения. Летом того же 1499 года крымские татары разоряли Белзскую землю, несколько раз совершали набеги на Подолье и Брацлавщину. |
| 1500      | Разорены Киевская, Волынская, Холмская и Белзская земли. Великий князь московский Иван III Васильевич просил своего союзника, крымского хана Менгли-Гирея, совершать набеги на Слуцк, Пинск, Туров и Минск, но просил его не воевать Северщину, «бо за ласкою божою ти городи и земли тепер наша». Весной 1500 года сыновья Менгли-Гирея совершили поход на Киевщину и Волынь. Отдельные татарские отряды проникали в Белзщину и Холмщину, доходя до реки Вислы. Король польский Ян Ольбрахт Ягеллон с польским ополчением двинулся против крымских царевичей, но татары смогли спокойно вернуться домой с многочисленным полоном. Осенью крымский хан вместе с русскими воеводами собирался воевать Киев и собрал 15-тысячное войско. Не дождавшись известий от Ивана III Васильевича, крымский хан Менгли-Гирей выслал татарскую орду вместе со своими сыновьями на южные польские и литовские владения. Крымские татары опустошили Брацлавщину, Волынь и Берестейщину, Белзскую, Львовскую, Холмскую, Люблинскую и Сандомирскую земли. Крымцы взяли штурмом и выжгли Хмельник, Кременец, Львов, Белз, Холм, Красностав, Люблин и другие города, захватив в плен пятьдесят тысяч человек. По приказу короля Яна Ольбрахта спешно было собрано польское ополчение для отражения татарской орды, но крымские царевичи успели отступить в свои степи. |

### XVI век
| Год  | Описание |
| ---- | --- |
| 1502 | Поход на центральную Украину. Летом 1502 года крымский хан Менгли-Гирей организовал новый крупный поход на польско-литовские владения. Великий князь московский Иван III Васильевич предлагал Менгли-Гирею воевать берега Припяти, но хан писал ему, что поручил сыновьям идти на Киев и Волынь, аж до Вильно и Трок. 30-тысячная татарская орда под командованием сыновей крымского хана Менгли-Гирея опустошила Галицию, Люблинщину и Сандомирщину. Татарские «загоны» захватили большое количество пленных и безнаказанно отступили в степи. Осенью того же года крымские татары вторглись в литовские владения и стали разорять Полесье, воюя и сжигая селения. Великий князь литовский Александр Казимирович, узнав о татарском набеге, написал князю Семёну Михайловичу Слуцкому и отправил к нему на помощь подольского воеводича Яна Бучацкого с русско-литовскими шляхтичами и отрядом австрийских наёмников. Слуцкий князь Семён Михайлович, собрав дружину и соединившись с Яном Бучацким, стал преследовать отступающих татар. На реке Уше, под Бобруйском, крымские татары (1500 человек) были разбиты. Осенью того же 1502 года на речке Уше, за Овручем, литовские князья Фёдор Иванович Ярославич-Клецкий, Юрий Иванович Дубровицкий и Григорий Глинский со своими отрядами попытались преградить дорогу превосходящим силам крымских татар. Однако крымцы одержали победу в битве и убили старосту друцкого, князя Григория Глинского. В августе 1502 года 6-тысячное татарское войско под командованием крымского царевича Бити-Гирея вторглось на Белорусское Полесье. Крымцы подступили к Слуцку, осадили город и стали разорять городские окрестности, пленяя и убивая людей. Крымские отряды опустошили окрестности Слуцка и Копыля. Семён Слуцкий с небольшим гарнизоном укрылся в городском замке, отправив к великому князю литовскому Александру в Вильно сообщение о нападении крымских татар. Татары, разделившись на отдельные отряды, стали разорять близлежащие литовские волости. Крымцы воевали около Клецка и Несвижа. Клецк был взят штурмом, разорён и сожжён. Татары дошли до окрестностей Новогрудка, а затем повернули обратно. Крымские отряды сожгли многие литовские сёла и с большим количеством пленников и добычей собрались под Слуцком, а затем повернули в степи. Король польский и великий князь литовский Александр отправил на помощь князю Семёну Слуцкому своих дворян, которые вскоре вернулись в Вильно, так как крымцы отступили. |
| 1503 | Трёхтысячное татарское войско опустошило окрестности Слуцка и Новогрудка, а затем двинулись на Давыдов-Городок. Литовские сановники, наивысший гетман литовский Станислав Петрович Кишка, Альбрехт Мартинович Гаштольд и Юрий Немирович собрали своим надворные полки, соединившись с князем Семёном Михайловичем Слуцким, двинулись за татарами и догнали их за Городком. В бою крымцы потерпели поражение, победители освободили всех пленников, и с великой честью и с добычей вернулись домой. В это время другие татарские «загоны» неоднократно опустошали окрестности Киева. В том же 1503 году крымские татары также совершили крупное вторжение вглубь Великого княжества Литовского. Вначале татары вторглись на Черниговщину, откуда московские воеводы отправили их за реку Днепр, «в Литовскую землю». Крымцы действовали на Белорусском Полесье, были под Слуцком и Новогрудком. В том же 1503 году крымская орда разорила Подолию. |
| 1505 | Поход на Слуцк, Несвиж, Клецк. Огромная крымскотатарская орда под руководством царевичей Мухаммед-Гирея, Бити-Гирея и Бурнаш-Гирея прорвалась в Белоруссию, опустошила окрестности Минска, Новогрудка, Полоцка и Витебска. В 1505 году татарская орда под предводительством трёх царевичей Мухаммед-Гирея, Бити-Гирея и Бурнаш-Гирея, сыновей Менгли-Гирея, вторглась в литовские земли. Под Лоевом татары переправились через реку Днепр и двинулись вглубь Великого княжества Литовского. Сам калга Мухаммед-Гирей-султан с главными силами орды выступил на Минск, а младших братьев, царевичей Бити-Гирея-султана и Бурнаш-Гирея-султана, отправил на Слуцк. В замке тогда находилась вдовствующая княгиня Анастасия Ивановна Слуцкая (жена Семёна Михайловича Слуцкого-Олельковича) со своим малолетним сыном Юрием. Крымцы разорили предместья и окрестности Слуцка, штурмовали сам город, делали подкопы и даже пытались его поджечь. Однако слуцкий гарнизон и местные жители под предводительством княгини Анастасии Слуцкой мужественно сопротивлялись. На службе у княгини Анастасии Слуцкой в самом городе находилось много князей и шляхты. Множество татар погибло в боях под Слуцком. После неудачи под Слуцком крымские царевичи Бити-Гирей-султан и Бурнаш-Гирей-султан вместе со своими корпусами двинулись на Новогрудок. В это время в Новогрудке находились крупные литовские сановники: виленский епископ Войтех Табор, воевода виленский Николай Николаевич Радзивилл, староста жмудский Станислав Янович Кезгайло, воевода полоцкий Станислав Глебович, воевода трокский Ян Заберезинский, великий гетман литовский и наместник смоленский Станислав Петрович Кишка, противники Михаила Львовича Глинского. Они прибыли в Новогрудок на совещание без военных отрядов. Узнав о приближении татарских царевичей к Новогрудку, все литовские вельможи спешно уехали из города за Неман, в центральные литовские земли. Царевичи подступили к Новогрудку и осадили город. Из-под Новогрудка крымские царевичи Бити-Гирей и Бурнаш-Гирей спешно отправили передовые «загоны» в погоню за убежавшими литовскими вельможами. Крымцы гнались за сановниками до р. Немана и далее, нанесли большой ущерб центральным литовским владениям и, захватив добычу и пленников, вернулись под Новогрудок. Между тем царевичи разорили предместья и окрестности Новогрудка, но не смогли захватить сам город. Обороной Новогрудка руководил наместник новогрудский Альбрехт Мартинович Гаштольд, который укрепил город и собрал новогрудскую шляхту. Литовский гарнизон предпринимал ежедневные вылазки из Новогрудка и успешно сражался с татарами, не позволяя им причинить урон замку и городу. При осаде Новогрудка было убито много крымцев. Понеся крупные потери, крымские царевичи Бити-Гирей и Бурнаш-Гирей, сняли осаду и отступили от Новогрудка. Между тем калга Мухаммед-Гирей стал «кошем» под Минском, откуда распустил отдельные «загоны» на Вильно и в Завилейскую сторону, а также к Витебску, Полоцку и Друцку. Мухаммед-Гирей с главными силами орды осаждал Минск. Татарские «загоны» полностью опустошили и сожгли все окрестные волости и сам город Минск. Литовский гарнизон смог отстоять только минский замок. Татары разорили окрестности Минска, Полоцка, Витебска и Друцка, захватив огромное количество пленных и большую добычу. Затем калга-султан Мухаммед-Гирей беспрепятственно двинулся из Белоруссии и вернулся через Киевщину в степные улусы. Его младшие братья, царевичи Бити-Гирей и Бурнаш-Гирей, со своими корпусами вернулись от Новогрудка с большим количеством пленных и богатой добычей прошли мимо Слуцка на Петриков, а оттуда отступили в степи. |
| 1506 | Летом татарское войско под командованием крымских царевичей Бити-Гирея и Бурнаш-Гирея совершило новое нападение вглубь Великого княжества Литовского. Крымские царевичи переправились через реку Припять и начали разорять близлежащие литовские волости. В августе семитысячное литовское войско под командованием крупного князя-магната Михаила Львовича Глинского наголову разгромило 20-тысячную татарскую орду под предводительством царевичей Фетих-Гирея и Бурнаш-Гирея. В это время больной польский король и великий князь литовский Александр Ягеллон прибыл из Польши в Литву и созвал сейм в Лиде. Крымские царевичи опустошили окрестности Слуцка и Новогрудка. Отдельные татарские отряды доходили до Лиды, Ошмян, Крево, Волковыска и Гродно, жгли селения и пленяли местных жителей. При приближении крымских татар больной король Александр был вывезен из Лиды в Вильно. Все главные литовские вельможи остались в Лиде. Крымские татары от Новогрудка до Лиды стали воевать со всех сторон, жгли церкви, селения и имения, пленяя и убивая людей. Литовские магнаты собрали в Лиде десятитысячное войско и двинулись на Новогрудок. Крымцы начали отводить свои отряды из-за Немана. Магнаты 1 августа вступили в Новогрудок, где простояли в бездействии три дня. Оттуда они послали разъезды добыть языка, чтобы узнать, где стоят кошем царевичи. Паны Юрий и Андрей Немировичи с передовым отрядом схватили шесть татар и доставили их в Новогрудок. На допросе пленные сообщили о том, что царевичи стоят лагерем под Клецком. 4 августа десятитысячное литовское войско под руководством великого гетмана литовского Станислава Петровича Кишки выступило из Новогрудка на Клецк. По пути литовцы уничтожали небольшие татарские «загоны», пленяя и убивая татар. Крымские царевичи Бити-Гирей и Бурнаш-Гирей, узнав о приближении литовско-шляхетской армии, приготовились к битве. Великий гетман литовский Станислав Кишка заболел и не мог командовать войском. Тогда литовские магнаты поручили командованием войском князю Михаилу Львовичу Глинскому, фавориту короля Александра. 6 августа 1506 года литовское войско в битве под Клецком наголову разгромило превосходящие силы крымской орды. Крымские царевичи потерпели полное поражение, двадцать семь тысяч крымцев было убито и утонуло, три тысячи попало в плен. Победители освободили сорок тысяч пленных, преследовали отступающие татарские отряды, убивая и пленяя татар. Под Копылем и Петровичами отряды слуцкой княгини Анастасии разбили остатки татарской армии. Князь Михаил Глинский, одержав победу над крымскими татарами, во главе литовской рати торжественно вступил в Клецк, ведя с собой много пленных татар. В том же 1506 году другие татарские «загоны» опустошили Подолию и Галицию. |
| 1507 | Крымский поход на Верховские княжества. Первый поход крымских татар на Русское государство под Белёв и Козельск. Войска Ивана Холмского-Каши и других князей нанесли поражение татарам на Оке, отбив захваченную добычу и невольников. При отражении набега наибольшую активность проявили князья Василий Одоевский и Иван Воротынский. |
| 1508 | В октябре крымскотатарские «загоны» вступили в литовские владения и стали разорять белорусское Полесье. Великий гетман литовский князь Константин Иванович Острожский с литовским войском выступил из Смоленска и разгромил главные силы противника в бою под Слуцком. |
| 1509 | Большая крымская орда вторглась в южные польско-литовские земли. Татарские отряды опустошили Галицию. Великий гетман литовский князь Константин Острожский и великий гетман коронный Николай Каменецкий успешно сражались против отдельных татарских «загонов». |
| 1510 | Осенью сыновья крымского хана Менгли-Гирея во главе 50-тысячной татарской орды вторглись в южные земли Великого княжества Литовского. Польско-литовское командование ожидало татарского набега на Подолье, но крымские царевичи изменили направление и двинулись на Киевщину. В окрестностях Киева татарская орда переправилась через Днепр. Не встречая сопротивления, крымскотатарские отряды сильно опустошили литовские области, доходя до окрестностей Вильно. Вскоре крымский хан решил повторить новый набег на Литву. Великий гетман литовский князь Константин Острожский собрал шляхетское ополчение в Петрикове на Полесье. Крымские царевичи, узнав о концентрации литовской рати на Полесье, не стали идти дальше Киева, ограничившись разорением окрестных волостей. Против противника выступили князь Юрий Семёнович Слуцкий и воевода киевский Андрей Немирович. В урочище Рутна литовские дружины внезапно напали на татарский «кош» и разгромили его. Крымцы потеряли убитыми около восьми тысяч человек. |
| 1511 | Поход царевича Ахмада-Гирея (сына Менгли Гирея) на Рязань. Осаждённый город взят не был, однако окраины рязанской земли были опустошены. Крымские татары прорвались почти до самой реки Оки. В начале 1511 года 40-тысячная татарская орда под предводительством крымского хана Менгли-Гирея вторглась в южные польско-литовские земли. Крымские отряды опустошили Подолье и Волынь. Некоторые вражеские «загоны» появились в окрестностях Кракова. Великий гетман литовский князь Константин Иванович Острожский с не большим отрядом смело выступил против крымской орды. К Острожскому присоединились князья Михаил Вишневецкий, Андрей Збаражский, Александр Чарторыйский со своими надворными отрядами. Из Литвы прибыли со своими «почтами» староста гродненский Юрий Радзивилл и староста слонимский Ян Радзивилл. Всего под командованием Константина Острожского было собрано три тысячи воинов. В это время крымский хан Менгли-Гирей с главными силами расположился лагерем под Вишневцем. Отдельные татарские отряды рассеялись по окрестным районам, грабя, убивая и пленяя местных жителей. По дороге Константин Острожский разгромил крупный татарский «загон». На соединение к Острожскому из Подолии прибыл 3-тысячный польский отряд под командованием великого гетмана коронного Николая Каменецкого. 28 апреля 1512 года литовско-польское войско под предводительством Константина Острожского и Николая Каменецкого в битве под Вишневцом наголову разгромили силы крымского хана. По некоторым данным, татары потеряли убитыми до 24 тысяч человек. |
| 1512 | Белёв разграблен сыновьями крымского хана Менгли-Гирея. Новое разорение рязанской земли, большой полон. В мае 1512 года царевичи Ахмат-Гирей и Бурнаш-Гирей с большими силами совершили крупный набег на южнорусские границы. Крымские татары разорили и опустошили окрестности Белёва, Одоева, Воротынска и Алексина. Великий князь московский Василий III Иванович спешно отправил рать для обороны южных рубежей. Русские полки расположились на реках Угре и Оке, были усилены гарнизоны Серпухова, Каширы, Коломны, Тарусы и Рязани. Однако русские воеводы ограничились обороной «берега», не мешая татарам безнаказанно разорять земли за Окой и увести огромный полон. По свидетельству летописца, в этот раз крымские татары «воевали полно попленили» Белёв, Одоев, Воротынск и Алексин. Воеводы не отважились преследовать отступающих царевичей. В июне 1512 года крымскотатарская конница под командованием Ахмат-Гирея совершила новый набег на московскую «украину» — татары вторглись в Северскую землю и разорили окрестности Путивля, Стародуба и Брянска. В июле 1512 года калга-султан Мухаммед-Гирей совершил третий набег на южнорусские владения и двинулся на Рязанскую область. Русские полки расположились на реках Осётр и Упа. Поход орды был сорван в результате своевременного выдвижения русских полков. Татарские отряды успели разорить только окраины Рязанской земли. Воеводы, преследуя врага, ходили за татарами за Дон до Тихой Сосны, но настичь поспешно отступающего противника не успели. В октябре 1512 года состоялся четвёртый набег на русские украины. 6 октября царевич Бурнаш-Гирей с войском внезапно подошёл к Рязани. Крымские татары захватили острог и разграбили рязанский посад. Однако русский гарнизон отразил все вражеские приступы. Через три дня татары с большим полоном ушли в степь. |
| 1513 | В июне татарские отряды вновь опустошили окрестности Брянска, Путивля и Стародуба и отступили в «поле». |
| 1514 | Поход на южные окраины Литвы Осенью 1514 года калга Мухаммед-Гирей во главе татарской ордой совершил большой набег на Северскую землю. В татарском нападении принимали участие «польского короля воеводы с людьми, пушками и пищалями». Однако местные удельные князья Василий Шемячич и Василий Стародубский, вассалы Москвы, успешно отразили их набег. |
| 1515 | Поход крымских татар во главе с Айга-мурзой и Андыш-мурзой «на Мещерские места». В марте 1515 года крымский калга-султан Мухаммед-Гирей повторил набег на Северскую «украину». Вместе с татарами действовали отряды киевского воеводы Андрея Якубовича Немировича и старосты каневского Евстафия Ивановича Дашкевича. Татарско-литовская армия безуспешно осаждала города Чернигов, Новгород-Северский и Стародуб, но затем отступила, захватив большой полон. По польским источникам, татары захватили в плен 60 и даже 100 тысяч человек. |
| 1516 | Два похода в июне и сентябре на рязанские и мещерские земли, захват большого количества пленных. В июне 1516 года царевич Богатырь-Гирей, старший сын нового хана Мухаммед-Гирея, совершил набег на рязанские и мещерские места. Нападение оказалось неожиданным для русских воевод. Летом 1516 года крымская орда предприняла новое нападение на южные польско-литовские владения. Татарские «загоны» опустошили Галицию, Подолье и Волынь. Получив сведения о том, что великий гетман литовский Константин Иванович Острожский собирает силы для отражения вражеского набега, крымские татары спешно отступили в степи. |
| 1516 | 60-тысячное войско под предводительством Али-Аслана напало на южные украины Литвы, сорвав поход армии Сигизмунда на Смоленск. |
| 1517 | Крымский поход на Тульщину: 20-тысячный татарский отряд под предводительством Токузака-мирзы вторгся в русские владения и дошёл до Тулы, где был полностью разбит русским войском под командованием князей Василия Одоевского и Ивана Воротынского. Понеся тяжёлые потери, крымцы смогли прорваться в степи. Из 20-тысячного войска в Крым вернулось только 5 тысяч воинов: «и те пеши и наги и босы». В ноябре 1517 года крымские татары совершили набег на Северскую землю, но были разбиты за рекой Сулой князем Василием Шемячичем. |
| 1519 | В июне крымскотатарская орда под предводительством калги-султана Богатыр-Гирея вторглась в южные польско-литовские владения. Вначале татары разорили Белзскую и Люблинскую земли, а затем вторглись на Волынь. Великий гетман литовский Константин Острожский собрал под своим командованием около 2 тысяч воинов и выступил за защиту литовских владений. К нему на помощь прибыло 4-тысячное польское войско под командованием Николая Каменецкого и Николая Фирлея. Богатыр-Гирей расположился лагерем «кошем» под замком Сокаль. 2 августа 1519 года в битве под Сокалем польско-литовское войско было наголову разгромлено силами крымской орды. |
| 1521 | Неудачная осада Москвы, на обратном пути неудачная осада Переяславля-Рязанского. Разорение пройденных земель и угон полона. Крымский поход на Русь. Летом 1521 года крымский хан Мехмед I Гирей во главе огромной татарской орды предпринял крупный поход на Русь. Вместе с крымцами выступили ногайцы и литовские отряды. Во главе вспомогательного литовского корпуса находился староста каневский Евстафий Дашкевич. По некоторым данным, численность крымскотатарской орды достигала 100 тысяч человек. Пройдя Муравским шляхом между верховьями Ворсклы и Северного Донца, 100-тысячная крымская орда достигла Быстрой Сосны и, обходя Тулу, повернуло к рязанским рубежам. 28 июля 1521 года крымский хан Мухаммед-Гирей подошёл к реке Оке в окрестностях Коломны, где никто не ожидал его появления. Именно здесь татары «перелезли» Оку. Русские полки, высланные из Серпухова и Каширы, были поодиночке разбиты превосходящими силами татарской орды. В боях с татарами погибли воеводы: Иван Андреевич Шереметев, князь Владимир Курбский, Яков и Юрий Замятнины, а князь Фёдор Васильевич Лопата-Оболенский был взят в плен. После поражения русские воеводы отошли и укрепились в городах. Крымцы и ногайцы начали безнаказанно разорять и опустошать коломенские места. Мухаммед-Гирей ожидал подхода своего младшего брата, казанского хана Сахиб-Гирея, который смог прорваться через восточные границы. По пути казанский хан Сахиб-Гирей со своими силами захватил и разорил города Нижний Новгород и Владимир. Под Коломной крымский и казанский ханы объединили свои войска и совместно выступили на Москву. Великий князь московский Василий III Иванович поспешно уехал из столицы в Волоколамск, чтобы собирать войска. 1 августа крымско-казацкая армия появилась в окрестностях Москвы. Союзники не спешили начинать осаду хорошо укреплённого города. Сам Мухаммед-Гирей расположился лагерем на реке Северке, в 60 верстах от русской столицы. Военными действиями в непосредственной близости от Москвы командовал калга Богатырь-Салтан-Гирей, старший сын Мухаммед-Гирея. Крымские и казанские татары широко разошлись по окрестным волостям, грабя, убивая и пленяя местных жителей. Две недели татары воевали в центральных уездах Русского государства. Между тем великий князь московский собрал большую рать в Волоколамске и приказал своим воеводам выступить против татар из Серпухова. В этой ситуации крымский хан Мухаммед-Гирей 12 августа начал своё отступление в степи. Крымцы разорили коломенский посад и двинулись на Рязань. По совету литовского воеводы Евстафия Дашкевича крымский хан Мухаммед-Гирей осадил город, но русский гарнизон Ивана Хабар-Симского храбро отбил все вражеские атаки. Хан, не сумев овладеть Рязанью, с огромным количество пленников отправился на юг. Нашествие Мухаммед-Гирея принесло сильный ущерб Русскому государству. Подверглись разорению нижегородские, владимирские, коломенские, каширские, боровские и рязанские земли, сильно пострадали даже окрестности Москвы. По сообщению Острожского летописца, Мухаммед-Гирей «в Москве больше 300 000 вязнев (пленников) набрал». С. Герберштейн писал о том, что крымский хан «увёл с собой из Московии такое огромное количество множество пленников, что оно покажется вряд ли вероятным. Ибо говорят, что число их превосходило 800000; отчасти он продал их туркам в Кафе, отчасти перебил, так как старики и немощные, которых нельзя было продать за дорогую цену и которые непригодны к перенесению труда, отдаются татарами их молодёжи, как зайцы щенкам, чтобы они учились на них первым опытам военной службы. Те же, которых продают, вынуждены служить рабами шесть лет, по истечении которых они делаются свободными, но не могут удаляться из страны». Большой «полон» захватили и казанские татары. «Царь казанский Саип-Гирей продал всех уведённых им из Московии пленников татарам на рынке в Астрахани, расположенной недалеко от устья Волги». |
| 1524 | Крымский хан Саадет I Герай организовал новый разорительный набег на южные польско-литовские земли. Крымские татары при поддержке турок дважды совершали рейды на Польшу и Великое княжество Литовское. Были опустошены Подольская и Волынская земли. В том же 1524 году великий гетман литовский Константин Иванович Острожский возглавил крупный военный поход на турецко-татарские владения. 40-тысячная литовская армия под предводительством Константина Острожского и старосты черкасского Евстафия Дашкевича осадила Очаков и после двухдневной осады взяла турецкую крепость штурмом. |
| 1527 | Осенью произошёл набег 40-тысячной крымскотатарской орды под командованием царевича Ислам-Гирея на южнорусские владения. Москва, Коломна и другие города пять дней находились на осадном положении. Ислам-Гирей 9 сентября подошёл к р. Оке и попытался переправиться через неё. Однако русские воеводы Ф. В. Лопата-Оболенский и И. Ф. Овчина-Телепнев-Оболенский преградили дорогу степнякам. Сражение на Оке было упорным и продолжительным. Ислам-Гирей с татарской ордой стал поспешно отступать в степи. Великий князь московский не ограничился обороной «берега» и приказал своим воеводам пойти за Оку. «Большие воеводы» продолжили стоять «на берегу», а за Оку послали конные отряды «лёгких воевод» для преследования отступающего врага. Русские воеводы настигли и разгромили крымцев под Зарайском и на реке Осётр. Поход Ислам-Гирея закончился полной неудачей. Воеводы «ходили за ним до Дону». Зимой 1526/1527 годов крымский хан организовал большой военный поход на Польшу и Великое княжество Литовское. 30-тысячная татарская орда в очередной раз опустошила Галицию и Волынь. Великий гетман литовский князь Константин Острожский вместе с отрядами Юрия Радзивилла и Альбрехта Гаштольда выступил из Вильно против противника. Под Пинском Острожский разгромил большой татарский «загон» и двинулся в сторону Киева. По дороге к литовскому войску присоединились со своими отрядами князья Юрий Слуцкий, Фёдор Сангушко, Иван и Александр Вишневецкие, Александр Чарторыйский, воевода киевский Андрей Немирович и староста черкасский Евстафий Дашкевич. В это время большая татарская орда с награбленной добычей и большим полоном медленно возвращалась через Киевщину в Крым. 27 января 1527 года литовские дружины настигли татар на реке Ольшанице, в окрестностях Киева. Произошло ожесточённое сражение. Крымцы были наголову разгромлены и понесли большие потери. Среди убитых оказались и турки во главе с перекопским пашой Ибрагимом. |
| 1530 | Набег крымского хана Саадет-Гирея на «рязанские места». |
| 1531 | Набег большой татарской орды под предводительством крымского хана Саадет-Гирея на Черкассы, после чего украинские казаки предложили Сейму охранять южные рубежи. Обороной Черкасс руководил староста черкасский и каневский Евстафий Дашкевич. |
| 1532 | Крымские татары продолжили набеги на московские «окраины». В феврале крымские отряды под командованием царевича Бучек-Гирея разорили одоевские и тульские места. Русские воеводы Иван Воротынский, Иван Овчина-Телепнев и Иван Ляцкий не смогли отразить вражеское нападение. |
| 1533 | В августе 40-тысячная крымскотатарская орда под командованием царевичей Ислам-Гирея и Сафа-Гирея вторглась в южные московские владения. Русское правительство на этот раз было своевременно предупреждено о нападении и успело принять меры. Василий III Иванович отправил передовое войско в Коломну, а затем сам с главными силами прибыл из Москвы в село Коломенское. Между тем царевичи осадили Рязань и стали штурмовать город. Другие татарские отряды разоряли рязанские «волости», сжигали сёла и захватывали пленных. Великий князь московский приказал главным воеводам выступить против татар. Против крымцев конные отряды под командованием «лёгких воевод» князей Ивана Овчины-Оболенского, Дмитрия Палецкого и Ивана Друцкого. При приближении русских дружин царевичи прекратили осаду и стали спешно отступать в степи. «Лёгкие воеводы» нанесли ряд поражений крупным татарским отрядам, которые разошлись в стороны от основных сил Ислам-Гирея и Сафа-Гирея. Несмотря на все эти успешные действия русских полков, рязанская земля была сильно опустошена татарами. Крымцы увели огромное количество пленных. |
| 1534 | В мае азовцы (азовские татары) и крымские татары совершили набег на рязанские окраины. В бою на реке Проне русские воеводы разгромили противника. 50 татар было взято в плен и отправлено в Москву. |
| 1535 | Осенью татарские отряды совершили нападение на Северскую землю. Крымцы воевали под Путивлем, Рыльском, Новгородом-Северским, Стародубом, Черниговом, Почепом и Гомелем. Набег крымских татар под руководством Чамаш-мурзы на Рязанскую землю, закончившийся гибелью 15-тысячного татарского отряда. |
| 1536 | Весной и летом крымские татары и азовцы совершили небольшие набеги на белёвские и рязанские места. |
| 1537 | Набег татар на тульские и одоевские уезды. В бою с ними погиб князь Василий Верига-Волконский. |
| 1539 | В октябре царевич Имин-Гирей совершил набег на южные области и разорил каширские места. Несмотря на успешные действия воеводы князя Семёна Микулинского, разбившего несколько вражеских отрядов и взявшего пленников, крымцы смогли захватить большой полон. |
| 1541 | Крымский поход под Зарайск и Пронск. В июле произошло крупное вторжение крымского хана Сагиб-Гирея в южнорусские земли. Выжжен посад Зарайска. После неудачного для хана сражения на Оке татары отступили к Пронску, откуда бежали за Дон. Московские воеводы с полками преследовали хана от Пронска до Дона. Царевич Имин-Гирей, отделившийся от главных сил орды, стал грабить одоевский уезд. Воевода князь Владимир Воротынский с братьями выступил из Одоева против татар и нанёс им поражение. Было взято в плен и доставлено в Москву 45 языков. |
| 1542 | В марте царевич Имин-Гирей вторгся в Северскую землю, где разорил окрестности Путивля, Стародуба и Новгород-Северского. В августе пришли татары «воевати резанские места». |
| 1544 | В декабре царевич Имин-Гирей выжег окрестности Белёва и Одоева, пленив многих жителей. |
| 1547 | 5-тысячный крымско-ногайский отряд Касай-мурзы разграбил рязанские земли до реки Вожи. |
| 1548 | Воеводой Михайлом Вороновым отбито нападение крымских татар на мещерскую Украину. |
| 1550 | В августе 30-тысячное татарское войско совершило новый поход на рязанскую и мещерскую земли. Против татар «на поля» выступило русское войско под командованием князя Семёна Микулинского. Не принимая боя, противник ушёл обратно в степи. В декабре того же года крымские татары и ногайцы вновь напали на рязанскую земли, на мещёрские места и на Старую Рязань. |
| 1551 | К Переяславлю-Рязанскому подходили отряды «ногаев» |
| 1552 | Крымский поход на Тулу. Новый крымский хан Девлет-Гирей совершил свой первый набег на Русское царство. Своими действиями крымский хан стремился сорвать крупный военный поход на Казань. В июле ханское войско подошло к Туле, пытаясь взять город приступом, который был отбит. Царь Иван Грозный отправил из Коломны на помощь тульскому гарнизону большую рать. Прибывшие основные русские войска догнали и основательно потрепали отступивших татар- |
| 1555 | 60-тысячное войско под командованием хана Девлет-Гирея совершило поход в южнорусские земли, потерпев поражение в Судбищенской битве. В этом сражении погибли калга Ахмед-Гирей и Хаджи-Гирей, двое сыновей крымского хана. |
| 1557 | В мае трёхнедельная осада крымскими татарами запорожской крепости на Хортице. Обороной крепости руководил князь Дмитрий Иванович Вишневецкий. Крымский хан Девлет-Гирей не смог взять штурмом Хортицу и во время осады понёс большие людские потери. Дмитрий Вишневецкий, рассчитывая на помощь и поддержку, поспешил сообщить о победе русскому правительству. Однако Иван Грозный потерял интерес к продолжению военных действий против Крыма, занявшись подготовкой к войне за Ливонию. Вишневецкий вынужден был очистить Хортицу, передал Черкассы и Канев литовским властям, а сам перешёл на службу к московскому царю. |
| 1558 | 20-тысячное войско напало и разгромило Брацлавское воеводство, Волынь и Подолье. Забрав 40-тысячный полон, татары спокойно ушли за Перекоп. В январе 1558 года крымский хан Девлет-Гирей совместно с ногайскими мурзами организовал новый военный поход на русские владения. 100-тысячная крымскотатарско-ногайская орда под командованием калги Мухаммед-Гирея выступила в поход из Перекопа и дошла до реки Мечи, с намерениями напасть на Тулу, Каширу и Рязань. Узнав о своевременном выдвижении русского войска на Оку, татары повернули обратно. Посланные вслед за ними несколько русских полков не смогли их догнать. |
| 1559 | Русское правительство выделило пять полков для охраны южной границы. Но 3-тысячный татарский загон сумел прорваться в тульские «места». Другие крымские отряды воевали под Пронском, где были разбиты. В поход «промышляти крымские улусы» было послано 8-тысячное русское войско под командованием Даниила Адашева. Князь Дмитрий Вишневецкий во главе 5-тысячной рати в низовьях Дона соединился с другим русским отрядом под командованием царского постельничего Игнатия Вешнякова. Дмитрий Вишневецкий вместе с казаками Михаила Черкашенина разгромил на реке Айдар татарский отряд, шедший в Казанскую землю. Окольничий Даниил Фёдорович Адашев с русским войском спустился на лодках вниз по Днепру и вышел в Чёрное море. Русские ратники захватили два турецких корабля. Нападение русской флотилии заставило врасплох крымского хана Девлет-Гирея. Даниил Адашев высадился на западном побережье Крыма, разгромил посланные против него татарские конные отряды, освободил множество русских и литовских пленников, и благополучно вернулся к Монастырскому острову. |
| 1560 | Крымский мурза Дивей с войском вторгся в Северскую землю и осадил город Рыльск. Крымцы разорили посады и окрестности, но не смогли взять штурмом сам город. Русский гарнизон отразил все вражеские приступы. В августе того же года тот же самый Дивей-мурза с 3-тысячным войском прорвался «на Потегу» — через Потежный лес, тянувшийся между Тулой и Зарайском по левому берегу реки Осетра. Русские воеводы настигли татар на Дону, но Дивей-мурза приказал перебить «полон» и сумел оторваться от преследования. В это же время 20-тысячная татарская орда кочевала в непосредственной близости от Украины. |
| 1561 | Отряды белгород-днестровских татар разоряли Северскую землю. |
| 1562 | Действуя по просьбе польского короля Сигизмунда-Августа, в июле 15-тысячное войско Девлет-Гирея выжгло посады и разорило окрестности Мценска, Одоева, Новосиля, Болхова, Черни и Белёва, уведя большой «полон». Отряды князей Александра и Михаила Воротынских были отправлены в погоню за татарами, дошли до Коломака, но не смогли их настичь. |
| 1563 | В апреле 10-тысячное войско крымских татар под командованием царевичей Мухаммед-Гирея и Адиль-Гирея напало на город Михайлов. Татарские отряды приходили на дедиловские, пронские и рязанские места. |
| 1564 | Воспользовавшись тем, что главные русские полки стояли в Калуге, ожидая нападения польских войск, осенью 60-тысячное войско крымцев во главе с ханом Девлет-Гиреем и двумя его сыновьями напало на Рязанскую землю. Крымская орда три-четыре дня штурмовала Переяславль-Рязанский (Рязань). Царский воевода Алексей Данилович Басманов и его сын Фёдор возглавили оборону города и успешно отбили нападение. Однако татарские «загоны» сильно разорили районы между Пронском и Рязанью, захватив в плен множество их жителей. Пробыв шесть дней в рязанской земле, крымский хан отступил в степи. Позже один из татарских отрядов, численностью около 4 тысяч человек, под командованием ширинского князя Мамая вернулся в рязанские земли, но был разгромлен войсками Алексея Басманова и князя Фёдора Татева. Большинство татар погибло, а 500 человек вместе с князем Мамаем попали в плен. |
| 1565 | Осенью крымский хан Девлет-Гирей совершил очередной набег на южнорусские земли. Хан окружил и осадил город Болхов. Русское командование отправило на помощь осаждённому гарнизону рать под командованием князей Андрея Телятевского и Дмитрия Хворостинина. Узнав о приближении свежих русских сил, 9 октября Девлет-Гирей ушёл из-под Болхова в степи. |
| 1566 | Русское правительство завершило строительство Большой засечной черты — грандиозной укреплённой линии, которая протянулась от Рязани на Тулу и далее к Оке (к Белеву). Сам царь Иван Грозный в течение месяца объезжал Козельск, Белёв, Болхов, Алексин и другие «украинные города», осматривая новые крепости. |
| 1567 | Весной 3-тысячный татарский отряд Осман-мурзы Ширинского пограбил московские пограничные земли. |
| 1568 | Летом татары под руководством царевичей Адиль-Гирея и Казы-Гирея совершили набег на рязанскую землю. |
| 1569 | Безрезультатный поход крымского хана Девлет-Гирея совместно с турецкой армией на Астрахань (см. Русско-турецкая война 1568—1570) |
| 1570 | Весной 50-тысячное крымское войско под руководством царевича Мехмед-Гирея опустошило окрестности Переяславля-Рязанского и Каширы. Под Зарайском русские воеводы князь Дмитрий Иванович Хворостинин и князь Фёдор Львов «майя 21 день сошлися … с крымскими людьми в ночи и крымских людей побили и языки поимали и полон многой отполонили». Осенью татары (6-7 тысяч человек) под руководством царевича Алп-Гирея воевали под Новосилем. В татарских набегах участвовали ногайцы и азовцы. |
| 1571 | Крымский поход на Москву, завершившийся сожжением русской столицы, разграблением более чем 30 городов и уводом в плен около 60 тысяч невольников (по сообщениям самих татар). Весной 1571 года произошло одно из самых страшных татарских нашествий на Русское царство. Крымский хан Девлет-Гирей, знавший от пленных и перебежчиков о бедствиях, обрушившихся на Русское государство: море и «меженине» (засухе), о продолжавшейся войне в Ливонии, о сосредоточении русских полков только на переправах через Оку в районе Коломны и Серпухова, выступил в свой самый успешный поход на Русь. Первоначально хан собирался ограничиться набегом на козельские земли и повёл татарскую орду к верховьям Оки. Форсировав эту реку через Быстрый брод, татарская орда стала продвигаться на Болхов и Козельск. Но на «Злынском поле» хан принял предложение одного из перебежчиков белёвского сына боярского Кудеяра Тишенкова идти прямо на Москву. Изменник обещал хану провести крымскую орду через неохраняемые «перелазы» в верховьях реки Жиздры, там, где ещё не ходило крымское войско. Этот обходной манёвр крымского хана стал для русских воевод полной неожиданностью. В середине мая 1571 года 40-тысячная татарская орда в районе Перемышля перешла Жиздру и начала обходить русские полки с тыла, выдвигаясь в направлении Москвы. Внезапной атакой крымцы разгромили отряд царского кошевого воеводы Якова Волынского. Русский царь Иван Васильевич Грозный, узнав об опасном прорыве вражеского войска и приближении татар, бежал из Серпухова мимо Москвы в Ростов, собираясь ехать далее в Ярославль. Русские воеводы князья Иван Бельский, Иван Мстиславский и Михаил Воротынский, получив данные о начавшемся вторжении, быстрым маршем двинулись из Коломны к Москве, пытаясь опередить татарскую орду. 23 мая русские войска подошли к столице, на один день опередив крымского хана. Полки встали в Замоскворечье и за Москвой-рекой и приняли бой с подошедшими татарскими отрядами. После первых стычек, закончившихся в пользу русских, крымский хан Девлет-Гирей, остановившийся в селе Коломенском, послал 20 тысяч татар на Москву, приказав поджечь городские предместья. Крымцы сожгли предместья столицы и Земляной город. Во время пожара погибло множество москвичей. Татары стали грабить и разорять московский уезд. 25 мая 1571 года Девлет-Гирей повернул свои войска от Москвы и выступил на Каширу и Рязань, распустив часть отрядов в «войну», для захвата «полона». Вскоре, отягощённые добычей и огромным количеством пленных, крымцы двинулись обратно в степи. Возвращаясь в свои улусы, татары прошли через рязанскую землю. По пути была захвачена и сожжена Кашира. Князь Михаил Воротынский с передовым полком двинулся за отступающим неприятелем, но из-за малочисленности своих сил не смог помешать татарским отрядам опустошать и разорять русские земли. Во время этого нашествия было разорено 36 русских городов и уведено в плен множество людей. Крымский посол впоследствии хвалился в Литве, что татары перебили 60 тысяч человек и ещё столько же увели в плен. Одновременно с крымцами, в качестве их союзников, большие ногаи совершили набеги на казанские места: Тетюши и Алатырь. |
| 1572 | Повторный поход 60-тысячной (по летописи 120-тысячной) крымско-турецкой армии, сокрушительное поражение в битве при Молодях В июле 1572 года крымский хан Девлет-Гирей предпринял новый крупный поход на Московскую Русь. Для похода крымский хан собрал более сильную армию, доведя её численность до 60 тысяч человек. Его войска состояли из крымских татар, ногайцев и 7 тыс. турецких янычар. Сам хан нисколько не сомневался в успехе нового похода, самоуверенно расписав и разделив русские города и уезды между находившимися при нём мурзами. Девлет-Гирей, полагаясь на многочисленность своей армии, устремился прямо к главным «перелазам» через Оку. В ночь на 27 июля 1572 года татарские конные лавы, сбив небольшие русские заставы, переправились через Оку по «Сенькиному броду». В ночь на 28 июля хан по серпуховской дороге двинулся на Москву. Главный русский воевода, боярин князь Михаил Иванович Воротынский, стоявший с большим полком в Серпухове, оставил позиции на «берегу» и двинулся к Москве вслед за крымской ордой, отрезая ей пути к отступлению. С флангов из Калуги наперерез татарам шли передовой полк Андрея Хованского и Дмитрия Хворостинина, из Каширы — сторожевой полк Ивана Шуйского и В. И. Колычева. 30 июля на реке Рожайка у деревни Молоди передовой полк под командованием князей Хованского и Хворостинина настиг арьергардные отряды Девлет-Гирея и, атаковав, разгромил их. Хан был встревожен ударом в свой тыл русской конницы и остановил наступление на Москву, отправив на передовой полк 12-тысячный конный отряд, который вступил в сражение с русскими дворянскими сотнями. Передовой полк отступил, подведя противника под удар подошедшего к месту боёв большого полка, укрепившего свои позиции спешно поставленным «гуляй-городом». Под прикрытием ружейного и пушечного огня засевших в «гуляй-городе» стрельцов и немецких наёмников, русские конные сотни стали совершать вылазки против татар, изматывая их порядки. В одном из боёв был взят в плен видный татарский военачальник Дивей-мурза. Тогда же погиб ногайский мурза Теребердей, командовавший авангардом крымской орды. 2 августа Девлет-Гирей повёл все свои войска на штурм «гуляй-города». Во время ожесточённого сражения под стенами этой деревянной крепости большой полк Михаила Воротынского смог обойти вражескую армию и нанёс татарам мощный удар с тыла. Одновременно противник был атакован передовым полком Дмитрия Хворостинина из «гуляй-города». Не выдержав двойного удара русских полков, татары отступили, понеся колоссальные потери. Среди погибших были сыновья крымского хана Девлет-Гирея. В ночь на 3 августа 1572 года крымская орда поспешно отступила на юг, преследуемая русскими конными отрядами. Стараясь оторваться от преследования, Девлет-Гирей выставил несколько заслонов, которые были уничтожены русскими отрядами. Из огромной армии, перешедшей в июле русскую границу, в Крым вернулось не более 20 тысяч человек. |
| 1573 | В сентябре произошёл набег крымских царевичей на Переяславль-Рязанский. Сначала с ними бились воеводы украинных городов, затем против татар выступили из Серпухова воевода большого полка князь Семён Пронский с товарищами, «а ходили до Верды реки, татар не дошли». |
| 1574 | Осенью крымцы и ногайцы совершили набег на рязанскую украйну. Воевода князь Борис Серебряный с товарищами разгромил противника в битве при Печерниковых Дубравах. |
| 1576 | В сентябре крымские татары напали на Новгород-Северский. |
| 1577 | 10-тысячное крымскотатарское войско с новым ханом Мехмедом Семин Гиреем во главе разорило и выжгло Волынь, получив большой выкуп от польского короля за прекращение своего похода. Татарская добыча только с этого набега составила 35 000 пленных. Крымские татары и ногайцы продолжали совершать набеги на южнорусские земли. Во главе татарской рати находился Есиней мурза Дивеев. Ногаи разорили алаторские и темниковские места. |
| 1578 | Мурза Есиней Дивеев повторил набег. С ним на русские земли ходило 6000 казыевцев, 2000 азовцев, 2000 больших ногаев и 2000 дивеевых ногаев. Летом 1578 года «многие ногаи» со своими мурзами ходили под Венев и другие места. На рынке в Кефе (Феодосия) в этот год было продано более 17 000 невольников. |
| 1580 | «Сего лета» ногаи вместе с крымцами и Дивеевыми детьми «неединова» приходили на московские украйны и «многие убытки поделали». Ногайский князь Урус, призывая черемисов к восстанию, готовился напасть на мещерские и рязанские места. |
| 1581 | 25-тысячная ногайская орда под командованием князя Уруса разорила белёвские, алатырские и коломенские места. Вместе с большими ногаями действовали крымцы, азовцы и малые ногаи. Во главе их находились крымские царевичи и известный азовский вождь Досмагмет. |
| 1582 | Большая Ногайская Орда оказывала помощь восставшим черемисам в Казанском крае и совершили набеги на южнорусские земли. Известен их набег под Новосиль. |
| 1584 | Набег на южнорусские земли. Весной 52-тысячная татарская орда под предводительством Арсланай-мурзы прорвалась через Оку. В течение двух недель татары и ногайцы разоряли белёвские, козельские, воротынские, мещевские, мосальские, можайские, дорогобужские и вяземские волости. В плен было захвачено «бесчисленно много русского народу». 7 мая русское войско под командованием думного дворянина Михаила Безнина настигло противника при устье реки Выссы, в окрестностях Калуги. В упорном бою на Выссе русские разгромили кочевников и отбили около 70 тысяч пленников. Есиней-мурза с отдельным отрядом осадил город Белёв, где оборонялся князь Тимофей Трубецкой. Михаил Безнин отправил к нему на помощь военный отряд, который заставил мурзу снять осаду и бежать в степи. В том же 1584 году азовцы под командованием Досмагмет-аги и Конкар-аги совершили набег под Ряжск. |
| 1585 | Два набега на южнорусские земли. Татарские отряды приходили на рязанские украйны. |
| 1586 | 30-тысячная татарская орда совершила нападение на южнорусские владения. |
| 1587 | Весной отряды азовцев и малых ногаев (3000 чел.) под предводительством Досмагмет-аги совершили очередной набег на южнорусские земли. В июне 40-тысячная орда под командованием царевичей Алп-Гирея и Соломат-Гирея вторглась в московские владения по Кальмиусскому шляху. Русские воеводы ждали противника под Тулой, но крымцы остались на «украйне» и напали на городок Крапивну, захватили острог, а затем выжгли весь город. Русское правительство отправило на границу большое войско под командованием трёх воевод. При приближении русской рати татары стали спешно отступать в степи. В ходе преследования русские настигли и уничтожили большую часть татарских «загонов», не успевших соединиться с главными силами. В боях погибло около 30 тысяч крымцев и ногайцев, 2 тысячи было взято в плен. |
| 1589 | Летом, в ответ на разорение запорожцами Очакова и Аккермана, войска крымского хана совершили опустошительный набег на Среднее Поднепровье, Подолию и Галичину, не дойдя 4 мили до Львова, но 18 августа были разбиты под Бавором армией Яна Замойского. |
| 1591 | Крымский поход на Москву крупного войска Газы II Герая. Летом 1591 года огромная крымскотатарская орда под предводительством хана Газы-Гирея выступила в поход на Русское царство. Первыми татарские полчища обнаружили станичные головы под Ливнами. Тульский и дедиловский воеводы сообщили в Москву о появлении вблизи границы орды. Русское правительство приняло все меры для отражения вражеского нашествия. Все «украинные» воеводы получили приказ немедленно собраться с полками в Серпухове, а оттуда выступить к Москве, оставив на «берегу» небольшой отряд С. Колтовского для разведки. 3 июля С. Колтовский со своим отрядом прибыл в Москву, где сообщил, что крымский хан с огромной ордой движется прямо на Москву, не распуская отрядов для захвата пленников. 2 июля крымская конница переправилась через Оку между Каширой и Серпуховом и двинулась по московской дороге на столицу. Крымский хан Газы-Гирей, узнавший об быстром отступлении русских войск к Москве и опасавшийся неожиданного удара, не стал распылять свои силы перед решающим сражением. Русское командование решило дать генеральное сражение под стенами Москвы. Во главе большой русской рати, собранной под столицей, находились воеводы боярин князь Фёдор Иванович Мстиславский и конюший боярин Борис Фёдорович Годунов. Главные воеводы пытались задержать наступление крымских войск и отправило на р. Пахру сборный отряд под начальством князя Владимир Бахтеярова-Ростовского. Небольшой русский отряд наголову разбит превосходящими силами крымского хана, сам князь Бахтеяров был ранен в бою. За это время русское командование смогло собрать под Москвой большой «обоз» — полевое укрепление, похожее на «гуляй-город». Утром 4 июля 1591 года Газы-Гирей с ордой подошёл к русской столице. Сам хан с главными силами расположился в селе Котлы, откуда послал свои передовые отряды в бой. Крымцы напали на русские полки, стоявшие в «обозе», но ничего не смогли добиться. Ночью русские воеводы из «обоза» отправили 3-тысячный конный отряд Василия Янова в атаку на ханский лагерь в селе Коломенском. Кроме того, московские лазутчики были отправлены к хану и сообщили ему о прибытии к Москве большой рати из Новгорода. Встревоженный русским нападением и пушечной стрельбой, крымский хан 6 июля начал спешное отступление от русской столицы. Газы-Гирей с ордой отступил от Москвы на Серпухов, под которым переправился через Оку и продолжил своё отступление. Отдельные татарские «загоны», отделившиеся от главных сил, были разгромлены в окрестностях Тулы, Михайлова и Пронска. Русские конные отряды были посланы в погоню за отступающей и деморализованной крымской ордой. В последних боях с русскими в «Поле» был ранен сам хан, который, однако, сумел сохранить и привести назад часть своего разбитого войска. |
| 1592 | Весной 80-тысячное крымское войско во главе с Фети-Гиреем и Бахти-Гиреем пришло «на тульские, михайловские, дедиловские, веневские, каширские и резанские места» и взяло «полону много множество, яко и старые люди не помнят такие войны». Пользуясь внезапностью своего нападения, татары разорили ближайшие к рубежу волости, захватив большой полон. Из Тулы против татарских царевичей выступила русская рать под командованием боярина князя Бориса Камбулатовича Черкасского. 19 мая 1592 года при приближении русских полков царевичи, стоявшие лагерем под Михайловом, повели свои отягощённые добычей и полоном отряды обратно в степи. Русские воеводы ходили за татарами до Епифани, а затем вернулись на свои позиции на «берегу». |
| 1593 | Азовцы и ногайцы действовали под Воронежем и Ливнами. |
| 1594 | Весной произошёл очередной татарско-ногайский (до 8 тысяч человек) набег на южнорусские земли. 17 мая под Шацк подошли «ногаи и азовские турки», которые находились под командованием мурзы Баран-Гази-мурзы Шейдякова, Ислам-мирзы и азовского аги Дос-Мухаммеда (Досмагмета). Противник осадил и стал штурмовать город, но был отражён местным воеводой князем В. И. Кольцовым-Масальским. Шацкий воевода отправил в Москву просьбу о помощи. Также князь Владимир Кольцов сообщил в столицу, что азовский ага Дос-Мухаммед, отступив в степи, соединился с 12-тысячным отрядом крымского царевича «Араслана», и готовится к новому нападению на шацкие и рязанские земли. Русское правительство, увеличив гарнизоны в Зарайске, Шацке, Арзамасе и Алатыре, отправило из Тулы, Дедилова и Крапивны рать под командованием князя Василия Голицына. Русские полки расположились под Епифанью и стали ожидать татарских набегов. Устрашённые русскими приготовлениями, ногайцы и азовцы не рискнули на повторное нападение и, отступив от границы, вернулись в свои улусы. |
| 1595 | В августе 1595 года польская армия под командованием великого гетмана коронного Яна Замойского вступила в Молдавию и 3 сентября заняла Яссы, посадив на господарский престол своего ставленника Иеремию Могилу. В октябре в Молдавию вторглась 25-тысячная крымскотатарская армия под предводительством хана Газы II Герая. Ян Замойский с польским войском (7300 чел.) выступил из Ясс и 6 октября расположился в укреплённом таборе под Цецорой. 19—20 октября произошла битва под Цецорой. Крымский хан окружил и атаковал польский табор, но поляки отразили все вражеские атаки и нанесли татарам большой урон. 21 октября Газы II Герай заключил перемирие с великим гетманом коронным Яном Замойским и покинул Молдавию. |
| 1596 | На рязанские земли совершили набег крымские татары. Азовский ага Дос-Мухаммед вновь разорил ряжские места. |

### XVII век
| Год       | Описание |
| --------- | --- |
| 1606—1608 | Во время «Смутного времени» (1605—1618 год) Крымское ханство и Ногайская орда возобновили свои опустошительные набеги на беззащитные русские земли. В 1607—1608 годах ногайцы разорили и сожгли многие «украинные и северские» города. Численность противника доходила до 100 тысяч человек. Немногочисленные и слабые русские сторожевые заставы на границе не могли оказать действенное сопротивление огромной массе степной конницы. Кочевники жгли городки, сёла и посады, уничтожая и забирая в плен местных жителей. В январе 1606 года украинские реестровые казаки отразили от Корсуня ногайские «загоны» с большим уроном для противника. |
| 1609      | Крымский хан Селямет-Гирей (1608—1610) организовал большой поход на Русское царство. Одновременно польский король Сигизмунд III Ваза во главе польско-литовской армии осадил Смоленск. Крымскотатарская орда (от 40 до 80 тысяч человек) под предводительством калги Джанибек-Гирея по Изюмскому шляху вторглась на Русь и стала медленно продвигаться к Москве. Во время своего движения крымская орда разделилась на отдельные «загоны», которые рассеялись по разным сторонам, разоряя и сжигая городки и селения, грабя, убивая и пленяя беззащитное население. Крымские татары опустошили южные уезды, переправились через Оку, разорили предместья Тарусы, Серпухова, Коломны, Боровска. Это были не временные набеги, обычные для кочевников, а длительная война, которая продолжалась всё лето и угрожавшая даже самой Москве. Крымцы не встречали отпора, так как южная оборонительная система, созданная при Иване Грозном, была дезорганизована и бездействовала. |
| 1610      | Летом новая крымскотатарская орда (10-15 тысяч человек) под командованием Богатырь Гирея (Батыр-бея) и Кантемир-мурзы вторглась в южнорусские владения и стала продвигаться к Москве. Формально татары были отправлены ханом на помощь царю Василию Ивановичу Шуйскому в борьбе с польско-литовскими интервентами. Однако на самом деле крымцы пришли опять грабить и разорять московские владения. Калга-султан Джанибек-Гирей вместе с главными силами орды стал «кошем» (лагерем) за Окой под Серпуховом. Василий Шуйский из Москвы отправил посольство под руководством князя Бориса Лыкова с богатыми дарами в татарский табор. Царское правительство безуспешно пыталось натравить крымскую орду на поляков и сторонников Лжедмитрия. Посольство защищал небольшой отряд стрельцов (400 чел.). Однако татары ограбили русское посольство, захватили царские дары и вынудили стрельцов к бегству. С огромным количеством пленников калга-султан Джанибек-Гирей безнаказанно вернулся в Крым. В том же 1610 году по призыву крымского хана Селямет-Гирея большие ногаи совершили нападение на Рязанскую землю. Во главе ногайской орды находился Ак мурза Байтереков. |
| 1611      | Опустошение рязанской земли. Нападение крымцев и ногайцев в 1611 году совпало с первой попыткой освобождения Москвы от польско-литовских интервентов. Крымцы и ногайцы опустошили рязанскую землю, лихвинский, алексинский, тарусский, серпуховской и другие южнорусские уезды. В пограничных районах степняки воевали всё лето. Рязанцы жаловались в столицу, что татары совершенно обезлюдили их землю, пашни остались незасеянными, а все люди «сидят в осаде». |
| 1612      | Осенью 1612 года украинские казаки разгромили большой татарский отряд в битве под Белой Церковью, освободив из плена 5 тысяч человек. |
| 1613      | Набег под Пронск, Михайлов и Переяславль-Рязанский. Рязанцы доносили в Москву о том, что татары стали часто нападать и дотла выжгли их дома, а другие татары вообще остаются на зимовку, подвергая Рязанскую землю постоянным грабежам. В том же 1613 году на русские владения напала Большая Ногайская орда. Ногайцы даже перешли через Оку, «воевали» коломенские, серпуховские и боровские места, доходя до окрестностей Москвы. Другие татарские отряды разорили предместья и окрестности Пронска, Михайлова, Дедилова, Данкова, Переяславля-Рязанского и Курска. |
| 1614      | Татарские орды разграбили Подолию, Буковину, брацлавские и волынские земли. Во главе крымскотатарской орды находился Богатырь Гирей Дивеев (в польских источниках он называется Батер-беем). В том же 1614 году 20-тысячная ногайская орда подступила к Москве и разорила столичные окрестности. Другие ногайские отряды опустошили темниковский и алаторский уезды. Зимой татары «повоевали многие города»: Курск, Рыльск, Комаричи, Карачев и Брянск. В результате непрерывных набегов в Крым было уведено огромное количество русских пленников. |
| 1615      | Весной татарская война снова развернулась в полную силу. Отдельные татарские отряды приходили на кромские и орловские места. Но это были лишь отряды самовольных крымских людей. Основную массу нападающих составили Большие и Малые ногаи и азовские татары. Весной-летом 1615 года главные силы противника (до 25 тысяч человек) по Кальмиусскому шляху ворвались в южнорусские уезды. Татары и ногайцы проникли далеко вглубь территории Русского государства, расположились под Серпуховом и оттуда разошлись по ряду уездов. Были разорены коломенский, серпуховской, калужский и боровский уезды. В июле того же года азовцы и ногайцы (до 3 тысяч человек) совершили новый набег на южнорусские рубежи. Зимой и весной 1615 года крымскотатарская орда под предводительством Богатырь Гирея Дивеева и нурэддина Азамат-Гирея дважды разоряла Правобережную Украину. В августе-сентябре сам крымский хан Джанибек-Гирей (1610—1623) с огромным войском, в котором, кроме татар, были турки, жестоко опустошил Украину. Были разорены территории до Бара, Тернополя и Львова. Крымские сообщения русских посланников говорят об огромном количестве пленных. Польный гетман коронный Станислав Жолкевский не имел достаточно сил для отражения врага. |
| 1616      | Ногайские татары пришли под Курск. Против них с отрядом курских войск, состоявшим из детей боярских и козаков, был послан голова казаков Иван Антипович Анненков, выборный дворянин 1-й степени, который, выступив из Курска, встретил татарские полчища в 15 верстах от города. Здесь произошло кровавое сражение, в котором татары были разбиты наголову, много из них было забрано в плен. Был отбит полон. В том же году в набегах на русские рубежи участвовали азовцы, казыевцы и большие ногаи. Вначале азовцы напали на казацкие городки на Дону, выжгли некоторые из них. Татары достигли козельского уезда, где одновременно воевали польско-литовские интервенты. Местами происходили стычки с русскими ратными людьми. В одной из них был убит воевода сторожевого полка М. Дмитриев. Крымские и буджацкие татары вторглись в южные польские владения и разорили Покутье. Польный гетман коронный Станислав Жолкевский с небольшим польским войском расположился на польско-молдавской границе и предотвратил ожидаемое турецкое вторжение. |
| 1617      | Летом малые ногаи и азовские татары трижды вторгались в южнорусские владения. Ногайские мурзы расположились лагерем под Серпуховом, откуда рассылали отдельные отряды грабить селения и захватывать пленников. Мурзы объясняли свои нападения неприсылкой московским правительством обещанных ранее поминок. В том же году крымскотатарская орда под командованием калги-султана Девлет-Гирея совершила новый разорительный поход на Речь Посполитую. Крымцы воевали под Каневом, Белой Церковью, ногайцы ходили на Львов. Отряды реестровых казаков попытались преградить путь превосходящим силам татарской орды, но были разбиты. Летом большая турецко-татарская армия под командованием Искендер-паши подошла к польской границе. Польный гетман коронный Станислав Жолкевский с собранным польско-шляхетским войском прибыл в Подолию и расположился на границе, вступив в переговоры с Искендер-пашой. 23 сентября 1617 года был заключён польско-турецкий мирный договор в Буше (Яруге). Во время мирных переговоров крымские татары прорвались через польскую границу и разорили Галицию. |
| 1618      | 4 июня 1618 года, пришедшие Муравским шляхом, татары стали на отдых в четырёх верстах от Курска на берегу Сейма в разорённых ими деревнях Лебяжьем, Голубицкой и Млодицкой. Стрельцы и дети боярские во главе с И. А. Анненковым, сотниками Семёном Веденьевым и Сунбулом Онофреевым атаковав, выбили их из становищ, преследовали и настигли уже в 80 верстах от города на реке Псле около сторожи Усть-Старого Гатища. Атаковав ночью спящий лагерь кочевников, преследователи разгромили его, освободив курский и белгородский полон. По требованию турецкого султана крымский хан Джанибек-Гирей организовал новый рейд на польские владения. Первым в мае совершил нападение Кантемир-мурза с белгородской (буджацкой)ордой. Затем летом калга-султан Девлет-Гирей с крымской ордой вторгся на Украину. Нападение татар на польский табор под Каменцем не имело успеха, но отдельные татарские «загоны» в течение полутора месяцев разорили окрестности Винницы, Бара, Тарнополя, Синявца, Дубно и Львова. |
| 1619      | Весной великий гетман коронный Станислав Жолкевский собрал польское войско и расположился на польско-молдавской границе. Искендер-паша во главе турецкой армии вторично подступил к польской границе. При посредничестве молдавского господаря Гаспара Грациани начались переговоры и было заключено перемирие. |
| 1620      | Новый поход калги Девлет-Гирея на южные польские владения (Подолия и Брацлавщина). Поход завершился полным разгромом польского войска от турецко-татарской армии в сражении под Цецорой в Молдавии. Польский главнокомандующий и великий гетман коронный Станислав Жолкевский погиб в этой битве. Цвет польской знати попал в плен. Татарам досталась богатая добыча, знатные пленники, оплаченные затем большим выкупом. |
| 1621      | По приказу султана крымский хан Джанибек-Гирей собрал для нового похода на Польшу до 100 тыс. крымцев, ногаев Малой и Большой орд, горских черкес. В боях под Хотином огромная турецко-татарская армия (150 тыс. турок и 60 тыс. татар) под предводительством османского султана Османа II потерпела полное поражение от польско-литовско-казацкого войска под командованием великого гетмана литовского Яна-Кароля Ходкевича, Станислава Любомирского и украинского гетмана Петра Конашевича Сагайдачного. |
| 1622      | Поход под Тулу, разорение Одоева, Белёва, Дедилов, в том же году курский воевода Степан Михайлович Ушаков поручил И. А. Анненкову преследование татар, большой отряд которых бродил в это время по Курскому краю. Анненков с детьми боярскими и казаками догнал татар на Изюмской сакме в пределах Оскольского края, разбил их отряд и взял большой полон, отбив русских полоняников, взятых в Мценском, Одоевском, Белёвском и Чернском уездах. С громадной награбленной добычею, минуя Курский уезд, напасть на который они остерегались вследствие предшествовавших, нанесённых им И. А. Анненковым, поражений, татары пробирались по пустынной сакме, находившейся на водоразделе между бассейнами рек, впадавших в Днепр и Дон, между истоками Рати и Кшени, Сейма и Оскола, Донецкой Семицы, Олшани, Корочи и Халани. Но искусство и распорядительность И. А. Анненкова, храбрость и мужество его отряда разгромили кочевников. |
| 1623      | Татары вновь нападают на Белгород. Белгородцы отражают нападение и побеждают в битве на реке Халани. В том же году воевода С. М. Ушаков, узнав, что татарские полчища из Орловского края пришли в Курский, послал 300 детей боярских курчан и казаков, которые остались за Путивльскою службою, а также пехоты с огненным боем 100 человек. Татары, придя в Русь, воевали Орловские, Карачевские, Мценские, Болховские места, а потом шли «свалясь все вместе» Бахмутскою сакмою. За ними погнались станичные головы и вперёд выслали курских детей боярских. С остальными детьми боярскими был послан И. А. Анненков. По просьбе курского воеводы Степана Ушакова белгородский воевода князь Григорий Тюфякин прислал также отряд детей боярских и казаков под начальством Василия Торбина и Плакиды Темирова которые сошлись с Анненковым на Котлубанской Семице, где татары стояли за Семью. Произошла страшная битва, и татары были разбиты совершенно. |
| 1624      | Крымские татары опять попытались проникнуть через южную русскую границу в районе Белгорода, но потерпели неудачу. 5 июня буджацкая орда под предводительством Кантемир-мурзы вторглась из Молдавии в южные владения Речи Посполитой под Снятином (Покутье). 9 июня Кантемир-мурза переправился через Днестр под Мартыновом. 10 июня Кантемир-мурза расположился «кошем» (лагерем) под Перемышлем, откуда разослал отдельные отряды для грабежа и захвата пленников. Ногайские «загоны» двинулись под Кросно, Ярослав и Жешув. Один ногайский «загон» смог добраться до Сандомирщины. Польный гетман коронный Станислав Конецпольский, собрав под своим командованием 5-тысячное польское войско, решил атаковать Буджацкую орду во время возвращения из набега. В ночь с 19 на 20 июня Конецпольский переправился через Днестр и двинулся на Галич. Кантемир-мурза отправил часть конницы в погоню за польским отрядом, а свой «кош» переместил под Мартынов. 20 июня в битве под Мартыновом 5-тысячное польское войско под командованием Конецпольского нанесло тяжёлое поражение буджацким татарам. Поляки преследовали отступающих ногайцев на протяжении девяноста километров. |
| 1625      | У реки Красной белгородцы разгромили татарские отряды. Осенью крымский хан Магмет-Гирей и нурэддин Азамат-Гирей возглавили очередной поход на Польшу. В походе участвовало до 60 тыс. крымцев и ногаев и до 20 тыс. турецких войск из Аккермана. Крымские и турецкие отряды воевали под Баром, Галичем и Львовом, проникнув даже в Малую Польшу. Отдельные татарские «загоны» проникали в Русское и Белзское воеводства. Однако польский поход закончился неудачно. Польный коронный гетман Станислав Конецпольский и великий коронный стражник Стефан Хмелецкий с польским войском и казацкими отрядами уничтожали небольшие татарские отряды, отбивая пленных. Татары понесли крупные потери убитыми и ранеными (до 10 тысяч человек). Крымцы вернулись из польского похода весной следующего года, и масса их погибла при переправе через Днестр. Вернулись татары в Крым в середине апреля 1626 года. Всё же они привели в Крым, по сообщениям русских посланцев, до 50 тысяч человек |
| 1626      | По приказу турецкого султана весной хан Магмет-Гирей организовал новый поход на Польшу. На этот раз крымский хан отправил в поход Кантемира-мурзу. Сам Магмет-Гирей и калга Шахин-Гирей обещали пойти в поход, но побоялись покинуть Крым, потому что, по русским сведениям, между ними была рознь и друг другу они не верили. В августе того же года нурэддин-султан Азамат-Гирей совершил поход на южные польские земли. Татарская орда разорила киевские места, понесла большие потери и вернулась в Крым в октябре. Татарская орда вторглась в Киевское воеводство и расположилась «кошем» под Белой Церковью. Отсюда нурэддин-султан Азамат-Гирей рассылал отдельные татарские «загоны» воевать близлежащие города и селения. Великий коронный стражник Стефан Хмелецкий с двухтысячным польско-шляхетским войском и Михаил Дорошенко с казацкими полками двинулись на главные силы татарской орды. В сентябре Хмелецкий с трёхтысячным польским войском и Дорошенко с шеститысячным казацким войском напали на главный татарский «кош», стоявший под Белой Церковью, и разгромили основные силы Азамат-Гирея. |
| 1628      | Курский воевода вызвал к себе, проживавшего уже в своей вотчине известного своею храбростью И. А. Анненкова и поручил ему военные силы Курска из числа дворян, детей боярских и других ратных людей для похода против татар. Анненков двинулся со своим войском на юг, по направлению к Белгороду и в 100 верстах от Курска настиг татар, которые успели захватить много полоняников. Догнав неприятелей, Анненков охватил их стан и, взяв его, освободил русских пленников. Но татары не унимались и вновь приблизились к Курску. Здесь ночью в 10 верстах от Курска на реке Виногробле Анненков разбил этот отряд и захватил «в полон» татарских начальников |
| 1629      | Весной четыре тысячи татар напали на украинские земли и начали разорять Уманьщину. Великий коронный стражник Стефан Хмелецкий с польскими отрядами нанёс татарам серьёзные потери и заставил их отойти в степи. В августе крымский хан Джанибек-Гирей (1628—1635) организовал крупный татарский поход на Польшу. Большая двадцатитысячная орда под командованием калги-султана Девлет-Гирея и мурзы Кантемира вторглась на Украину. Вначале Девлет-Гирей и Кантемир-мурза с татарским войском двинулись в Молдавию, а оттуда внезапно вторглись на Подолию. Перейдя Днестр, Девлет-Гирей распустил татарские «загоны» и избрал сборным пунктом Злочев. Крымцы и ногайцы начали разорять близлежащие местечки и селения, убивая и пленяя местное население. Великий коронный стражник Стефан Хмелецкий с польскими хоругвями и гетман Григорий Чёрный с казацкими полками уничтожали отдельные татарские и ногайские отряды, рассеявшиеся для грабежа и захвата пленников. Под Бурштином поляки и украинские казаки наголову разбили главный семитысячный татарский «загон» под руководством сына Кантемира. Победители перебили большинство татар и освободили десять тысяч пленников. В этом неудачном походе татары и ногайцы потеряли убитыми и пленными до пятнадцати тысяч человек. Среди убитых был сын Кантемира, а царевич Ислам-Гирей (брат нурэддина Азамат-Гирея) попал в плен. В январе 1630 года татары возвратились в Крым, не привели с собой ни одного пленника. |
| 1632      | Разграбление Мценска, Новосили, Орла, Карачева, Ливен и Ельца. В апреле-мае передовые татарские отряды вступили в русские пределы с трёх направлений — Кальмиусским, Изюмским и Муравским шляхами. Главные силы (20 тысяч человек) под предводительством мурз Салмаша и Девлет-Гази в июне перешли через Северский Донец и начали разорять ливенский, карачевский, елецкий, белгородский, курский, оскольский, орловский, мценский, донковский, сапожковский, веневский, воронежский, лебедянский, пронский, михайловский, ряжский, каширский и печерниковский уезды. Бои с крымцами произошли под Новосилем, Мценском, Лебедянью и другими южнорусскими городами. В том же году Белгород выдержал два нападения: Литвы и татар, последние взяли много пленных и побывали в Курском и Рыльском уездах. Разбивший их вместе с детьми боярскими рыльский воевода получил от царя Михаила Фёдоровича милостивую грамоту за победу, в которой была выражена похвала ему и детям боярским Рылянам. В этом же году воевода И. Вельяминов освободил в пределах Новосильского уезда 2700 полоняников. |
| 1633      | Разорение уездов Серпуховского, Тарусского, Калужского, Алексинского, Каширского, Коломенского, Рязанского. Летом 30-тысячная крымскотатарская орда под командованием царевича Мубарак-Гирея (сына хана Джанибек-Гирея) по Изюмскому шляху вторглась в южнорусские владения. Орда подошла к Ливнам и, разорив приграничные волости, разделилась на отдельные «загоны». Крымские татары осмеливались нападать даже на посады и окрестности находившихся на их пути городов-крепостей. 24 июля царевич Мубарак-Гирей с главными силами подступил под Серпухов на Оке. В окрестностях Серпухова (в селе Березне) между высланным из города отрядом и татарами произошёл жестокий бой. 22 июля крымцы подошли к Туле, разорив городские посады и окрестности. Ратные люди, высланные из города, вступили в бой с татарами «на лугу у Червлёной горы». Туляне отбросили противника от города. Во время нападения отряды Мубарак-Гирея даже переходили реку Оку и достигли окраин московского (столичного) уезда. Отдельные татарские и ногайские «загоны» разорили рязанский, каширский, коломенский, пронский, зарайский, серпуховской, тарусский, оболенский, калужский, алексинский, воротынский, болховской, белёвский и ливенский уезды. По подсчёту А. А. Новосельского, только в этих уездах было взято в полон около 6 тысяч жителей. Отряды противника «воевали» и другие южнорусские уезды и волости, но сведений о захваченном в этих землях «полоне» не сохранилось. Относительном затишье в татарских нападениях на Россию в конце 1630-х и начале 1640-х годов, которое, несомненно, было связано с захватом донскими казаками Азовом. Русское правительство, не желая начинать большую войну с Турцией, не приняло от казаков Азова, и после длительного «азовского сиденья» казаки в 1642 году оставили город. Строители Белгородской черты, жители южных русских уездов сразу же по усилившимся татарским вторжениям почувствовали изменение обстановки в низовьях Дона. Летом 2-тысячное войско буджацких татар вторглось в южные польские владения и стало разорять Подолье. Польный гетман коронный Станислав Конецпольский, стоявший с польским войском в Баре, во главе 2-тысячного конного отряда выступил против татар и вынудил их отступить. Затем Конецпольский переправился через Днестр и 4 июля в битве под Сасовом Рогом на реке Прут разгромил противника. Поляки захватили в плен несколько буджацких мурз, среди которых находился зять Кантемир-мурзы, отбили весь полон и большую часть захваченной добычи. В августе силистрийский паша Абаза-паша во главе турецкого войска подошёл к польской границе и расположился лагерем под Хотином. Польный гетман коронный Конецпольский с польским войском (9250 чел.) выступил навстречу противнику и расположился в укреплённом лагере под крепостью Каменец-Подольский. Вначале Абаза-паша вступил в мирные переговоры со Конецпольским. 19 сентября на помощь Абазе-паше прибыла Буджацкая орда (5-10 тысяч человек) под командованием Кантемир-мурзы. 20 сентября Абаза-паша переправился через Днестр, а Кантемир-мурза атаковал польские позиции. 23 сентября Абаза-паша, уверенный в своём численном превосходстве, напал на польский лагерь под Каменцем, но был разбит и вынужден отступить в Молдавию. |
| 1634      | Орловский воевода Д. Колтовский освободил недалеко от Орловского городища 650 человек полона. |
| 1637      | В сентябре 40-тысячная крымскотатарская орда под предводительством нурэддина Сафа-Гирея с боями прорвалась через южную пограничную линию, построенную под Яблоновом на Изюмской сакме. Татары и ногайцы разорили ливенский, орловский, карачевский, болховский, кромский, новосильский уезды и комарицкую волость. В плен было захвачено 2281 чел. |
| 1640      | В январе большая татарская орда под руководством калги-султана Ислам-Гирея (младшего брата крымского хана Бахадыр-Гирея) по чёрному шляху вторглась на Правобережную Украину. Ислам-Гирей расположился кошем под Старым Константиновом, откуда высылал отдельные татарские и ногайские «загоны» воевать местечки и сёла. Крымские татары и ногайцы страшно разорили Волынь, Подолию и Галицию, взяв большое количество пленников. Великий коронный гетман Станислав Конецпольский, собрав польское войско и казацкие полки, заставил крымцев отступить за Днепр. |
| 1641      | Многотысячный татарский отряд перешёл Донец у устья р. Деркул и отправился «воевать курские и воронежские места», предварительно рассредоточив на «поле» (Дикое поле) несколько крупных отрядов для более широкого радиуса действия. Осенью татарская орда выступила в грабительский поход на Правобережную Украину. Великий коронный гетман Конецпольский с собранным польско-казацким войском, стоявший в Кодаке, выступил против татар за Ворсклу и заставил их отступить в степи. |
| 1642      | Нападения татар совершаются ещё небольшими силами, враг почти не пытается проникнуть глубоко в Россию. Но, выяснив расположение новых русских укреплений и не беспокоясь за свой тыл, в следующем году татары наносят серьёзные удары по наиболее уязвимым местам. С января крымские татары и ногайцы предпринимали небольшие набеги на пограничные украинские города и сёла. |
| 1643      | Возобновляются крупные татарские вторжения в Россию, Засуха и голод в Крыму, достигающие наибольшего размаха в 1644—1645 гг. продолжавшиеся в течение нескольких лет, помогают татарским мурзам собирать под свои знамёна тысячи рядовых татар и направлять их на грабёж русских сёл и деревень. Для ударов татары выбирают неукреплённые места у Ногайской, Кальмиусской и Муравской дорог. Наступающие по Ногайской дороге татарские отряды, не доходя до Козловского вала, поворачивают на запад. Погрому подверглись сёла, расположенные на берегах р. Воронежа — на юго-западе Козловского, на востоке Лебедянского, на севере Воронежского уездов. Здесь в 1643 году в набегах вместе с татарами участвовали запорожцы. Татары переправлялись и на западный берег р. Воронежа, проникали в Елецкий уезд. Открытой оставалась Кальмиусская дорога. Весной того же года на левом берегу р. Оскола был построен Жестовой стоялый острожек, но служилые люди только наблюдали с его башен за движением татар. Не могли задержать татар между верховьями Тихой Сосны и р. Осколом и небольшие острожки — Осиновый и Раздорский. 17 мая из Раздорского острожка русские воины стреляли по татарам из пушек, но это не остановило отряд врага в 2500 человек. Свободным был проход и по Муравской дороге; новые крепости Вольный и Хотмыжск, как мы знаем, стояли в стороне. Татары, начав вторжение по Кальмиусской дороге, несколько раз возвращались с добычей по Муравскому шляху. Белгородские служилые люди вели здесь с татарами бои, но не могли их остановить. В том же году, донося об одном из таких сражений, белгородский воевода Н. М. Боборыкин вновь поставил вопрос о строительстве укреплений у Карпова сторожевья. Он справедливо считал, что при наличии там русского города и укреплений татары бы не ушли безнаказанно. Летом 1643 года четырёхтысячный татарский отряд под командованием Омар-аги напал на Левобережную Украину. На обратном пути, 6 августа татары были разбиты на реке Суле отрядом князя Вишневецкого и реесторовыми казаками. |
| 1644      | Очень тяжёлый удар нанесли татары по южным русским уездам в 1644 году. Основное татарское войско в количестве 30—40 тысяч человек сосредоточилось у северных границ Крымского ханства, на реках Орели и Самаре к началу августа. Используя оставшуюся неперекрытой Муравскую дорогу, татары прошли мимо Карповского острожка, обогнули р. Ворсклу с востока и по Бакаеву шляху вторглись в Путивльский уезд. В конце августа и начале сентября они захватили большой полон в пределах Путивльского, Рыльского, Севского уездов, Комарицкой волости, а также в примыкавших к России районах Польши. Полон оценивался «в треть татарского войска» и превышал, видимо, 10 тысяч человек. Полки дворянской конницы располагались по-прежнему на Оке и не оказали никакой помощи населению юго-западных уездов. Население защищалось от татар в городах и острожках, в лесах и оврагах. Служилые люди Белгорода, Яблонова, Корочи выходили для схватки с татарами в открытое поле, но не смогли отразить во много раз превосходящие силы врага. В начале года Разрядный приказ снова принял решение о строительстве крепости на Карповом сторожевье, на правом берегу р. Ворсклы. Намечалось пока построить здесь стоялый острог. Закладка крепости состоялась 13 апреля, острог строили белгородцы, руководил строительством станичный голова Иван Рышков. 15 мая острог был готов. Летом в нём располагались 60 рыльских и севских стрельцов. Осенью того же года Разрядный приказ предпринял попытку превратить Карповский стоялый острог в жилой город, но набрать «вольных охочих людей» на службу не удалось. Карпов стал жилым городом только в 1646 году, когда был построен и земляной вал. До этого, в 1644—1645 годах один стоялый острог не представлял для татар большого препятствия. В январе того же года двадцатитысячная татарская орда под командованием перекопского мурзы Тугай-бея вторглась на Украину. Великий коронный гетман Станислав Конецпольский, мобилизовав украинскую шляхту, собрал коронные войска и реестровых казаков, расставив их по всему пограничью. 30 января польско-казацкие полки разбили главные силы татарской орды Тугай-бея под Охматовым, а также в других местах. |
| 1645      | Открытая по сути дела для татар Муравская дорога дала возможность массе татар вторгнуться в Россию и в 1645 году. На этот раз по приказу крымского хана татары осуществили зимний набег. Вновь страшному разгрому подверглись юго-западные русские уезды, включая и Курский. В декабре того же года стояли особенно сильные морозы, от холода и голода погибли многие русские пленники, почти все они были обморожены. По подсчёту А. А. Новосельского, число полоняников, взятых татарами в 1645 году, превышало 6 тысяч. Большие потери понесли во время зимнего набега и татары. Разорение Рыльского, Путивльского и Комарицкого уездов, уведено 5749 пленников. Большого числа жертв удалось избежать благодаря действиям Курского воеводы князя Семёна Пожарского, треть крымской армии нурэддин-султана Казы-Гирея не вернулась. Успеху татар способствовало отсутствие единого русского командования в районе создававшейся черты. Правда, русское правительство попыталось в декабре 1645 года передать под временное командование белгородскому воеводе князю Ф. А. Хилкову служилых людей Яблонова, Корочи, Усерда, Вольного и Хотмыжска, но пока из Москвы дошли соответствующие распоряжения, татарский набег закончился. Сравнивая татарские набеги 1630-х годов с набегами 1640-х годов, легко можно заметить, что новые укрепления на создаваемой черте значительно сузили район России, доступный татарам. В частности, Козловский вал прикрыл Рязанский, Ряжский уезды; Яблоновским валом была закрыта для татар прямая дорога к Ливнам и далее к Туле. В 1643—1645 годах татары не доходили до Оки, и в этих условиях явной нелепостью было традиционное расположение на Оке русских войск. |
| 1646      | В январе на реке Мерла четырёхтысячный отряд князя Вишневецкого нанёс поражение тататрам, возращавшимся из набега на русское пограничье. |
| 1648      | Неудачный поход на приокские земли, татарское войско разбито. В январе небольшие татарские «загоны» появились на левом и правом берегах Днепра, но после первых стычек с польско-казацкими отрядами отступили обратно в степи. |
| 1648      | Весной на территории Украины началась война под руководством запорожского гетмана Богдана Михайловича Хмельницкого против владычества Речи Посполитой. В декабре 1647 года чигиринский сотник Богдан Хмельницкий, преследуемый польскими властями, с небольшим отрядом верных казаков бежал в Запорожскую Сечь. Здесь запорожские казаки избрали его своим гетманом. Богдан Хмельницкий стал собирать казацко-крестьянские отряды для наступления на Украину, чтобы изгнать оттуда польских магнатов и шляхту. Хмельницкий решил обратиться за помощью к Крымскому ханству. В январе 1648 года в Бахчисарай было послано казацкое посольство и крымский хан Ислам Гирей, недовольный поляками, отправил на помощь запорожскому гетману четырёхтысячный отряд во главе с перекопским мурзой Тугай-беем. В конце февраля — начале марта казацкий предводитель Богдан-Зиновий Михайлович Хмельницкий во главе казацкой делегации отправился из Сечи в Крым. Хан Ислам-Гирей был очень недоволен тем, что польско-шляхетское правительство Владислава в течение нескольких лет не платило ежегодных денежных «поминок», которые по мнению ряда историков являлись данью), а поляки называли «подарками». После длительных и сложных переговоров в Бахчисарае был заключён военно-политический союз между запорожским гетманом и крымским ханом, направленный против Речи Посполитой. Хан Ислам-Гирей согласился поддержать восставших запорожских казаков в их борьбе против польско-шляхетского владычества. Хмельницкий вынужден был оставить при ханском дворе в заложниках своего старшего сына Тимофея. На последней встрече крымский хан подарил запорожскому гетману черкесский панцирь, колчан, лук со стрелами, кафтан, кунтуш и позолоченную саблю, а его казакам выдал на дорогу мяса, хлеба и вина. 22 апреля 1648 года Богдан Хмельницкий с пятитысячным казацким войском выступил из Запорожской Сечи в поход на Украину. Вместе с казаками двигался татарский вспомогательный отряд во главе с Тугай-беем. Польское правительство отправило на подавление восстания 30-тысячную армию под командованием великого гетмана коронного Николая Потоцкого и польного гетмана коронного Мартына Калиновского. Потоцкий отправил в поход на Запорожье 6-тысячный польский авангард под командованием своего сына Стефана Потоцкого, а сам с главными силами расположился между Корсунем и Черкассами. Отряд реестровых казаков, находившийся в рядах польского авангарда и двигавшийся отдельно на лодках по Днепру, перешёл на сторону Богдана Хмельницкого. 29 апреля—16 мая 1648 года в боях под Жёлтыми Водами запорожцы и татары окружили и разгромили 6-тысячный польский отряд под командованием нежинского старосты Стефана Потоцкого. 26 мая 1648 года 20-тысячная польско-шляхетская армия под командованием Николая Потоцкого «Медвежьей Лапы» и Мартына Калиновского, разделённая на две части, была окружена и разгромлена восставшими казаками и крымскими татарами в битве под Корсунем. Поляки потеряли до семи тысяч убитыми и до девяти тысяч пленными. В татарский плен попали великий коронный гетман Николай Потоцкий и польный гетман коронный Мартын Калиновский. После первых побед Хмельницкого по всей Украине вспыхнула национально-освободительная война против польско-шляхетского владычества. В мае того же года сам крымский хан с одиннадцатитысячной ордой прибыл на помощь своему союзнику Хмельницкому под Белую Церковь, откуда разослал отдельные татарские отряды грабить и разорять окрестные украинские земли. Крымцы опустошили Киевщину и Волынь, захватив большое количество пленников. В сентябре 1648 года Ислам-Гирей отправил на помощь своему союзнику Хмельницкому татарское войско под командованием своего брата и калги Керим-Гирея. В битве под Пилявцами казацко-татарское войско под командованием Хмельницкого разгромило польско-шляхетское ополчение под предводительством князя Владислава-Доминика Заславского, Николая Остророга и Александра Конецпольского. Калга-султан Керим-Гирей не принимал участия в битве под Пилявцами, а соединившись с казаками после победы, участвовал в походе Хмельницкого на польские города Львов и Замостье. Восстание украинских казаков превратилось в освободительную войну за независимость Украины. Во всех украинско-польских сражениях крымскотатарские отряды выявили себя как ненадёжные союзники, преследовавшие в войне только свои цели, грабившие население и выводившие в Крым для продажи пленных. Ислам Гирей боялся серьёзного ослабления Польши, и постоянно предавал своего союзника. |
| 1649      | В начале лета польско-литовская армия, выступившая в поход на Украину, была встречена Богданом Хмельницким, имевшим семьдесят тысяч казаков и столько же крымских татар. Крымский хан Ислам-Гирей во главе 30-тысячной татарской орды прибыл на помощь своему союзнику. Вместе они выступили в поход против польско-шляхетской армии на Волынь. Польские войска под командованием князя Иеремии Вишневецкого на полтора месяца были обложены казаками и татарами под Збаражем. Осада Збаража длилась с 30 июня по 12 августа 1649 года. На помощь осаждённым выступил новый польский король Ян II Казимир Ваза (1648—1668). Узнав о приближении королевской армии, Хмельницкий, оставив казацкую пехоту продолжать блокаду Збаража, вместе с казацкой конницей и крымской ордой выступил против польской армии и встретился с ней под Зборовом. 5—6 августа в битве под Зборовом 40-тысячная казацкая армия под командованием гетмана Хмельницкого наголову разгромила 30-тысячную королевскую армию. Не сумев справиться с украинскими казаками силой оружия, польское правительство подкупило крымского хана. Хан предъявил ультиматум украинскому гетману: или мир с польским королём, или татарские отряды переходят на сторону поляков. Хмельницкому ничего не оставалось, как согласиться. 18 августа 1649 года был подписан Зборовский договор, не реализованный ни в Польше, ни на Украине. Ян II Казимир Ваза пообещал крымскому хану выплатить крупную сумму «напоминки» и разрешил брать ясырь и грабить украинские земли на пути в Крым. Из-под Зборова крымский хан вместе с татарской ордой медленно двинулся в Крым, по дороге безнаказанно разоряя и грабя все близлежащие украинские земли. Вместе с татарами в опустошении собственной земли участвовали даже некоторые повстанческие «загоны». Казацко-крестьянские отряды под руководством Мартына Небабы, Донца и Головацкого окружили Острог, где укрывалось до двадцати тысяч человек. Казаки смогли убедить местных мещан впустить их в город и с помощью татар вероломно захватили Острог, разорив и разрушив город, истребив многих его жителей. Всё остальное население крымские татары захватили в плен. Сумели спастись лишь двести мещан, которые храбро защищались и за выкуп получили свободный выход. Горожане Заславля добровольно сдались казакам. Совместно с жителями казаки вырезали в городе всех католиков и евреев. Вскоре в Заславль вступили татары, которые грабили и истязали жителей, а многих увели в плен. Двигаясь по украинским землям, крымский хан Ислам-Гирей распустил по окрестностям татарские «загоны», которые стали грабить и захватывать в плен (рабство) мирное население и возвращавшихся с войны казаков. Отдельные татарские и ногайские «загоны» рассеялись по Волыни и Червонной Руси. Ямполь, Заславль, Острог, Межибож, Олыка, Тучин, Полонное, Деражне, Колки и многие другие украинские города и местечки были разгромлены и сожжены, местное население перебито и ограблено, многие украинцы были уведены татарами в Крым и проданы в рабство. Крымские татары опустошили и разграбили окрестности Луцка, центра Волынского воеводства. Тотчас же после боёв под Зборовом крымцы напали на Злочев и Белый Камень, грабя и захватывая жителей в рабство. Под Топорковом польские отряды отбили у татар всех пленников. Города Белз, Сокаль и Грубешов сильно пострадали от татар. Везде крымцы при помощи казаков грабили и убивали жителей, захватывали «ясырь» (пленных для продажи в рабство), угоняли скот и уходили вместе с ними в степи. Украинский гетман отправил брацлавского полковника Даниила Нечая и черниговского полковника Мартына Небабу, чтобы сопровождать крымских татар до Бара и далее до степей. Московские посланцы сообщали, что на обратном пути крымские татары захватили и разорили пятнадцать украинских городков вместе с их уездами. «Ведут в Крым полону бесчисленно, — сообщали в своей отписке в Москву со слов очевидцев о татарах путивльские воеводы, — а больши ведут женской пол, а мужеск пол всех секут». |
| 1651      | Летом крымский хан Ислам-Гирей во главе 30-тысячной татарской орды прибыл на Украину, где соединился с казацкой армией Богдана Хмельницкого для продолжения совместной военной кампании против Речи Посполитой. По некоторым сообщениям численность татарской орды достигала ста тысяч человек. Кроме того, в походе участвовало пять тысяч турецких янычар, отправленных силистрийским пашой по распоряжению султана на помощь украинскому гетману. 30 мая 1651 года под Ладыжином казацкие полки Хмельницкого соединились с крымской ордой. 28 июня—30 июля 1651 года произошла знаменитая битва под Берестечком. В сражении погибли калга-султан Керим-Гирей (младший брат хана) и перекопский мурза Тугай-бей. На третий день боёв (30 июня) крымский хан изменил своему союзнику и с татарской конницей покинул занимаемые позиции. Хмельницкий отправился за крымским ханом и догнал его под Ямполем, где татары задержали гетмана и забрали с собой. Причина ухода татар неизвестна до сих пор, в числе возможных причин называют и предательство татар, и тайный договор с Яном Казимиром, и просто страх перед битвой. Казаки, оставшись без гетмана, используют привычную тактику — передвигают ночью лагерь ближе к болоту, ограждают его возами, насыпают земляной вал и пытаются контратаковать. 2 июля польские войска начали артиллерийский обстрел казацкого укреплённого табора. Казацкие старшины и полковники вынуждены были начать мирные переговоры с польским командованием. 10 июля казаки под командованием наказного гетмана винницкого полковника Ивана Богуна попытались с боем вырваться из окружения. Богун во главе двух тысяч казаков ночью пробрался из лагеря, в котором вскоре началась паника. Польские командующие воспользовались этой обстановкой и ударили по казацкому табору. По польским данным, около тридцати тысяч украинских казаков погибло в этой битве, лишь несколько тысяч во главе с Богуном смогли вырваться из окружения. В конце июня крымский хан освободил из плена Хмельницкого, взяв с него огромный денежный выкуп. Из-под Староконстантинова Богдан Хмельницкий, расставшись с крымским ханом, отправился на Украину. Его сопровождали пять татарских мурз со своими отрядами и сотня казаков. Ислам-Гирей с крымскотатарской ордой медленно двинулся шляхом по Волыни, опустошая, разоряя и сжигая окрестные местечки и селения, убивая и захватывая в плен беззащитное население. Ислам-Гирей отправил письмо Хмельницкому, в котором отказывался от военной помощи казакам и даже угрожал войной. В ответ гетман приказал своим полковникам разбивать и уничтожать татарские отряды, рассеявшиеся по Волыни и Брацлавщине. Крымский хан, вторично предавший украинского гетмана и отступивший в решающий момент битвы под Берестечком, распустил отдельные татарские «загоны» по Волыни и Брацлавщине. Крымцы, буджацкие татары и ногайцы рассеялись по близлежащим украинским землям, грабя, убивая и пленяя беззащитное местное население. Под Староконстантиновом крымские татары напали на казацкий отряд, шедший на помощь повстанческому табору, окружённому польской армией под Берестечком. Крымцы забрали у казаков артиллерию (пятнадцать пушек) и весь обоз. Казацко-крестьянские отряды, собиравшиеся по призыву Хмельницкого, стали громить и уничтожать крупные и небольшие татарские «загоны», отделившиеся для грабежа от главных сил орды. Татары понесли потери от казаков в боях под Паволочью, Чудновом и на уманьском шляхе. Крупные татарские «загоны» были разгромлены казацкими отрядами под предводительством уманьского полковника Иосифа Глуха в битвах под Синими Водами и на Царском Броде. Казаки отбили у татар всех пленников и награбленную добычу. В сентябре 1651 года после неудачной битвы под Белой Церковью, в которой на стороне казаков участвовали крымские и ногайские мурзы со своими отрядами, украинский гетман Богдан Хмельницкий вынужден был заключить сепаратный Белоцерковский договор с польским королём Яном Казимиром Вазой. |
| 1652      | Летом Богдан Хмельницкий возобновил союз с крымским ханом и продолжил военные действия против Речи Посполитой. Ислам-Гирей прислал на помощь Хмельницкому 15-тысячное татарское войско под командованием своего младшего брата и нурэддина Адиль-Гирея. 1—2 июня 1652 года в битве под Батогом 45-тысячное казацко-татарское войско под предводительством Хмельницкого наголову разгромила 20-тысячную польско-шляхетскую армию под командованием польного гетмана коронного Мартына Калиновского. Битва закончилась пленением и казнью более чем восьми тысяч польских солдат, в том числе высокопоставленных полководцев. Среди убитых был польный коронный гетман Калиновский. |
| 1653      | Осенью украинский гетман Богдан Хмельницкий, сославшись с крымским ханом Ислам-Гиреем, выступил в новый большой поход на Речь Посполитую. 11 сентября 1653 года крымский хан во главе огромной орды отправился из Перекопа в поход на Украину, чтобы помочь своему союзнику в борьбе против Польши. Под знамёнами хана находились крымские и буджацкие татары, ногайцы и черкесы. Численность крымскотатарского войска достигала сорока тысяч человек. Вместе с крымским ханом были нурэддин-султан Адиль-Гирей, царевичи, многие татарские и ногайские мурзы. Калга-султан Гази-Гирей был оставлен охранять Крым. Многочисленные татарско-ногайские «загоны» рассеялись по Волыни, Подолии и Галиции, грабя, убивая и пленяя беззащитное украинское население. В начале октября под Белой Церковью были собраны шесть казацких полков и двадцать тысяч крымских татар под командованием Карач-мурзы. Сам Богдан Хмельницкий передвинулся в Белую Церковь. С ним было тридцать тысяч казаков и сорок тысяч татар под руководством крымского хана Ислам-Гирея. Хан разослал отдельные татарские и ногайские «загоны» по близлежащим украинским землям. Крымцы доходили до Бара, Каменца, Теребовля, Луцка и Львова, везде грабя, убивая и захватывая в плен местных жителей. Казацкие отряды, действуя совместно с татарами, напали на Волынь, где захватили Заслав, Корец и Острог, убивая и пленяя поляков и евреев. Польский король Ян II Казимир Ваза смог собрать 30-тысячное шляхетское ополчение в укреплённом лагере под Жванцем. В сентябре-декабре 1653 года казацко-татарская армия осаждала польский лагерь под Жванцем. Польское командование вступило в секретные переговоры с крымским ханом, который не желал полного разгрома Речи Посполитой. Хан в третий раз изменил своему союзнику, потребовав от него прекратить военные действия и заключить перемирие с польским королём, который обязывался выплатить крымскому хану контрибуцию в сто тысяч злотых и на основе секретного договора позволял на протяжении сорока дней грабить население и брать ясырь на Волыни. Многочисленные татарские и ногайские «загоны» рассеялись по близлежащим украинским землям, грабя и разоряя, убивая и пленяя беззащитное местное население. Волынское, Брацлавское и Подольское воеводства были разорены. Кроме украинцев, татары и ногайцы захватили в плен и отправили в Крым для продажи в рабство более пяти тысяч польской шляхты. Крымский хан, возвращаясь из-под Жванца в южные степи, разрешил татарам разорять казацкие владения, через которые проходила орда. Крымцы захватили, разорили и выжгли до основания несколько местечек и селений, уведя в плен всех местных жителей. |
| 1654      | Началась новая война между Русским государством и Речью Посполитой (1654—1667) за обладание Смоленщиной, Белоруссией и Украиной. Новый крымский хан Камиль Мухаммед-Гирей (1654—1666) в феврале 1654 года утвердил крымско-польский договор, направленный против России и Украины. Объединённые польско-татарские войска с осени 1654 года совершали набеги на подольские и брацлавские земли, однако были разгромлены русско-казацкими отрядами под Охматовом, под Львовом, в устье Днепра и Буга. |
| 1655      | В январе 1655 года в битве под Охматовом (Дрожи-поле) русско-казацкая армия (25 тыс. казаков и от 6 до 12 тыс. русских) под командованием Богдана Хмельницкого и боярина Василия Борисовича Шереметева сдержало натиск польско-татарского войска (23-30 тыс. поляков и до 30 тыс. татар) под предводительством великого гетмана коронного Станислава «Реверы» Потоцкого, польного гетмана коронного Станислава Лянцкоронского и крымского хана Камиль-Мухаммед-Гирея. В конце 1655 года Хмельницкий соединился с московским войском под командованием воевод Василия Бутурлина и Григория Ромодановского, разгромил при Слонигродеке польскую армию, возглавляемую коронным гетманом Станиславом «Реверой» Потоцким, захватил Люблин и осадил Львов, но очередной набег крымской орды во главе с новым ханом на Украину изменил ситуацию. На помощь полякам прибыл крымский хан Камиль-Мухаммед-Гирей с большой татарской ордой. С ханом соединился польский отряд воеводы брацлавского Петра Потоцкого. Узнав о вторжении крымского хана, Хмельницкий и Бутурлин прекратили осаду Львова, взяли с города контрибуцию и выступили против татарской орды. 9—12 ноября 1655 года в битве у урочища Озёрная Стрелка объединённая казацко-русская армия под командованием Хмельницкого и Бутурлина разбила крымскотатарскую орду. Крымский хан попросил Хмельницкого о личной встрече, после которой оба вождя расстались смертельными врагами. Татары ушли за Перекоп. |
| 1656      | «Азовские и крымские татары» приходили под Шацк, взяли незначительный полон, «конные и животинные стада», но были отбиты. |
| 1657      | После смерти (27 июля 1657 года) Богдана Хмельницкого новым украинским гетманом был избран Иван Выговский, который стремился разорвать союз с Россией и восстановить прежние отношения с Речью Посполитой. Выговский начал тайные переговоры с крымскими татарами и на территорию Украины вошло сорокатысячное татарское войско. Вместе с татарами Выговский, борясь за власть, осадил, захватил и сжёг Полтаву, которую защищали казацкие отряды Мартына Пушкаря, погибшего при штурме. В 1658 году Выговский с татарами разбил в Зенькове казаков наказного атамана Силки, город отдал крымским татарам, которые перерезали всех жителей в округе. Выговский попытался взять штурмом Киев, но был разбит отрядами киевского воеводы Василия Борисовича Шереметева. Летом 1659 года русское правительство отправило в поход на Украину 50-тысячную армию под командованием ближнего боярина князя Алексея Никитича Трубецкого. Крымский хан Камиль-Мухаммед-Гирей с 30-тысячной татарской ордой прибыл на помощь украинскому гетману Ивану Выговскому. |
| 1658      | 1 сентября несколько сот татар пытались прорваться в Воронежский уезд по мосту через р. Усмань у с. Усмань-Собакина. Усманские атаманы совместно с драгунами Орлова-городка отбили татар. Затем у с. Гололобова татар отразили крестьяне. Этот же татарский отряд пробовал переправиться через р. Воронеж, южнее города, но был задержан и здесь. 7 сентября татарам всё же удалось разломать надолбы восточнее города Воронежа и преодолеть укрепления Белгородской черты. Татары ворвались в с. Репное и дер. Придачу в окрестностях Воронежа, но, встретив упорное сопротивление населения, быстро ушли назад, в степь, «тем же проломным местом». В полон они увели 21 человека. |
| 1659      | 29 июня в битве под Конотопом объединённое казацко-татарское войско под командованием украинского гетмана Ивана Выговского и крымского хана Камиль Мухаммед-Гирея наголову разгромило русский отряд под командованием князей Семёна Пожарского и Семёна Львова, русский отряд попал в казацко-татарскую засаду и был практически полностью вырезан. Князь Пожарский был взят в плен и по приказу крымского хана казнён. Главные силы русской армии под командованием князя Алексея Трубецкого стали отступать от Конотопа на Путивль. Казаки и татары неоднократно атаковали русские позиции, но были отражены. |
| 1659      | Разорение Елецкого, Ливенского, Новосильского, Мценского, Курского, Болховского, Воронежского и других уездов, сожжено 4674 усадьбы, угнано в плен 25448 человек, поход под Тулу. О постоянных татарских «приходах» к Белгородской черте сообщают воеводы Усмани, Орлова. Летом 1659 года после разгрома казацко-татарскими войсками русской армии под командованием князя Алексея Трубецкого в сражении под Конотопом крымский хан Мехмед Гирей совершил новое нападение на московские окраины. 15—16 августа хан вышел за вал меж городов Верхсосенска и Усерда, стоял два дня за валом, дожидаясь воинских людей. Затем хан с реки Тихой Сосны перешёл на реку Валуй и верховья реки Полатовки. Здесь стоял ещё два дня. Далее хан с ордой перешёл реку Калитву. Украинский гетман-изменник Иван Выговский отправил на помощь хану 4-тысячный казацкий корпус под командованием полковника Ивана Кравченко. Крымский хан распустил татарские отряды по близлежащим русским уездам. Пострадали окрестности Ефремова, Ельца, Ливен, Чернавска, Телецкого, Старого Оскола, Новосиля, Мценска, Черни, Курска, Обояни, Карпова, Болхова, Хотмышска, Вольного, Воронежа, Усмани и Сокольска. |
| 1660      | Крымский хан Мухаммед-Гирей отправил на помощь Речи Посполитой 15-тысячную татарскую орду под предводительством нурэддина Мурад-Гирея. В сентябре 1660 года в битве под Любаром русско-казацкая армия под командованием киевского воеводы Василия Шереметева и наказного гетмана Тимофея Цецюры смогла отразить все атаки польско-татарской армии под предводительством великого гетмана коронного Станислава «Реверы» Потоцкого и польного гетмана коронного князя Ежи-Себастьяна Любомирского. 7—8 октября 1660 года 20-тысячная польско-татарская армия (14-15 тыс. поляков и 5-6 тыс. татар) нанесла поражение в битве под Слободищем казацкому войску под командованием украинского гетмана Юрия Хмельницкого, которая пыталась прийти на соединение с русской армией боярина Василия Борисовича Шереметева. После неудачных боёв с поляками Юрий Хмельницкий начал переговоры, по итогам которых он разорвал союз с Москвой и 17 октября подписал Слободищенский трактат, по условиям которого Гетманщина возвращалась в состав Речи Посполитой. Узнав о переходе Хмельницкого на сторону Речи Посполитой, наказной гетман полковник Тимофей Цецюра, войско которого продвигалось совместно с Василием Шереметевым, 21 октября покинул армию воеводы, оборонявшуюся под Чудновом, что катастрофически сказалось на положении русской армии. 27 сентября—4 ноября 1660 года в боях под Чудновым 30-тысячная русско-казацкая армия под предводительством боярина Василия Борисовича Шереметева и наказного гетмана Тимофея Цецюры потерпела сокрушительное поражение от польско-татарской армии Станислава Потоцкого и Ежи-Себастьяна Любомирского. Укреплённый русско-казацкий лагерь был полностью окружён поляками и крымскими татарами. Наказной гетман Тимофей Цецюра, узнав о сепаратном договоре Юрия Хмельницкого с польским командованием, с 2-тысячным казацким отрядом перешёл на сторону королевской армии. Однако большинство левобережных казацких полков сохранило верность Москве. 15-тысячная русская армия оказалась в полном окружении. Князь Юрий Барятинский с русским отрядом выступил из Киева на помощь Василию Шереметеву, но был остановлен под Брусиловом польской конницей под командованием Яна Собеского. Русские предпринимали безуспешные вылазки из осаждённого табора, но не смогли ничего изменить. 4 ноября русский главнокомандующий, боярин Василий Борисович Шереметев, вынужден был капитулировать. Поляки выпустили обезоруженных русских воинов. Плата за поражение была высокой: русские войска должны были оставить украинские города Киев, Переяслав, Чернигов и заплатить 300 000 рублей контрибуции. Шереметев остался в плену. В ночь с 4 на 5 ноября, «как только русские ратные люди числом около 10 000 выдали своё оружие, в их табор начали врываться татары и хватать их арканами. Тогда безоружные русские стали обороняться, чем попало. Татары пустили в ход стрелы, перебили много народу, а остальных около 8000 забрали в плен». Уступив требованиям татар, поляки выдали им главного русского воеводу Василия Шереметева. Русские и левобережные казаки потеряли убитыми 4200 человек, ранеными 4000 человек и пленными 20 500 человек. |
| 1660      | Небольшие татарские отряды «воевали» под Валками, Бельским острожком, Демшинском, Царевом-Борисовом, Переяславлем и Колонтаевом. Осенью 1660 года крымский хан Мехмед Гирей и мятежный украинский гетман Юрий Хмельницкий предприняли нападение на приграничные московские владения. Вначале союзники (татары и казаки) учинили разоренье в тех левобережных городах и крепостях, население которых сохраняло верность России. В октябре татары и казаки разорили окрестности Переяславля. Под командованием хана находилось до 80 тысяч татар и 2 тысячи янычар. Юрий Хмельницкий вёл с собой 2 тысячи казаков и тысячу поляков. Крымский хан стал лагерем на реке Семи на правой стороне между Конотопом и Путивлем. Оттуда хан и гетман отправили свои конные отряды на окрестные русские уезды. В ноябре татары и казаки воевали кромской и елецкий уезды, приходили под Недригайлов, Карпов и Ефремов. |
| 1660      | 8 августа произошёл ожесточённый бой на земляном валу севернее Усмани между усманскими служилыми людьми и 300 татарами. Обе стороны понесли потери, нападение татар было отражено. |
| 1661      | Крымские татары осуществили множество набегов на пределы Русского государства, преимущественно на левобережные города и уезды Украины. В январе татары и черкассы совместно напали на Ахтырку, разорили городские посады, жгли сёла и деревни. В феврале крымцы «воевали» под Путивлем и Конотопом. В марте татары подходили под город Вольный. |
| 1662      | В январе крымский хан Мехмед IV Герай с большой ордой (до 80 тысяч человек) прибыл на Левобережную Украину. Вместе с ним находился гетман-изменник Юрий Богданович Хмельницкий, имевший под своим командованием 20 тысяч казаков и 2 тысячи поляков. Крымский хан расположился лагерем в местечке Красном, под Конотопом. Оттуда он разослал отдельные «загоны» на близлежащие русские владения. Татары разорили севский, рыльский, путивльский и курский уезды. Крымцы появлялись в карачевском, орловском, новосильском и других уездах. На Украине татары «воевали» под Лубнами, Лохвицей, Гадячем, Глинском и Переяславом. |
| 1663      | Крымскотатарские отряды продолжали военные действия на Левобережной Украине. В марте татары и казаки воевали под Голтвой и Кременчугом. К Голтве приступали дважды. Союзники разорили окрестности Гадяча, Лубен, Ични, Лохвицы и Глинска. Весной того же года татарские загоны вторглись в соседние русские земли, где «повоевали» путивльский, рыльский и карачевский уезды. |
| 1664      | Крымские и ногайские мурзы со своими отрядами участвовали в военной компании польского короля Яна Казимира Вазы на Левобережной Украине. Поляки и литовцы захватили несколько небольших украинских городов и крепостей, а их союзники — крымские татары и ногайцы рассеивались по окрестностям и занимались сбором «ясыря». Польско-литовские отряды доходили до Новгород-Северского, Карачева и Рыльска. Татары же по своему обыкновению опустошили более широкую территорию — ливенский и брянский уезды, были под Валуйками и около Воронежа. Были разорены севский, рыльский, путивльский, карачевский, орловский, кромской и курский уезды. Взято в плен около 20 000 человек. |
| 1665      | После отречения от гетманства правобережного гетмана Павла Ивановича Тетери появилось несколько кандидатов на гетманство. Первым стал медведовский полковник Степан Опара, который командовал большим повстанческим отрядом. Опара соединился с татарами и занял город Умань, убедив уманьцев впустить его в город, где и объявил себя украинским гетманом. Сразу после этого Опара отправил своих гонцов в Крым, чтобы просить крымского хана утвердить его в звании гетмана, а взамен пообещал разрешить крымцам и ногайцам захватывать в плен тех украинцев, которые ему не подчинятся. Самозванный гетман Опара распустил слух, что скоро захватит Киев при помощи союзной татарской орды. На Украину вскоре прибыла татарская орда под командованием Камамбет-мурзы и Батыр-мурзы. Опара выехал в Богуслав, чтобы встретиться с татарскими мурзами. Во время встречи татары предательски захватили в плен самого Опару и его старшин, которые были ограблены. Затем татары напали на лагерь Опары, но казаки стали сопротивляться. Бой продолжался до ночи. Татары отступили, но утром снова начали осаждать казацкий табор. Внезапно мурзы приказали прекратить нападение и предложили казакам избрать гетманом Петра Дорошенко. Казаки собрали раду и согласились признать Дорошенко гетманом Правобережной Украины. Все правобережные казацкие полки присягнули на верность польскому королю и заключили союз с крымским ханом. Новоизбранный гетман Пётр Дорошенко с казацким войском и татарской ордой выступил против Опары и его сторонников. Он пообещал татарским мурзам подарки и просил выдать ему Степана Опару, чтобы отправить его к польскому королю. Мурзы выдали Опару Дорошенко, который сразу отправил его в Белую Церковь. |
| 1666      | 20 февраля на войсковой раде гетман Пётр Дорошенко предложил старшинам и полковникам выселить всех здешних поляков в Польшу, со всеми городами перейти в подданство крымскому хану, а весной вместе с татарской ордой выступить войной на левый берег Днепра. Правобережный гетман Дорошенко сообщил в Бахчисарай и в Стамбул, что Украина теперь подчиняется хану и султану. После этого турецкое правительство приказало новому крымскому хану Адиль-Гирею, сменившему Камиль-Мухаммед-Гирея весной 1666 года, чтобы тот пошёл войной на Речь Посполитую. В июне-июле того же года правобережные казаки, поляки и крымские татары совершали грабительские походы на левый берег Днепра, грабили и жгли деревни, убивая и пленяя местных жителей. Правобережный гетман Дорошенко по-прежнему продолжал рассылать универсалы по Левобережной Украине, призывая местное население отказаться от московского подданства. Осенью Дорошенко, не имея достаточного количества собственных сил, немедленно отправил посольство к новому крымскому хану Адиль-Гирею, призывая его к совместному нападению на Левобережную Украину, чтобы принудить левобережные казацкие полки отпасть от русского царя и подчинить их верховной власти Турции. Крымский хан послал на помощь Дорошенко тридцатитысячную татарскую орду под начальством своих племянников, царевичей Девлет-Гирея, Мамет-Гирея и Саломат-Гирея. 1 октября 1666 года крымские татары подошли под Чигирин. Вместе с крымцами на Правобережную Украину пришли турецкие аги с отрядами янычар. Дорошенко разделил татарскую орду на две части: одну под командованием Саломат-Гирея и мурз отправил на левый берег Днепра, а другую под командованием Девлет-Гирея и Мамет-Гирея оставил при себе в Чигирине, собираясь вместе с ней позднее также отправиться на левый берег. Крымские татары (десять-пятнадцать тысяч чел.) переправились через Днепр и начали опустошать левобережные украинские сёла и деревни, убивая и пленяя местное население. Вместе с крымскими татарами Дорошенко послал два полка подчинённых ему казаков. На Левобережной Украине тогда не было собрано большого войска для отражения татарско-казацкого нападения. Крымские татары разделились на небольшие «загоны» и начали разорять украинские селения и деревни. Одни татарские отряды двинулись на Голтву, а другие опустошали окрестности Переяслава, а третьи выступили на Прилуки. Прилуцкий полковник Лазарь Горленко со своим полком был в отсутствии. Царский воевода в Прилуках Кирилл Загряжский с небольшим русским гарнизоном не мог отразить вражеское нападение. Крымцы подошли под Прилуки, но не стали осаждать город, опустошив все селения и деревни в прилуцком казацком полку, доходя даже до Нежина и Борзны. Крымские татары и ногайцы, взяв около пяти тысяч человек в плен, переправились на правый берег Днепра. Затем нурэддин-султан Девлет-Гирей отступил к Умани, там полтора месяца отдыхал, а потом соединился с казацкими полками Дорошенко и двинулся против Польши. В декабре 1666 года гетман Дорошенко с казацкими полками и союзной татарской ордой Девлет-Гирея выступил в поход на украинские земли Речи Посполитой. Под его командованием находились 20 тысяч казаков и 15-20 тысяч крымских татар. Дорошенко вместе с казацкими полками и татарской ордой выступил против польской армии Себастьяна Маховского, которая спешно стала отступать на Брацлав. 19 декабря в сражении под Браиловом огромная казацко-татарская армия под командованием гетмана Дорошенко и калги Девлет-Гирея наголову разбила 6-тысячное польско-шляхетское войско под командованием Себастьяна Маховского. Семнадцать польских хоругвей было разбито. Большинство поляков погибли или оказались в плену, сам Маховский был захвачен казаками и отдан крымскому нурэддину, который польского командующего выслал в кандалах в Крым. Казаки и татары преследовали разбитого противника вплоть до Летичева. Вернувшись в Чигирин, правобережный гетман Дорошенко начал осаду польского гарнизона в городском замке, а в феврале 1667 года приступил к осаде Белой Церкви. После своей победы над польским войском в бою под Браиловом казацкие и татарские «загоны» вторглись на Житомирщину, Подольские, Волынское и Русское воеводства Речи Посполитой. В Подолии казаки и крымцы нашли поддержку со стороны местных украинских повстанцев — опришков и дейнеков. Союзные казацко-татарские отряды опустошили и разорили польские владения, доходя до Овруча и Дубно, Львова, Люблина и Каменца-Подольского. Были взяты, разорены и сожжены Плоскиров, Зборов, Глиняны и другие города. Победители взяли в плен до ста тысяч шляхты, жён и детей, их подданных и евреев, по данным польских пленных — до сорока тысяч. Таким образом, правобережный гетман Дорошенко разгромил польское войско и полностью отказался от присяги на верность польскому королю, заключив военно-политический альянс с Крымским ханством. В городе Тарговица, признававшим власть Дорошенко, гетман приказал чеканить деньги с ханским именем и выплачивать ими жалованье казакам. |
| 1667      | В мае правобережный гетман Пётр Дорошенко (1665—1676) активизировал подготовку ко второму походу на украинские земли Речи Посполитой. Во все правобережные казацкие полки были высланы гетманские универсалы, объявляющие мобилизацию казачества. Казацкие полки должны были собираться в обозе под Корсунем. Крымский хан Адиль-Гирей, союзник Дорошенко, отправил на помощь правобережному гетману свои вспомогательные войска. В конце мая на помощь Дорошенко пришли несколько тысяч крымских татар под предводительством Батырши-мурзы. Правобережный гетман стал отправлять казацко-татарские отряды для разорения и опустошения пограничных польских владений. Передовой казацко-татарский отряд под руководством уманьского полковника Григория Белогруда выступил в летичевский повет Подольского воеводства и на Волынь, где союзники взяли множество пленных. В июне выступил в поход большой татарский отряд и казацкий полк подольского полковника Остапа Гоголя. Татары и казаки прошли рейдом через Подолию до Тернополя. В течение июля — августа крымцы и ногайцы, которые пришли на помощь правобережному гетману Петру Дорошенко, осуществили опустошительные рейды до Староконстантинова, Меджибожа, Острога, Заславля, Збаража, Вишневца и Дубна. В начале сентября 1667 года Дорошенко с 15-тысячным казацким войском и 16-20-тысячной татарской ордой под руководством крымского калги-султана Керим-Гирея двинулся в очередной поход против Речи Посполитой. Султан Мухаммед прислал на помощь правобережному гетману три тысячи янычар при двенадцати пушках. Казацко-татарская армия двинулась через Староконстантинов на Тернополь. В это время подольский полковник Остап Гоголь действовал в Приднестровье, где захватил Шаровку и осадил Ярмолинцы. Великий коронный гетман и выдающийся польский полководец Ян Собеский успел собрать 15-тысячное польское войско, которое было усилено отрядами вооружённых украинских крестьян. Собеский разделил войско на пять отрядов, которые должны были защищать польские крепости в Подолии, Волыни и Галичине (Каменец, Теребовлю, Бережаны, Дубно, Броды и другие). Сам великий коронный гетман с трёхтысячным войском вначале расположился под Каменцем-Подольским, где он был 20 сентября, защищая путь на Львов. Дорошенко и калга-султан Керим-Гирей во главе объединённой украинско-татарской армии двинулись из-под Староконстантинова на запад через Збараж и Вишневец и 3 октября дошли до Поморян. Ян Собеский, узнав о появлении противника в Русском воеводстве, 1 октября двинулся на Подгайцы. 4 октября Собеский с польской армией прибыл под Подгайцы и расположился здесь в укреплённом лагере. Керим-Гирей разослал отдельные татарские и ногайские отряды для грабежа и захвата «ясыря». Польские отряды смогли нанести татарским «чамбулам» серьёзные потери. Татары встречали сильный отпор и большинство «чамбулов» было разбито. Особенно большие потери татары понесли в боях под Поморянами, Бучачем и Нараевом. Только Зборов сдался без борьбы и был разграблен татарами. Затем казацко-татарская армия снова объединилась в один кулак и двинулась на Львов. По дороге на Львов, под Подгайцами, украинские казаки и крымцы наткнулись на девятитысячное польское войско (три тысячи жолнеров и шесть тысяч вооружённых крестьян при 18 пушках), которое преградило им дорогу. 4 октября казацко-татарская армия (ок. 20 тысяч человек) подошла к Подгайцам и окружила польский укреплённый обоз. 6—16 октября 1667 года между польским и соединённым казацко-татарским войсками произошли бои под Подгайцами. Во время боёв под Подгайцами запорожские казаки совершили успешный поход на Крымское ханство. 4-тысячное казацкое войско под предводительством кошевого атамана Ивана Ждана-Рога и полковника Ивана Сирко осадило и взяло штурмом Перекоп, а затем вторглось вглубь Крымского ханства. Иван Ждан-Рог со своим отрядом взял город Арбаутук, убил всех жителей и разорил его предместья. Иван Сирко вместе со своим отрядом двинулся на крепость Кафу, где опустошил улус знатного ширинского мурзы. Запорожцы умертвили около двух тысяч жителей, взяли в плен около тысячи пятисот женщин и детей, освободили из рабства две тысячи человек и с триумфом вернулись в Сечь. Нападение запорожских казаков на крымские улусы вызвало недовольство калги-султана Керим-Гирея и крымских мурз, которые никогда не доверяли Дорошенко. Керим-Гирей начал сепаратные переговоры с великим коронным гетманом Яном Собесским. 16 октября между поляками и крымцами было заключено перемирие. Калга-султан Керим-Гирея от имени хана обязывался не совершать набеги на владения Речи Посполитой. Взамен польское правительство должно было ежегодно отправлять в Крым денежные «подарки». 18 октября польский главнокомандующий Ян Собесский разрешил Керим-Гирею вернуться в Крым вместе со всем захваченным ясырём. Возвращаясь домой, татары только на Покутье опустошили и выжгли около трёхсот селений. Правобережный гетман Дорошенко, преданный своими союзниками, оказался в безнадёжной ситуации. Казаки стали копать окопы, чтобы защитить свой походный табор от нападения поляков. Тогда калга Керим-Гирей предложил своё посредничество в переговорах между Дорошенко и Собесским. 19 октября 1667 года Дорошенко заключил мирное соглашение с великим коронным гетманом Собесским. Сам правобережный гетман и всё войско Запорожское обещали признавать подданство Речи Посполитой. |
| 1668      | Правобережный гетман Пётр Дорошенко выступил в поход против левобережного гетмана Ивана Брюховецкого, сторонника Москвы. Дорошенко с казацко-татарской армией вступил на левый берег Днепра. Брюховецкий также собрал верные себе полки и пригласил на помощь крымских татар. Москва отправила на помощь Ивану Брюховецкому рать под командованием Григория Ромодановского. На казацкой раде в Будищах Дорошенко одержал верх над своим соперником, который был убит 1 июня. Левобережные полки перешли на сторону Дорошенко, избранного гетманом всей Украины. Он объединил под своим командованием до 50 тысяч человек, в том числе 26 тысяч татар. Царский воевода князь Ромодановский ввиду превосходства сил противника прекратил осаду Котельвы и стал отступать на Ахтырку. Дорошенко, взяв с собой 18 тысяч казаков и 22 тысячи татар стал преследовать русскую рать. В боях у села Хухры и на реке Мошенке русские ратные люди отразили все вражеские атаки. Ромодановский дошёл до Ахтырки и укрепился там, а Дорошенко вынужден был отойти к Котельве. Татары «набрав полон многой» в черкасских городах, ушли в Крым. Из Ромен Дорошенко отпустил на близлежащие русские земли 12 тысяч татар и 5 тысяч казаков. Казацо-татарские отряды прорвались под Севск и Комарицкую волость. Но севские воеводы одержали ряд побед над противником и вынудили его отступить за Днепр. Несмотря на это, отдельные татарские и казацкие загоны разорили Богодухов, Красный Кут, Городный, Колонтаев, Мурахву, Харьков, Царев Борисов. Летом того же года запорожские казаки выставили очередного кандидата на гетманскую булаву. Запорожский войсковой писарь Пётр Суховей (Суховеенко), получивший поддержку части запорожцев, в Сечи был избран гетманом войска Запорожского. Суховей выехал из Сечи в Бахчисарай, чтобы просить крымского хана Адиль-Гирея утвердить его избрание на гетманство. Хан с почестями принял Суховея в своей столице, признал его гетманом, отправил вместе с ним на Украину двух царевичей с ордой и написал приказ Дорошенко с казацкими полками выступить на левый берег Днепра, чтобы соединиться с Суховеем. Однако Дорошенко не собирался добровольно уступать гетманство и отказался подчиняться крымскому хану. Вскоре Суховей, избранный гетманом запорожцами в Сечи, выступил в поход на Украину вместе с калгой и татарской ордой. Сам же Суховей расположился лагерем в урочище Липовая Долина на левом берегу Днепра. Полтавский, миргородский, лубенский и переяславский казацкие полки признали его гетманом и перешли на его сторону. Суховей добивался полной независимости Украины и опирался на союз с Крымом. Всю осень он безуспешно пытался привлечь на свою сторону и другие левобережные казацкие полки, признававшие гетманом Демьяна Многогрешного. В конце декабря 1668 года гетман Суховей с татарской ордой переправился через Днепр и двинулся против правобережного гетмана Дорошенко. Тот уже ожидал его прибытия, собрал казацкие полки и расположился под Чигирином. Дорошенко смог окружить крымских татар, большинство из которых было вынуждено отойти. Первая попытка Суховея взять гетманскую столицу закончилась неудачей, после чего он и его союзник калга отступили за реку Тясьмин. Здесь они были разбиты объединёнными силами запорожских казаков во главе с Иваном Сирко и казацкими отрядами Григория Дорошенко, прибывшего из Козельца. Казаки, воевавшие на стороне Суховея, покинули своего предводителя и перешли на сторону Сирко. Сам Суховей спасся бегством. Татарские союзники, недовольные результатом похода, взяли Суховея в плен и отправили в Крым. После разгрома Суховея под Чигирином из всех правобережных городов и местечек в Чигирин съехались все полковники, сотники и старшины, признавшие Петра Дорошенко своим гетманом. |
| 1669      | Небольшие татарские и ногайские отряды продолжали совершать набеги на южнорусские города. В апреле татары приходили в харьковский уезд и под Валуйки. Позднее татары (1200 чел.) напали на Острогожск. В августе крымцы (до 1000 чел.) приходили под Валуйки. В июле 1669 года Пётр Суховей, которого Запорожская Сечь признавала своим гетманом, с запорожскими казаками и крымской ордой отправился во второй поход против Петра Дорошенко. Тот собрал верные казацкие полки и выступил против татарской орды, но не сумел устоять и отступил на реку Русаву. Здесь на него двинулся гетман Суховей с запорожцами. На левом берегу Днепра полтавский, миргородский и лубенский полки, недавно присягнувшие московскому царю, вновь перешли на сторону Суховея. Протурецкая политика Дорошенко вызвала открытое недовольство многих полковников и значительной части правобережного казачества. Чигиринский, черкасский, белоцерковский и каневский казацкие полки продолжали поддерживать Дорошенко, а уманьский, кальницкий, паволоцкий, корсуньский казацкие полки перешли на сторону Суховея. Казаки уманьского, кальницкого, паволоцкого и корсуньского полков потребовали избрания нового гетмана вместо Дорошенко. Казаки двинулись под Умань, где вскоре была организована избирательная рада. На уманьской раде Суховей вынужден был отказаться от гетманства, а большинство казаков избрали гетманом Правобережной Украины уманьского полковника Михаила Ханенко. Новый гетман первым делом послал письма к левобережному гетману Демьяну Многогрешному и переяславскому полковнику Дмитрашке Райче, прося у них поддержки против своего противника Петра Дорошенко. Сам Дорошенко, пользуясь поддержкой значительной части правобережных полков, наотрез отказался подчиняться решению уманьской рады. Из своего лагеря на реке Русаве он со своим войском выступил на Канев, но на переправе через реку Рось, у села Кононти, был окружён татарской ордой. Крымские царевичи в течение пяти недель осаждали казацкий табор Дорошенко. По приказу турецкого посольства, отправленного к Дорошенко, крымские царевичи вынуждены были прекратить осаду и отвести татарскую орду. Освобождённый правобережный гетман с войском двинулся на Умань, призывая к повиновению мятежные казацкие полки. Под Уманем в гетманский табор приехал турецкий посланец Канаджи-паша, который вручил Дорошенко знаки власти, присланные султаном: булаву, знамя, бунчук и саблю. По приказу турецкого посла татарские орды, воевавшие на стороне Суховея и Ханенко, вернулись в Крым. Уманцы наотрез отказались впускать к себе в город Дорошенко и заключили между двумя гетманами-соперниками такое соглашение: Ханенко обязался приехать в Чигирин на казацкую раду, которая должна была разрешить спор между двумя претендентами и избрать нового гетмана. Дорошенко снял осаду и отступил от Умани. Однако Ханенко отказался приезжать на раду в Чигирин, удалился из Умани в Запорожье, а оттуда уехал в Крым, чтобы попросить у крымского хана Адиль-Гирея военной помощи против Дорошенко. Крымский хан, царевичи и татарские мурзы согласились оказать ему помощь. Вскоре Ханенко со значительной татарской ордой прибыл из Крыма на Правобережную Украину. С ним находился Юрий Хмельницкий. Дорошенко собрал верные казацкие полки и соединился с буджацкой ордой, присланной ему на помощь силистрийским пашой. В битве под Стеблевым Ханенко разбил казацко-татарские войска Дорошенко, который укрылся в Стеблеве. Ханенко осадил местечко. На помощь Дорошенко прибыл Иван Сирко с новой буджацкой ордой, прогнал крымских татар от Стеблёва и снял осаду. После этого Дорошенко и Сирко с буджацкими татарами преследовали врагов до Умани. Ханенко и Суховей успели бежать в Сечь, а Юрий Хмельницкий был схвачен буджацкими татарами, союзниками Петра Дорошенко, и привезён в Стамбул, где султан приказал заточить его в Семибашенный замок. |
| 1670      | Харьковский полковник Григорий Донец разгромил татарские «загоны» в боях под Мерефой и на реке Самаре. Отбил весь полон и стада, взял 4 языка и многих побил. В мае татары (130 чел.) подошли под Острогожск, но были разбиты местным казацким полковником Иваном Дзиньковским. В июне и июле татары подходили под Валуйки, где взяли в плен 20 человек. Татары были настигнуты на Чёрной Калитве и разбиты. |
| 1671      | В конце марта 1671 года наказной гетман Остап Гоголь с подольским полком при поддержке отрядов буджацких татар вторгся в летичевский повет Подольского воеводства. Правобережный гетман Пётр Дорошенко, объявив себя врагом Речи Посполитой, призвал крымского хана Адиль-Гирея, турецкого данника и ленника, прибыть с татарской ордой к нему на соединение для войны против Польши. Дорошенко с казацкими полками осадил Белую Церковь, где находился польский гарнизон, а его брат Григорий Дорошенко с брацлавским полком расположился в замке Стена, на границе с польскими владениями. Крымский хан, выступивший с ордой на помощь гетману, по дороге на Украину был остановлен запорожскими казаками. Шеститысячный отряд запорожцев под предводительством Ивана Сирко и Михаила Ханенко вступил в бой с татарской ордой. Крымский хан, не расположенный к Дорошенко и двигавшийся к нему на помощь только по приказу султана, вступил в переговоры с Ханенко и примирился с запорожцами. Дорошенко, узнав о сепаратном мире Адиль-Гирея со своим конкурентом Ханенко, сразу отправил в Стамбул жалобу на действия крымского хана. В июне 1671 года турецкое правительство отстранило от власти Адиль-Гирея и объявило следующим крымским ханом Селим-Гирея. Казацко-татарские отряды опустошили и сожгли окрестности Бара, Меджибожа, Деражни, Старой Сенявы, Новой Сенявы, Зинькова и Гусятина. 20 июля гетман Дорошенко возобновил осаду Белой Церкви, где находился польский гарнизон, и отправил на Подолию двухтысячный казацкий корпус под командованием своего младшего брата и наказного гетмана Григория Дорошенко. Кальницкий казацкий полк был отправлен Петром Дорошенко в Крым, чтобы помочь крымскому хану Адиль-Гирею в борьбе с запорожскими казаками. Правобережный гетман Дорошенко, имея не более пяти-восьми тысяч казаков (остальные казаки находились в гарнизонах) и пять-шесть тысяч союзных татар, не решался вступать в войну и ожидал подхода крымской орды под руководством Адиль-Гирея, чтобы затем перейти в наступление против Речи Посполитой. Большинство буджацких мурз, которые соединились с казаками Григория Дорошенко, узнав про приближение польского ополчения, спешно оставили своих союзников и вернулись в свои кочевья. Против гетмана Дорошенко и крымской орды выступила польская армия под командованием великого гетмана коронного Яна Собесского. 26 августа 1671 года в битве под Брацлавом польская армия наголову разбила казацко-татарские отряды и ворвалась в Брацлав. Казаки укрылись в городском замке. Разбитые татары стали в панике отступать. Собесский во главе польской кавалерии двинулся в погоню за татарами, оставив в Брацлаве часть польского войска, чтобы блокировать казацкий отряд, осаждённый в замке. Поляки преследовали татар до Батога, где окончательно их разгромили. Казаки, оборонявшиеся в замке, узнали о разгроме татар и капитулировали. Эмир Али, командующий буджацкими отрядами, заявлял, что татары потеряли в битве и во время отступления пятьсот человек. Несмотря на победу, Ян Собесский с коронным войском отступил в Бар, куда прибыл 30 августа. |
| 1671—1672 | Татарские набеги продолжались. В апреле 1671 года татары (400 чел.) подошли под Змиев и Мерефу, но харьковский полковник Григорий Донец настиг крымцев на реке Орели, разбил, многих посек, полон освободил и взял двух языков. В апреле того же года другой татарский отряд (300 чел.) прибыл под Торские болота, но также был разбит. В июле 1671 года татары и башкиры воевали под Верхним Ломовом, где взяли полон и стада отогнали. В августе татары воевали под Валуйками. В апреле 1672 года татарский отряд приходил под городок Маяцкий. Осенью 1672 года татарские загоны действовали под Усердом, Коротояком, Новым Осколом, Острогожском, Воронежем, другими южными городами. |
| 1672      | Началась польско-турецкая война. В апреле 1672 года огромная турецкая армия под предводительством султана Мехмеда IV выступила из Адрианополя в поход на Речь Посполитую. Крымский хан Селим-Гирей получил приказ от султана отправиться вместе с татарской ордой и выступить на соединение с наступающей турецкой армией. Правобережный гетман Пётр Дорошенко собирал верные казацкие отряды для участия в войне против Речи Посполитой. В начале июня в Чигирин начали прибывать первые турецкие и татарские отряды, которые должны были действовать вместе с гетманом. 25 мая турецкая армия переправилась через Дунай у Исакчи, а в июле подошла к Днестру, по которому проходила граница Речи Посполитой. Дорошенко с казацкими отрядами и крымский хан с ордой выступили в поход на Подолию, чтобы соединиться с турецким султаном. 4 августа к турецким войскам присоединились крымский хан с татарской ордой и украинский гетман с казацкими отрядами. 5 августа султан принял Дорошенко, который признал себя вассалом и данником Османской империи, получив в подарок от турецкого султана богатый халат, булаву и коня. 6 августа султан отправил грамоту в крепость Каменец-Подольский, требуя от польского гарнизона добровольной капитуляции. Каменецкий гарнизон, надеясь на помощь со стороны польского правительства, отверг турецкий ультиматум. 7 августа османские войска осадили Каменец-Подольский. 17 августа каменецкий комендант начал переговоры с великим визирем об условиях сдачи. Турецкое командование разрешило польскому гарнизону и местным горожанам с оружием и имуществом беспрепятственно покинуть Каменец. 19 августа польский комендант передал великому визирю ключи от Каменца. Султан Мехмед IV торжественно вступил в Каменец и оставил в крепости пашу с крупным гарнизоном (15-20 тысяч человек). Из Каменца-Подольского султан с турецкой армией двинулся под Жванец и расположился здесь лагерем. 17 сентября турецкие войска выступили из своего лагеря под Жванцем и продолжили завоевание Подолии. Бучач и Ягельница добровольно сдались туркам. Турецкие паши со своими отрядами захватили около тридцати подольских городов и местечек. Султан отправил крымского хана Селим-Гирея с ордой и украинского гетмана Дорошенко с казацкими полками на Львов. Ян Собесский отправил посольство к хану и предложил ему стать посредником в переговорах между польским королём и османским султаном. Крымский хан дружелюбно принял польских послов и согласился стать посредником, если польский король уступит Подолию и согласится платить ежегодную дань султану. Крымский хан с татарской ордой и украинский гетман с казаками двигались на Львов. Вместе с ними был отправлен турецкий отряд под командованием Каплан-паши. По пути им сдавались близлежащие городки и местечки, а татарские и ногайские отряды расходились по сторонам, жгли сёла и захватывали жителей в плен. 20 сентября крымские татары, казаки и турки прибыли под город, защитой которого руководил Илья Лонский, имевший под своим командованием четыре хоругви пехоты и два отдела конницы. Союзники окружили Львов со всех сторон. 25 сентября львовские горожане прислали Каплан-паше почётный дар, однако паша не принял его и потребовал городских ключей. Львовский гарнизон без разрешения польского короля отказывался сдаваться. Тогда турецкий главнокомандующий Каплан-паша приказал начать артиллерийский обстрел города и рыть подкопы. 28 сентября турки взяли приступом замок, господствовавший над Львовом. В ночь с 28 на 29 сентября под осаждённый город прибыли польские послы, которые попытались при посредничестве крымского хана прекратить артиллерийский обстрел города. 30 сентября начались переговоры между турецким главнокомандующим Каплан-пашой и польскими посланниками. 7 октября 1672 года под Бучачем был заключён унизительный польско-турецкий мирный договор. Польша вынуждена была передать Османской империи всё Подольское воеводство и выплачивать турецкому султану ежегодную дань в размере двадцати двух тысяч злотых. Правобережная Украина переходила под власть правобережного гетмана Петра Дорошенко, признававшего свою зависимость от турецкого султана. После заключения мирного договора турецкие войска отступили от Бучача к Жванцу. В Каменце, Межибоже, Баре, Язловце и всех остальных подольских городах были оставлены турецкие гарнизоны. Султан приказал турецким пашам прекратить военные действия против Речи Посполитой. Однако крымские татары, разошедшиеся отрядами для грабежа и захвата пленников, в течение месяца продолжали разорять польские владения. Польские воеводы отправляли отряды для преследования татар, но ничего не смогли с ними сделать. Только великий коронный гетман Ян Собеский удачно уничтожал отдельные татарские отряды. Татарские и ногайские отряды стали опустошать и грабить район между реками Саном, Вепшом и Бугом. В октябре 1672 года Собеский, собрав под своим командованием 2,5-3 тыс. конницы и драгун, выступил против отдельных и разрозненных татарских «чамбулов». Крымские татары потерпели поражение в боях под Краснобродом, Наролем, Немировом, Комарном и Петранкой. Пропольский гетман Михаил Ханенко также успешно сражался с татарскими «загонами». После поражения под Четвертыновкой Ханенко с верными отрядами казаков стоял у Дубна, где отразил нападение турецкого отряда, а 5 октября разбил татарский отряд в бою под Красноставом и отбил до двух тысяч пленников. Вслед за тем Ханенко разгромил крымских татар под Томашевым. Жители Русского воеводства создавали вооружённые отряды, изгоняли татарские «загоны» и освобождали пленников. По приказу султана крымский хан и украинский гетман отступили от Львова и прибыли в турецкий лагерь под Жванцем. Здесь гетман Дорошенко был вторично принят султаном и получил от него в дар халат, расшитый золотом. Турецкая армия под предводительством султана медленно двинулась за Днестр в свои владения, а Дорошенко и Селим-Гирей отправились на Украину. |
| 1673      | Войско крымского хана Селим Гирея попыталось ворваться на русские земли, но укрепления Белгородской черты остановили его. В мае татары значительными силами действовали по укреплённой линии по реке Тихой Сосне, реке Осколу и прилегающим уездам. Татарские отряды воевали под Верхсосенском, Усердом и Новым Осколом. Осенью того же года вновь продолжились военные действия между Речью Посполитой и Османской империей. Несмотря на заключение польско-турецкого договора под Бучачем в 1672 году, польско-шляхетское правительство отказывалось выплачивать ежегодную дань турецкому султану и не вывело свои гарнизоны из подольских городов и местечек. Великий коронный гетман Ян Собесский собрал польскую армию, выступил против крымского хана Селим-Гирея, по приказу турецкого султана вторгшегося в украинские пределы, и наголову разбил главные силы татарской орды. Польские отряды стали выгонять турецкие и татарские отряды, размещённые в Подолии. В ноябре 1673 года в битве под Хотином 30-тысячная польско-литовская армия под командованием Собеского разгромила 35-тысячную турецкую армию под предводительством Гусейн-паши. В сражении турки потеряли 30 тысяч человек убитыми и пленными. Только пять тысяч турок смогло вырваться и укрыться в Каменце-Подольском. |
| 1674      | Набеги на южнорусские города и крепости повторялись, но численность нападавших была минимальной. Вместе с татарами действовали калмыки. Вражеские отряды действовали под Маяцким, Торскими озёрами, Романовом и Змиевом. В ноябре 1674 года новый польский король-полководец Ян III Собеский предпринял крупный поход на Правобережную Украину. Бар, Брацлав и Немиров сдались полякам, а Рашков был взят штурмом, а весь турецкий гарнизон вырезан. Кальник сдался и принёс присягу на верность польской короне. Польские хоругви под предводительством Дмитрия Вишневецкого и Станислава Яблоновского разгромили казацко-татарские отряды под Жорнищами и Немировом, а польско-литовские отряды под командованием Николая Сенявского и князя Михаила Казимира Радзивилла разбили противника в боях под Чигирином и Паволочью. В битве под Паволочью было разбито четырёхтысячное татарское войско под командованием нурэддин-султана, который сам погиб. Осенью 1674 года турецкий султан организовал поход на Запорожскую Сечь и послал из Стамбула в Крым через море на кораблях пятнадцать тысяч отборных янычар. Турецкое правительство решило захватить Сечь и истребить всех запорожских казаков. По приказу султана крымский хан Селим-Гирей с сорокатысячной татарской ордой принимал участие в турецком походе на Сечь. В январе 1675 года пятнадцатитысячный корпус янычар и сорокатысячная орда во главе с крымским ханом Селим-Гиреем незаметно подошли к Сечи. Татары окружили Сечь, а турецкие пехотинцы-янычары тайно вошли в сам город. Однако запорожцы отразили вражеское нападение и наголову разбили турок. Погибло тринадцать с половиной тысяч янычар, а остальные спаслись бегством. Крымский хан с татарской ордой отступил от Сечи в степь. |
| 1675      | Татары и калмыки совершали набеги под Валуйки, Ольшанск, Усерд, Усмань и Козлов. В конце июня 1675 года большая османская армия (20-30 тысяч человек) под предводительством сераскира Ибрагима-паши Шайтана вторглась в Правобережную Украину. Турецкие войска переправились через Днестр под Тигиной и взяли крепость Бар. В июле под Маначином с турками соединилась тридцатитысячная татарская орда под командованием нурэддин-султана Сафа-Гирея. Турки-османы и татары двинулись на Львов, опустошая и сжигая всё на своём пути. Во время похода нурэддин-султан Сафа-Гирей с ордой отделился от турецкой армии и действовал самостоятельно. Польский король Ян III Собеский, узнав про новое турецкое вторжение, приказал усилить гарнизоны в Подолии, чтобы задержать продвижение турецкого войска. Главные силы Собеский сосредоточил в окрестностях Львова. 27 июля турки взяли штурмом Збараж и разослали татарские отряды по Подолии и Волыни. Были захвачены Бучач и Завялов. Станислав Ян Яблоновский разбил крупный турецкий отряд под Злочевом. 22 августа того же года турецкий главнокомандующий Ибрагим-паша Шайтан отправил на Львов против польской армии десятитысячное татарское войско под командованием нурэддин-султана Сафа-Гирея. Ян III Собеский имел под своим командованием 6-тысячное войско. Узнав о приближении ко Львову татарской орды, польский король расставил часть своих сил (драгуны и лёгкая конница) на четырёх направлениях, откуда мог объявиться противник. Польские гусары (1200—1500 чел.) были оставлены в резерве. Пехота находилась в укреплённом обозе под Львовом. 24 августа крымские татары подошли к городу и вступили в бой с поляками. В решающий момент Ян III Собеский во главе двухтысячного отряда конницы лично атаковал татар, которые были разгромлены. 20 сентября десятитысячная османская армия под предводительством сераскира Ибрагима Шайтана осадила Терембовлю. Крепость защищал небольшой польский гарнизон (300 чел.), который в течение двух недель успешно отразил все вражеские атаки. Ибрагим-паша Шайтан, потеряв две тысячи человек, не смог взять штурмом крепость, снял осаду и отступил за Днестр. Польские войска, преследуя турок-османов, выступили на Молдавию, где взяли и сожгли Сучаву. |
| 1676      | Небольшие татарско-калмыцкие отряды приходили под Усмань, Воронеж и Ольшанск. Огромная турецкая армия под предводительством сераскира Ибрагима-паши вторглась на Правобережную Украину. Польский король Ян III Собеский, собрав 38-тысячную польскую армию под Львовом, двинулся навстречу противнику. Свои войска он расположил в укреплённом лагере под Журавном. Турки и крымцы взяли города Язловец, Чертков и Галич. 24 сентября в битве под Войниловом польский король разгромил большой татарский отряд, но под натиском крупных татарских сил вынужден был отступить. Под Довгой татары атаковали главные силы Яна III Собеского, стремясь отрезать им дорогу к отступлению, но были отражены. Польское войско отступило под Журавно, где расположилось в укреплённом таборе. Турецко-татарские войска полностью окружили польский укреплённый лагерь. 24—26 сентября прибыла татарская конница под командованием крымского хана Селим-Гирея, а 28—29 сентября подошёл Ибрагим-паша Шайтан с турецкой армией. 17 октября 1676 года польский король Ян Собеский вынужден был заключить Журавенский мирный договор с Османской империей. Договор отменял положение Бучачского мира 1672 года об уплате Речью Посполитой ежегодной дани Османской империи, одновременно подтвердил уступку Речью Посполитой в пользу Османской империи Подолии. Правобережная Украина за исключением Белоцерковского и Паволочского округов, переходила под власть турецкого вассала — гетмана Петра Дорошенко. |
| 1677      | Началась русско-турецкая война. Первый поход турецко-татарской армии на Чигирин. В июне турецко-татарские войска под предводительством сераскира Ибрагим-паши и крымского хана Селим Гирея переправились через Днестр и выступили на Чигирин, преследуя цель возвратить Правобережную Украину Османской империи. Осадив в начале августа Чигирин, с находившимся там гарнизоном под командованием коменданта генерал-майора А. Трауернихта, турки и татары простояли у города месяц, не сумев его взять. 26 августа на помощь Чигирину прибыли русско-казацкие войска под командованием боярина князя Григория Ромодановского и гетмана Ивана Самойловича, которые начали под огнём турецко-татарского войска переправу через Днепр на правый берег у Бужинской пристани. Турки и татары пошли в лобовую атаку, но были отброшены ружейным и пушечным огнём. Бой на переправе шёл три дня. Турецко-татарское войско отступило, потеряв убитыми двадцать тысяч человек. Ромодановский и Самойлович вступили в Чигирин, восстановили разрушенные укрепления, оставили в городе пятнадцатитысячный гарнизон и вернулись на левый берег Днепра. Султан заключил Ибрагим-пашу в Эди Куле, а крымского хана Селим-Гирея сместил и сослал на остров Родос. В 1678 года новым крымским ханом стал Мурад-Гирей, который в марте того же года осуществил разорительный набег под Переяславль. |
| 1678      | Второй поход турецко-татарской армии на Чигирин. Летом 100-тысячная турецкая армия под командованием Кара-Мустафы-паши и 50-тысячное крымскотатарское войско нового хана Мурад-Гирея вновь осадили Чигирин. Гарнизон города, состоявший из пяти тысяч стрельцов и семи тысяч казаков, возглавляли воевода Иван Ржевский, убитый во время осады, и инженер-полковник Патрик Гордон. Русско-казацкие полки под командованием князя Григория Ромодановского и левобережного гетмана Ивана Самойловича 12 июля с боями переправились через Днепр у Бужинской переправы. Завязалось сражение у господствовавшей над всей местностью Стрельниковой горы, находившейся в полутора километрах от Чигирина, закончившееся безрезультатно для вдвое меньшей, чем турки и татары, русской армии. Осаду Чигирина снять не удалось, и 11 августа город был взят, русский гарнизон вынужден был покинуть Чигирин. Однако переправиться за Днепр турецко-татарским войскам не дали. В октябре того же года войска Кара-Мустафы и Мурад-Гирея ушли за Южный Буг и в Крым, не тронув Киева, в котором воеводой находился князь Михаил Голицын с гарнизоном в 106 солдат. Таким образом, турки-османы и крымские татары не смогли закрепиться на Правобережной Украине. В декабре 1678 года Юрий Хмельницкий отправил свой универсал к левобережным украинцам, призывая их признать его гетманом и подчиниться его власти, чтобы избежать разорения и плена. Вслед за этим Иван Яненченко вместе с двумя татарскими мурзами, присланными к нему на помощь крымским ханом, переправился через Днепр у Стаек и, минуя городки переяславского полка, двинулся на Остер и Козелец. Крымские татары, захватив добычу и пленных, стали возвращаться, но на обратном пути в селе Глубоком были настигнуты и разбиты переяславским полковником Иваном Лисенко, который отбил всех пленников. В декабре того же 1678 года правобережный гетман Юрий Хмельницкий с отрядами крымских татар совершил разорительный поход на Левобережную Украину. Местечко Веремеевка, жители которого не могли защищаться, первым поддалось Хмельницкому. За Веремеевкой последовали местечки Чигрин-Дубрава, Горошин, Городище и Жовнин. Юрий Хмельницкий в своём универсале призывал всех правобережных украинских горожан и крестьян, недавно переселившихся на левый берег Днепра, возвращаться домой. Всех сдавшихся, которых было три тысячи, Хмельницкий приказал переселить в Жаботин. 27 января 1679 года из-под Жовнина Хмельницкий выслал универсал в города и местечки миргородского полка, требуя от местных казаков покорности. В это время Иван Яненченко с татарами прибыл к Лубнам и окружил город, где находились лубенский полковник Ильяшенко и охотный полковник Новицкий. Многие лубенские жители стали склоняться на сторону Хмельницкого. Против него выступили полтавский и миргородский полковники со своими полками, а из Сум двинулся генерал-майор Григорий Касогов вместе с сумским и ахтырским полками. Сам украинский гетман Иван Самойлович с казацким войском выступил из Батурина и прибыл в Конотоп. Полтавский полковник Левенец разбил Юрия Хмельницкого в бою под Жовниным и заставил отступить в Лукомль, под которым он простоял три дня и не смог склонить местных жителей на свою сторону, в результате вернувшись за Днепр с татарской ордой. За Хмельницким отбыл и Иван Яненченко. Сам Хмельницкий отправился в Немиров, а Яненченко в Корсунь. Крымские царевичи, посланные ханом Мурад-Гиреем на помощь гетману, разделились: калга-султан вернулся в Крым, а нуреддин-султан с семитысячным отрядом снова переправился на левый берег Днепра. Небольшие татарские отряды разорили территорию миргородского казацкого полка и взяли множество пленных. На обратном пути на татар напал Григорий Касогов с русско-казацким войском. Самойлович передал ему выборных казаков из гадячского, миргородского и компанейского полков. Русские и казаки разгромили татар и отбили пленников, взяли татарское знамя и едва не пленили нурэддин-султана. Раненый нурэддин с остатком своей орды бежал на правый берег Днепра. Русские ратные люди и казаки тоже перешли через Днепр и преследовали татар до реки Малый Ингулец, а затем вернулись к Кереберду. |
| 1677—1678 | Набеги крымских татар и калмыков под Верхсосенск, Новый Оскол, Усерд и Усмань. |
| 1679      | В июле-августе татары азовские, крымские и ногайские с 8000 человек приходили под Чугуев, Печенеги, Салтов, Харьков, Балыклею, Серков, Соколов и другие места. Харьковский полковник Григорий Донец одержал новую победу, разогнал татар по лесам, побивал и в реках потопил, русский полон весь отбил. |
| 1680      | В январе крымский хан Мурад-Гирей совершил разорительный набег на южнорусские земли. Хан «со многими ордами» (до 100 тысяч человек) перешёл реку Мерль по Муравскому шляхту и двинулся на Белгород. Не доходя Валок, хан отправил нурэддина Сайдат-Гирея и трёх мурз с 4-тысячным отрядом за языками. Нурэддин, перейдя вал, пошёл под г. Вольный, с ним было 2000 человек, а остальных 2000 послал под другие городки. В это время сам хан распустил отдельные татарские отряды («загоны») по близлежащим окрестностям. Крымцы были под Белгородом, Карповом, Вольным, Золочевом, Ольшанском, Харьковом, Валками, Богодуховом, Краснокутом, Ахтыркой, Колонтаевом, Мурахвой, Рублёвом и Колымаком. Во этого время похода татары захватили в плен 3014 человек. |
| 1681—1682 | Крымские татары воевали под Царёвом-Борисовом и Торскими озёрами. Калмыцкие отряды действовали под Воронежем, Усманью, Пензой, Нижним Ломовым и Верхним Ломовым. |
| 1683      | В конце года правобережный гетман Стефан Куницкий, собрав 5-тысячное казацкое войско, предпринял военный поход против буджакских татар. В конце ноября казацкие полки заняли местечко Нагаи, где перебили турецкий гарнизон, и выступили на Кишинёв. Здесь казаки соединились с войском молдавского господаря Стефана Петричейку. Объединённое казацко-молдавское войско (15-18 тысяч человек) под командованием Куницкого 5 декабря 1683 года разгромило в битве под Кицканами 25-тысячную турецко-татарскую армию под руководством тигинского бея Али-паши. По свидетельству современников, тигинский шлях был усеян вражескими трупами на протяжении четырёх миль. Среди убитых были сам тигинский бей Али-паша, а также Алигер-паша, предводитель Буджацкой Орды, и несколько крупных татарских мурз. Украинские казаки опустошили и разорили буджацкие улусы под Аккерманом, захватили турецкие крепости Измаил и Килию, выйдя к берегам Чёрного моря. Казаки попытались взять Тигину и Белгород, но из-за отсутствия артиллерия вынуждены были снять осаду. Владения Буджацкой Орды были опустошены и выжжены. Крымский хан Хаджи-Гирей (1683—1684), узнав о разгроме буджацких татар, собрал 10-12 тысяч татар и выступил в поход против Куницкого. В конце декабря правобережный гетман Куницкий с казацко-молдавским войском (10-12 тысяч человек) двинулся из Буджака и стал переправляться через Прут около села Табак, под городом Рени. Здесь 30 декабря на казацко-молдавские отряды внезапно напала татарская конница крымского хана. Куницкий построил укреплённый лагерь, откуда в ходе битвы под Рени успешно отражал татарские атаки. В ночь с 3 на 4 января 1684 года молдавские союзники изменили казакам и покинули казацкий табор. В этой обстановке правобережный гетман с казацкой конницей (ок. 2 тысяч человек) прорвал вражеское кольцо и переправился через Прут. Казацкая пехота (ок. 4 тысяч человек) под командованием Андрея Могилы также вырвалась из окружения и переправилась через Прут под Боянами, но понесла при этом большие потери. 10 января до Ясс смогло добраться только пять тысяч казаков. |
| 1684      | В мае в бою под Студеницей татары разгромили казацкий отряд под командованием нового правобережного гетмана Андрея Могилы, взяв в плен двести казаков. В июле того же года в битве под Скалой трёхтысячное польско-казацкое войско под командованием региментария Михала Жевуского нанесло поражение двухтысячному татарскому отряду. Крымцы потеряли убитыми около пятисот человек, тридцать мурз было взято в плен. |
| 1688      | Ханское войско вторглось в южные польские владения, сильно опустошило Волынь и вывело оттуда по данным летописи до 60 тысяч человек. В июне турецко-татарский отряд (1500 чел.) разгромил небольшой польский отряд в битве под Новосёлкой. В том же году крымские татары совершили поход под Полтаву. |
| 1691      | В сентябре в бою под Переритой в Молдавии польский корпус под командованием надворного маршалка коронного Иеронима Любомирского разгромил крупный татарский отряд. |
| 1692      | В январе из Украины в Запорожскую Сечь сбежал войсковой канцелярист Пётр Иванович (Петрик), который стал призывать запорожских казаков заключить военный союз с Крымским ханством для совместной борьбы против украинского гетмана Ивана Мазепы, ставленника Москвы. Мазепа потребовал от запорожцев выдать ему «вора и плута» Петрика, но они отказались. Петрик добился расположения запорожцев и даже был избран кошевым писарем Войска Запорожского. Весной из Сечи Петрик с небольшим отрядом казаков выехал в Крым. В мае он заключил военный союз с крымским ханом Сайдат-Гиреем, который согласился оказать ему свою военную помощь при завоевании Левобережной Украины. Некоторые запорожские казаки примкнули к Петрику. В июле в Каменном Затоне запорожцы собрали раду, где провозгласили Петрика украинским гетманом. Крымский хан отправил вместе с ним на Украину калгу с татарской ордой. Вначале Петрик и крымский калга решили подчинить себе пограничные казацкие городки на реке Самара, а затем наступать на полтавский полк. Украинский гетман Мазепа стал собирать казацкие полки для отражения татарского нападения и обратился за помощью к русскому правительству. В конце июля Мазепа отправил на границу пять казацких полков, а сам с пятью полкам расположился под Гадячем, где стал ждать прибытия московских воевод и выборных отрядов из трёх казацких полков. 28 июля Мазепа издал универсал ко всему украинскому населению, призывая его сохранять верность русскому царю и своей гетманской власти. Некоторые городки по берегам р. Орели добровольно признали власть Петрика. Мазепа с казацким войском двинулся из Гадяча в Полтаву. 5 августа полковники с передовым отрядом, высланные Мазепой на берега Ворсклы, двинулись к реке Орель и подошли к Маячке. Под этим городком находился Петрик с крымским калгой. Татарские «загоны» разошлись по близлежащим селениям, разоряя и пленяя местных жителей. При приближении к Маячке левобережных казацких полков крымцы спешно отступили в степи и возвратились в Перекоп. После быстрого отступления калги и Петрика от Маячки полковники, высланные гетманом навстречу татарской орде, стали преследовать отступающих татар, но не смогли их догнать. Петрик вместе с небольшим отрядом своих сторонников отступил вместе с калгой и три месяца проживал под Перекопом. В конце сентября 1692 года он выехал из Перекопа в Бахчисарай, столицу Крымского ханства. Турецкий султан отстранил от власти прежнего крымского хана Сайдат-Гирея и вторично назначил ханом Селим-Гирея, известного как непримиримый противник Русского государства. В декабре из Стамбула в Крым прибыл новый крымский хан. Он ласково принял Петрика и согласился оказать ему военную поддержку против левобережного гетмана Мазепы и русского правительства. После отступления крымской орды украинский гетман сразу распустил казацкие полки по домам. Между тем сам Петрик и влиятельные крымские мурзы призывали хана Селим-Гирея к новому нападению на Левобережную Украину. |
| 1693      | В январе крымский хан Селим-Гирей выслал в поход на Украину татарскую орду под командованием своего зятя, нурэддина-султана. Вместе с ордой находился Петрик с небольшим отрядом своих сторонников. Селим-Гирей приказал нурэддину и Петрику вначале выступить в Сечь и призвать запорожских казаков к совместному походу на левобережные города. Если украинские города не станут сдаваться, то крымский хан приказывал их брать штурмом и разорять. Сам Селим-Гирей обещал весной вместе с главными силами напасть на слободские города и селения. Нурэддин и Петрик отправили в Сечь воззвание, призывая запорожцев присоединиться к татарской орде. Однако запорожские казаки сохранили верность московскому правительству и отказались участвовать в нападении на украинские земли. Крымские татары двинулись на городки Переволочна и Кишенка, но местные жители наотрез отказались сдаваться и признавать гетманом Петрика. Тогда он с татарской ордой выступил на Полтаву, центр одноимённого казацкого полка. Крымцы подступили к Полтаве и стали разорять городские окрестности. Татарские «загоны» разошлись по близлежащим селениям, убивая и пленяя местное население. Тем временем, Петрик безуспешно призывал жителей Полтавы сдаться и признать его гетманскую власть. Ещё в декабре 1692 года гетман Мазепа, следивший за движением крымских татар и Петрика, сообщил в Москву о готовящемся татарском вторжении на Левобережную Украину. Русское правительство приказало боярину Борису Петровичу Шереметеву с сорокатысячной армией выступить на соединение с украинским гетманом. Русские отряды заняли все пограничные казацкие городки на реке Самаре. Полтавский полковник отказался помогать Петрику и собрал верных казаков в своём полку для отпора крымским татарам. Известия о приближении русской армии под командованием Шереметева и казацких полков под предводительством Мазепы вынудили нурэддина к немедленному отступлению. Крымская орда вместе с многочисленными пленными отступила в степи. Во время второго татарского нападения Мазепа с казацким войском двинулся из Батурина в Лубны, расставил вдоль Днепра несколько городовых и охотных полков. Петрик со своими сторонниками отступил с татарской ордой в Крым. Здесь он постоянно призывал крымского хана к продолжению борьбы против Русского государства. Украинский гетман Мазепа сообщал русскому правительству обо всех замыслах Петрика и рассылал универсалы во все левобережные казацкие полки, призывая их быть в готовности для отражения нового татарского вторжения. В июне правобережные полковники Семён Палий и Андрей Абазин со своими полками наголову разгромили татарскую орду в бою за местечко Смелая. В октябре они же, соединившись с двумя левобережными полковниками, одержали победу над крымскими татарами на реке Кодыме. |
| 1694      | В начале года Петрик из Крыма стал опять присылать свои воззвания в Сечь, обещая вскоре прибыть с крымской ордой для отвоевания Левобережной Украины из-под московской власти. Летом запорожские казаки начали военные действия против Крымского ханства и предприняли два военных похода против татар. Походы запорожцев вынудили нурэддина-султана, выступившего с ордой в набег на Слободскую Украину, вернуться. В сентябре того же года украинский гетман Иван Степанович Мазепа организовал военный поход против крымских татар. Казацкий отряд под командованием черниговского полковника Якова Лизогуба выступил в поход за Днепр на «дикие поля». Соединившись с хвастовским полковником Семёном Палеем, Лизогуб двинулся к устью Днепра и взял штурмом турецкую крепость Паланку, захватив добычу и пленников. |
| 1696      | В январе 1696 года крымский хан Селим-Гирей организовал опустошительный набег на Левобережную Украину. Татары и ногайцы брали пленных по берегам р. Орели, захватили приступом и сожгли местечки Китай-городок и Кишенку, осаждали Келеберду, а оттуда отправились под Голтву, где были собраны казацкие полки для отражения татарского набега. Однако из-за самовольного бегства многих казаков из своих полков полковники отступили. Крымцы сожгли селения около городков Остапа, Белоцерковки и Богачки, а затем направились на Гадяч. По пути они расходились в стороны отдельными «загонами», захватывая в плен местных жителей. Украинский гетман Иван Мазепа с собранными казацкими полками выступил из Батурина в Прилуки. 30-тысячная буджацкая орда переправилась через Буг и двинулась под Кременчуг, чтобы соединиться с крымской ордой. Вместе с буджацкими ногайцами находился Петрик. Ногайцы осадили пограничные украинские города Поток и Омельник. Петрик послал универсал к жителям осаждённых городов, призывая их сдаться и признать свою гетманскую власть. В ответ Мазепа разослал свой универсал по Левобережной Украине, в котором обещал крупную денежную сумму в награду за убийство Петрика. Мазепа с собранным казацким войском двинулся из Прилук в Лохвицу. Воевода Борис Петрович Шереметев с русским войском находился в Ахтырке, призывая украинского гетмана с казацким войском прибыть к себе на соединение. Однако из-за опасности нападения татарских отрядов на Батурин Мазепа с казацким войском остался в Лохвице. Вскоре крымская и буджацкая орды, соединившись вместе, снова разделились на две части: крымцы двинулись разорять полтавский полк, а буджацкие ногайцы пошли «воевать» Поднепровье. Мазепа отправил из Лохвицы прилуцкий полк в Полтаву, приказав соединиться с ним гадяцкому, миргородскому и полтавскому полкам, а лубенский и охотный казацкие полки выслал против ногайцев. Сам Мазепа с остальным казацким войском двинулся в Ахтырку, чтобы соединиться с Шереметевым, но добрался только до местечка Рашевка на реке Псёл. Здесь украинский гетман узнал, что уже 1 февраля крымские татары и ногайцы с пленниками отступили в свои степи. Украинские казаки взяли в плен многих татар в лесу за р. Ворскла. После отступления крымского калги-султана гетман Мазепа распустил городовые казацкие полки по домам, а охотные полки отправил в их становища. Тем временем под Кишенкой один казак умертвил самозваного гетмана Петрика. В феврале того же года татарская орда (8-12 тысяч человек) под командованием калги Шебас-Гирея, царевичей Саадат-Гирея и Газы-Гирея прорвала польскую блокаду Каменца-Подольского, доставила продовольствие в турецкую крепость и двинулась в набег на южные польские владения. Великий гетман коронный Станислав Ян Яблоновский собрал под Львовом 4-тысячное польское ополчение. 11—12 февраля в битве под Львовом поляки разгромили превосходящие силы крымскотатарской орды. |
| 1698      | В сентябре 14-тысячная татарская орда под предводительством калги-султана Каплан-Гирея совершила разорительный набег на Подолию. 8—9 сентября в битве под Подгайцами 6-тысячное польское войско под командованием польного гетмана коронного Феликса Казимира Потоцкого разгромило татарскую орду. |

### XVIII век
| Год                 | Описание |
| ------------------- | --- |
| 1700                | Небольшие набеги крымских татар и кубанских ногайцев под Черкасск и Таганрог. |
| 1701                | Рейды небольших отрядов крымских и кубанских татар на Черкасск и донские городки, Камышинку, Цимлянск и Миусс. В июне 1701 года отряд кубанских татар (1500 чел.) совершил набег на калмыцкие кочевья хана Аюки, Камышинку, Саратов и Царицын. Они были разбиты донскими казаками у Паншина городка. |
| 1704                | В январе 1704 года кубанские ногайцы (800 чел.) совершили набег на Азов и Черкасск, разорив окрестности городов. В феврале того же года кубанцы напали на астраханских калмыков и разграбили их кочевья. в июне кубанские татары (1000 чел) совершили рейд под Камышин, Царицын, Саратов, но были разбиты казаками у Сарпинских озёр. |
| 1705                | В феврале-марте небольшие отряды кубанцев совершили набеги под Семикорковский и Берченёвский казацкие городки. Летом 4 тысячи крымских татар участвовали в боях на правом берегу Днепра под Галичем и Збаражем в составе польской армии Юзефа Понятовского против левобережного гетмана Ивана Мазепы. В июне 1705 года отряды крымских и кубанских татар совершил набег под Царицын, но был разбит казаками на реке Калаузе. В мае и июне 1705 года кубанские ногайцы (более 3-х тысяч) совершили три набега под Азов, разорили окрестности, взяли в плен 341 человека, убили 24 и ранили 40. Отогнали 670 лошадей и 3400 голов скота. |
| 1706                | В апреле 1706 года кубанские ногайцы совершили набег на кочевья астраханских калмыков. В июне того же года небольшие отряды крымцев приходили под Цимлянск, Камышин и Азов. В августе 1706 года пятитысячный отряд крымских и кубанских татар совершил набег под Азов и Черкасс, разорив окрестности. Было убито 158 человек, 460 взято в плен, кочевники угнали 1420 лошадей. |
| 1707                | В июне небольшой отряд кубанцев (200 чел.) приходил под Черкасск и соляные промыслы по реке Манычь. Ногайцы напали на казацкий отряд и отогнали 40 лошадей. В сентябре того же года 1-тысячный отряд кубанских татар совершил набег под Астрахань и разорил окрестности. |
| 1708                | В феврале 1708 года крупный отряд кубанских татар, кумыков, ногайцев и черкесов (7 тыс. чел.) под командованием башкира Султан-Мурата напал на Терский городок. 26 февраля противник был разбит русскими и калмыцкими отрядами воеводы Романа Вельяминова. Кубанцы разорили Терскую слободу, убили и ранили 300 человек. В июне того же года 3 тысячи кубанских татар пришли под Азов к Кондрату Булавину. После разгрома восстания кочевники ушли обратно с казаками Игнатия Некрасова. |
| 1709                | В январе 1709 года кубанские татары и казаки-некрасовцы (1500 чел.) совершили набег на казацкие городки на Дону и под Царицын. В марте того же года казаки-некрасовцы и крымские татары (100 чел.) напали на рыбные ловли под Таганрогом, захватив пленных. |
| 1711                | Сторонники Филиппа Орлика из числа запорожских казаков (под командованием кошевого атамана Костя Гордиенко) вместе с 40-тысячным татарским войском под командованием царевича Мехмед Герая (сына Девлет Герая) совершили поход на Правобережную Украину, и осадили Белую Церковь. В походе участвовали 7-8 тыс. казаков, 3—5 тысяч поляков, 700 шведов и 400 янычар. Однако татары перешли к грабежу мирного населения и добыванию ясыря, после чего казаки Орлика начали массово дезертировать, чтобы защитить свои селения. В феврале 1711 года крымские татары захватили города Брацлав, Богуслав и Немиров, небольшие гарнизоны которых практически не оказали сопротивления. Левобережный гетман Иван Скоропадский отправил на правый берег Днепра компанейский полк под командованием генерального есаула Степана Бутовича. В битве под Лисянкой Степан Бутович был разгромлен и едва спасся бегством. В марте 1711 года Филипп Орлик и Мехмед Герай осадили крепость Белую Церковь, которую оборонял небольшой русско-казацкий гарнизон. Запорожцы и крымцы не смогли взять штурмом Белую Церковь, потеряв убитыми одну тысячу человек. От Белой Церкви Орлик и Мехмед Герай отступили на Фастов. Запорожцы и крымские татары попытались напасть на Черкассы, Канев и Чигирин, но везде были отражены. Пётр Великий отправил на Правобережную Украину русское войско под командованием князя Дмитрия Голицына. При приближении русских полков Орлик и Мехмед Герай начали отступать в степи. 15 апреля под Богуславом Дмитрий Голицын догнал часть татарской орды и отбил больше 7 тысяч пленников. В конце апреля 1711 года Орлик и Мехмед Герай вернулись в Бендеры. В это время сам крымский хан Девлет II Герай с татарской ордой (30-40 тысяч человек) вторгся в Левобережную Украину, где осадил и захватил Новосергиевскую крепость. Местное казацкое население сдалось без боя. Затем Девлет Герай двинулся на Харьков и Изюм, но был отбит и в начале марта отступил в Крым. При приближении войска Бориса Шереметева татары с огромным полоном ушли в степь, а предприятие Орлика провалилось. |
| 1712                | В апреле 1712 года крымские татары и запорожцы совершили набег на Черкасский городок на Дону, взяли в плен 18 человек и увели 400 лошадей. в мае татары и запорожцы предприняли рейд под Бахмут, угнав 575 лошадей. В июне крымские татары напали на Чигирин, взяли 32 пленника и 60 лошадей. |
| 1713                | Крымские татары, ногайцы и азовцы разорили южные районы Казанской и Воронежской губерний, земли донских казаков и Харьковский полк. Татары захватили в плен 14 тысяч человек и более 2 тысяч убили. |
| 1714                | Крымские татары и азовцы совершили поход на Царицын, также были разорены земли донских казаков, Харьковского и Изюмского полков. |
| 1715                | Крымский мурза Мамбет-бей совершил разорительный набег на земли донских казаков. Также крымские татары разорили территорию Харьковского и Изюмского полков. В том же году кубанский сераскир Бахти-Гирей (Дели-султан) совершил крупный набег под Царицын и Астрахань. Под Астраханью Бахти-Гирей захватил в плен 1220 ногайских кибиток и переселил их за Кубань. Тогда же кубанский сераскир Бахти-Гирей совершал многочисленные набеги на калмыцкие улусы хана Аюки, вассала России. Кубанские татары разорили многие калмыцкие и ногайские улусы. 10 300 ногайских семейств было насильно переселено на Кубань. |
| 1716                | Крымские татары, турки и азовцы разорили Дмитриевский уезд Воронежской губернии, совершали набеги под Тамбов, земли донских казаков, Харьковский и Изюмский полки. |
| 1717                | Кубанский погром. Крымские татары совершали набеги на земли Харьковского и Изюмского полков в Слободской Украине. Кубанский сераскир Бахти-Гирей (Дели-султан) с кубанской ордой, турецкими и азовскими отрядами, а также с казаками-некрасовцами предпринял крупнейший поход на южнорусские земли. Кубанцы разорили окрестности Царицына, Пензы, Симбирска, Саратова, Инсара, Петровска и Ломова. Было уведено в плен около 30 тысяч человек. |
| 1718                | Кубанский сераскир Бахти-Гирей совершил поход на земли донских казаков, где осадил и безуспешно штурмовал Черкасский городок. Многие казаки и юртовские калмыки были убиты и взяты в плен. В том же году крымские и кубанские татары совершили набеги на земли Казанской губернии, Харьковский и Изюмский полки. |
| 1719 1720 1721 1722 | Крымские татары и азовцы четыре года подряд совершали разорительные набеги на Харьковский, Изюмский, Полтавский и Миргородский полки в Слободской Украине, а также земли донских казаков. |
| 1723                | Крымские татары, ногайцы и азовцы совершали набеги на Бахмут, Полтавский и Миргородский полки, земли донских казаков. |
| 1724                | Крымские татары и азовцы совершили рейды на Бахмут, Полтавский и Миргородский полки, земли донских казаков и юртовских калмыков. |
| 1725                | Крымские татары совершили набег на Бахмут. |
| 1726                | Крымцы продолжали совершать набеги на Бахмут и земли донских казаков. |
| 1727                | Крымцы и азовцы совершили набеги на земли донских казаков и Бахмут. |
| 1728                | Крымские татары и азовцы совершили набеги на земли донских казаков и Бахмут. На сторону крымского хана перешёл Батыр-тайша с юртовскими калмыками. |
| 1729                | Крымцы и азовцы совершили набеги на Бахмут и земли донских казаков. |
| 1730                | Крымские татары и азовские турки напали на земли донских казаков, Бахмут и Миргородский полк. |
| 1731—1732           | Крымские татары и азовцы совершили набеги на земли донских казаков, Бахмут, Миргородский полк и Кабарду. |
| 1734                | Крымские татары, азовские турки и кубанские татары совершили разорительные набеги на земли донских казаков, на Бахмут и Полтавский полк. |
| 1735                | 60 000 — ная крымская орда, под началом хана Каплан Герая, совершила неудачный поход на Северный Кавказ. |
| 1737                | В феврале крымские татары сделали новый набег на Левобережную Украину, где захватили много пленников. В стычке с крымцами во время переправы через Днепр у Переволочны был убит генерал-майор Юрий Фёдорович Лесли. |
| 1739                | 15 февраля (26 февраля) орда переправилась через Днепр рядом с территорией Миргородского полка. Благодаря активным действиям отряда генерал-майора Ивана Бахметева орда была разгромлена. Бахметев, заранее извещённый казаками Миргородского полка о подходе татар, спешно выступил из Кременчуга к Власовке с отрядом из нескольких гренадерских рот, Рижского драгунского полка (всего 600 человек) и 1500 казаками Миргородского полка. Отряд Бахметева настиг татар спустя 2 часа после их переправы. В результате шестичасового боя татары вынуждены были отступить за Днепр. Около 4000 воинов, 30 мурз и 2 «султана» утонули в специально устроенных прорубях на Днепре или были убиты. 19 февраля остатки орды ушли в Крым. |
| 1756—1763           | во время Семилетней войны России с Пруссией крымские татары и ногайцы совершали разорительные набеги на южнорусские владения. |
| 1758                | Осенью буджакские татары осуществили крупный набег на Молдавское княжество. |
| 1769                | Последний в истории поход крымской армии под предводительством хана Керим-Гирея на русские земли. Крымские татары, буджакские и едисанские ногайцы разорили Новую Сербию с угоном значительного числа пленных 15 января 1769 года 70-тысячная крымскотатарская орда перешла русскую границу и двинулась на Новую Сербию (Елисаветградскую провинцию). Под предлогом похода в Польшу, для соединения с барскими конфедератами, Керим-Гирей подошёл к Елисаветграду. Но татарские отряды лишь имитировали осаду крепости, в то время как основная часть орды рассыпалась по провинции для захвата ясыря. Им противостояли всего 4000 регулярных войск и 2000 малороссийских казаков, запершиеся в укреплённых городках. Запорожские казаки объявили нейтралитет и не препятствовали проходу татар. Крымский хан не стал штурмовать хорошо защищённый город, а распустил орду на мелкие отряды для грабежа и захвата пленников. Крымские и ногайские «загоны» рассеялись по близлежащим русским и польским владениям. Опустошив значительную часть Новой Сербии, Уманскую и Чигиринскую области Польши и захватив 20 000 пленных, крымский хан вернулся в Каушаны, столицу Буджакской Орды, для дележа добычи. В ознаменование успешного набега, хан послал в Константинополь в дар султану невольниц: 300 высоких женщин и 300 — меньшего роста. |
| 1781                | Татарский набег (буджакских татар) на Кишинёв. В центре Кишинёва рядом со Свято-Ильинской церковью впоследствии был установлен памятник жертвам набега — каменный столб, где были перечислены имена людей, пострадавших от этого набега. После принятия Буджакской, Едисанской и Едишкульской ногайскими ордами в 1783 году присяги на верность России, и подавления Ногайского восстания, их крупные набеги прекратились. |